# Géants de processions et de cortèges

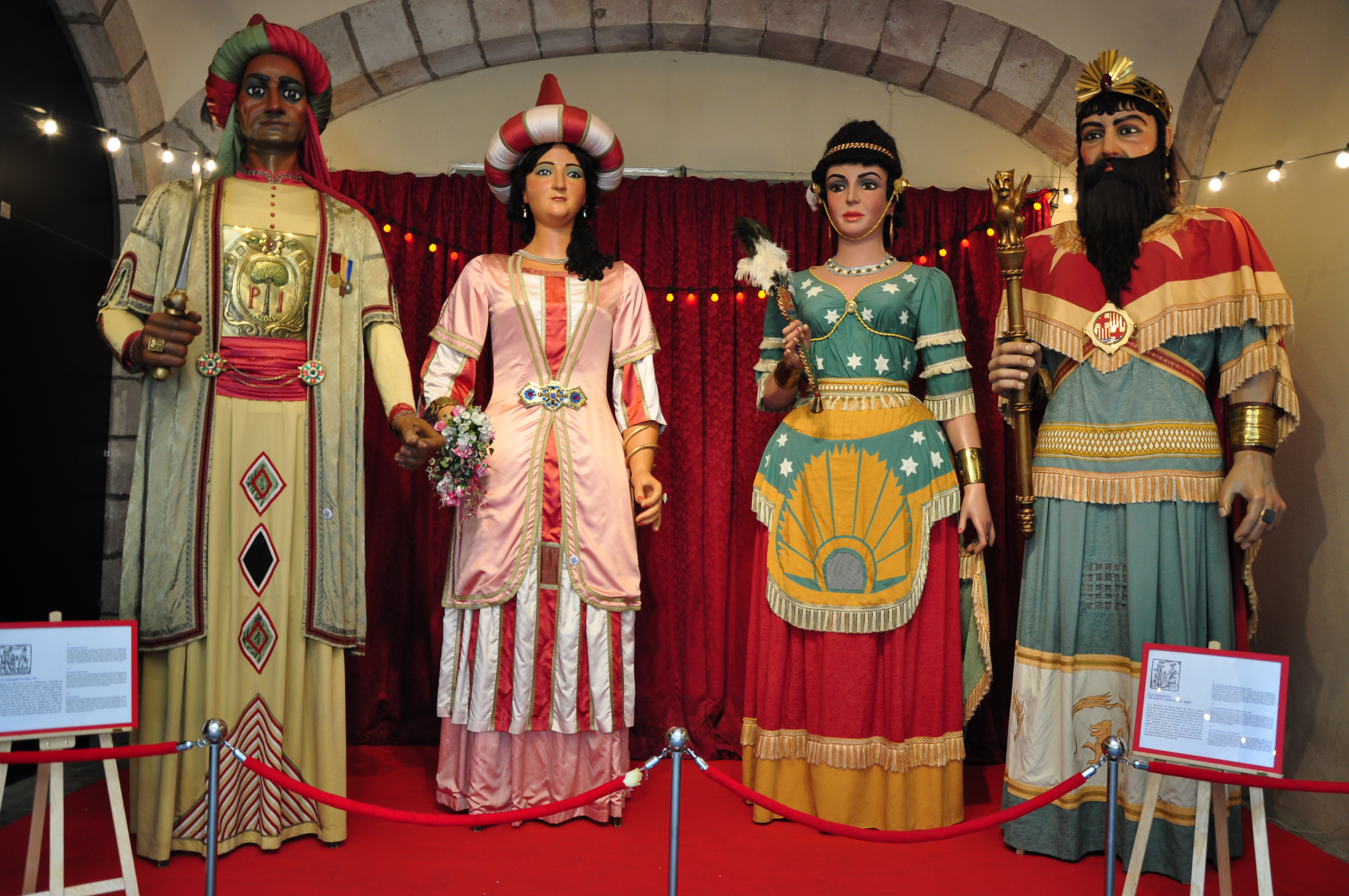
Les géants historiques de Barcelone : Mustafà, Elisenda (Basilique Santa Maria del Pi), El Rei Salomó et La Reina de Saba (Basilique Sainte-Marie-de-la-Mer)

Les géants sont des figures importantes du folklore européen, ils sont présents dans des processions et des cortèges de pays du monde entier. Il s'agit soit de personnages soit parfois de dragons ou d'animaux fabuleux, de symboles, d'objets... Les géants processionnels, mannequins d'osier, de bois, de métal ou parfois même de plastique sont promenés dans les cortèges et autres fêtes de villes et villages. Ils sont l'une des bases les plus vivaces du folklore de Catalogne, du Nord de la France et de la Belgique. Les cortèges comportant des géants processionnels humains ou animaux sont d'ailleurs l'une des coutumes les plus répandues de l'humanité.

## Généralités

### Origines historiques
La première question qui se pose au sujet des géants processionnels est évidemment celle de leur origine ; il est impossible actuellement de répondre d'une manière catégorique à ce problème, mais il est possible de faire le point en exposant les différentes thèses avancées à ce sujet.
1. Les géants sont d'origine corporative. En effet, certains historiens et folkloristes ont pensé que la présence dans les cortèges de mannequins géants serait liée à la présence dans ces mêmes cortèges des corporations de métiers. Il est certain que toutes les confréries participaient, dès le Moyen Âge, à toutes les manifestations populaires et aussi aux processions religieuses. Il est certain aussi, pour ne prendre qu'un exemple célèbre, que le géant de Douai, Monsieur Gayant, est une création de corporation : les sources sont en effet catégoriques à son sujet. Gayant, figurant dans le cortège de Douai de 1531, y représentait la corporation des manneliers. Un historien douaisien, G. Steenhouwer, affirme même que Marie Cagenon, sa femme, est apparue dès 1532 (mais cela est très discutable) et que ce sont les fruitiers qui la firent pour riposter contre les manneliers, mendeliers et caïeurs. Pour citer d'autres exemples : certains géants de la Ducasse d'Ath sont également apparus dans la processions sous l'impulsion de confréries. Dans cette première hypothèse, les géants seraient en quelque sorte des chefs-d'œuvre des métiers.
2. Les géants ont été introduits en Flandre par les troupes espagnoles. Dans ce cas, on admet (et cette thèse est très en faveur) qu'il existait des géants dans la Péninsule Ibérique avant qu'il n'y en eût en Flandre. Les défenseurs de cette explication ont estimé qu'il s'agissait là d'un amusement que Charles Quint voulut procurer aux peuples soumis à sa domination pour endormir l'inquiétude des populations. Il est évident que la Péninsule Ibérique est, avec les anciens Pays-Bas (nord de la France, Belgique, Pays-Bas actuels), un des principaux foyers de cette coutume, avec aussi l'Autriche, comme l'ont montré les travaux de Klaus Beitl[1]. Mais il est tout aussi évident que des pays qui n'ont jamais subi l'influence hispanique (comme la Chine, la Scandinavie, etc.) connaissent également cette coutume ; des pays qui ont été soumis à la domination espagnole (la Franche-Comté par exemple), en revanche, l'ignorent. Peut-on prouver qu'il existait des géants en Espagne avant les géants flamands ? Les recherches sérieuses sur les géants espagnols sont assez rares. Nos premiers géants, d'autre part, apparaissent-ils dès le XIIIe siècle, comme le veulent ceux qui soutiennent l'existence à Cambrai d'un grand mannequin représentant saint Géry dès 1220 ? En 1900, Jules Beek[2] affirmait de toute façon qu'il existait des géants en Flandre avant 1496, date du mariage de Philippe le Bon et de Jeanne de Castille qui devait amener la domination espagnole en Flandre. Enfin, la quasi-universalité de la coutume des géants semble à elle seule détruire la légende de l'origine espagnole des géants processionnels.

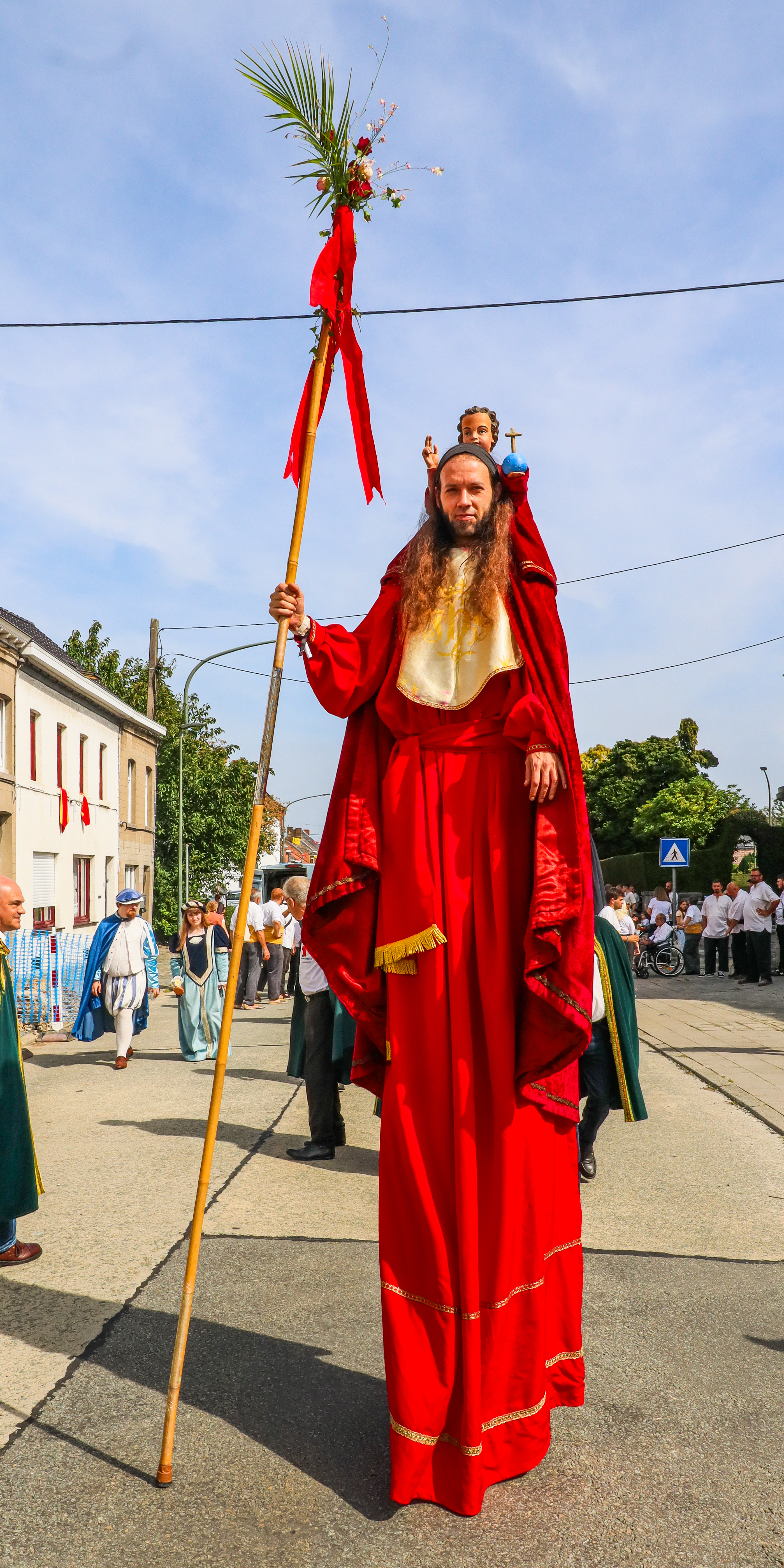
Saint-Christophe (Flobecq)

3. Saint-Christophe (Flobecq)Les géants ont pour ancêtre lointain saint Christophe. Telle est la troisième solution proposée. On sait que ce saint était réellement bâti comme un géant[3] ; sa statue était elle aussi, en conséquence, plus grande que celles des autres saints. Ce serait elle qui, portée dans les processions médiévales, serait à l'origine des géants. D'ailleurs, saint Christophe aurait peut-être remplacé un dieu païen ; c'est ce qu'affirme un auteur français anonyme du XIXe siècle qui raconte que les premiers apôtres de la Flandre, pour attirer dans leurs églises les populations païennes du lieu, installèrent à la porte de leurs édifices des statues énormes du dieu gaulois Ogmius, plus tard christianisé sous le nom de saint Christophe. Un Allemand, cité par le baron de Reinsberg-Duringsfeld, pense au contraire que saint Christophe a remplacé l'image du dieu germanique Thor. Dans les archives de Poperinge, on trouve des notes manuscrites selon lesquelles les géants descendraient de statues d'hommes très grands, donc de statues très grandes : celles de saint Christophe ou bien celles d'Hercule.
4. Les géants ont pour ancêtre Goliath. Il n'est pas impossible que l'histoire biblique très connue et très populaire de David luttant contre Goliath ait été souvent reproduite dans les processions médiévales : alors que David était représenté par un jeune homme, Goliath aurait alors revêtu la forme d'un mannequin géant. Par la suite, tous ces Goliath des cités différentes se seraient individualisés en prenant des noms propres à chaque commune. Ce qu'il faut de toute façon remarquer, c'est le grand nombre de Goliath dans les cortèges du Moyen Âge : Nivelles, Alost (1433), Audenarde (1456), Namur (1458), Ath (1481), Termonde (1468), Lierre (1469), Tirlemont et Anvers (1470), Troyes (1486), Nieuport et Venlo (1490). Quoi qu'il en soit, il est donc bien évident que Goliath a joué un grand rôle, sinon le plus grand.
5. Les géants descendent de Gargantua. Cette solution date de 1948-1950 et a pour auteur Henri Dontenville, président de la Société de mythologie française. Dontenville fait remonter les géants à un folklore de Gargantua, d'un Gargantua prérabelaisien d'ailleurs, qui serait à la base de toute la mythologie française[4].
6. Les géants ont une origine scandinave. Selon Edmond de Coussemaker[5] qui a étudié les chants populaires des Flamands de France vers 1855, « cette chanson et cette cérémonie (Reuze lied[6] ou air du Reuze) se rattachent à des souvenirs scandinaves parce que dans les Eddas il est souvent question de guerres entre les Reuzes et les Azes; ces Reuzes auraient été les Finnois». Dès lors, les géants seraient la représentation d'une population venue de Scandinavie et installée en Flandre maritime. Cette thèse ne peut être soutenue sérieusement vu qu'aucune donnée archéologique ou historique ne vient la confirmer. Elle ne pourrait avoir quelque vraisemblance que pour les régions de langue flamande à cause du rapprochement étymologique. Toutefois, l'origine scandinave et germanique a connu une nouvelle jeunesse au XXe siècle avec les thèses d'Oscar Almgren[7]. Cet érudit considère que les personnages de taille élevée, au phallus proéminent, dessinés sur les gravures rupestres découvertes en Suède sont les ancêtres des géants processionnels. Ces documents sont datés de l'âge du bronze, c'est-à-dire du IIe millénaire av. J.-C. Cette thèse se fonde sur des documents archéologiques. Mais les liens avec les géants d'osier du XVe siècle sont assez lointains. Les relais historiques manquent entre le IIe millénaire et le Moyen Âge finissant.
7. Les géants sont l'image ridicule des vaincus des luttes flamandes du XIIe siècle. C'est Léon Moreel, de Dunkerque, qui écrit[8] : « Dunkerque était peuplée de marins jaloux de leur indépendance ; la célèbre chanson des Kerles rappelle les luttes qui les opposèrent à la noblesse dès 1136; les géants ou Reuzes qu'ils promènent encore aux jours de liesse évoqueraient même, non pas les hommes de grande taille rencontrés par Jules César en Ménapie, mais les guerriers orgueilleux vaincus par les révoltes du peuple avant d'en être la risée. »
8. Les géants sont les images de nos ancêtres qui étaient plus grands que nous. Il est inutile d'insister sur le fait que cette affirmation est purement gratuite et n'a jamais pu avoir qu'une valeur légendaire ou mythologique[9].
9. La thèse du chercheur espagnol J.M. Gomez-Tabanera[10] fait du géant la survivance d'un rituel qui se serait diffusé parallèlement aux courants mégalithiques. On constatera que les régions qui ont largement connu les grandes pierres levées ne sont pas spécialement celles où l'on recense le plus de géants. Il suffit de penser au nord de la France (terre à géants, peu de mégalithes) ou à la Bretagne (riche en mégalithes, pauvre en géants).

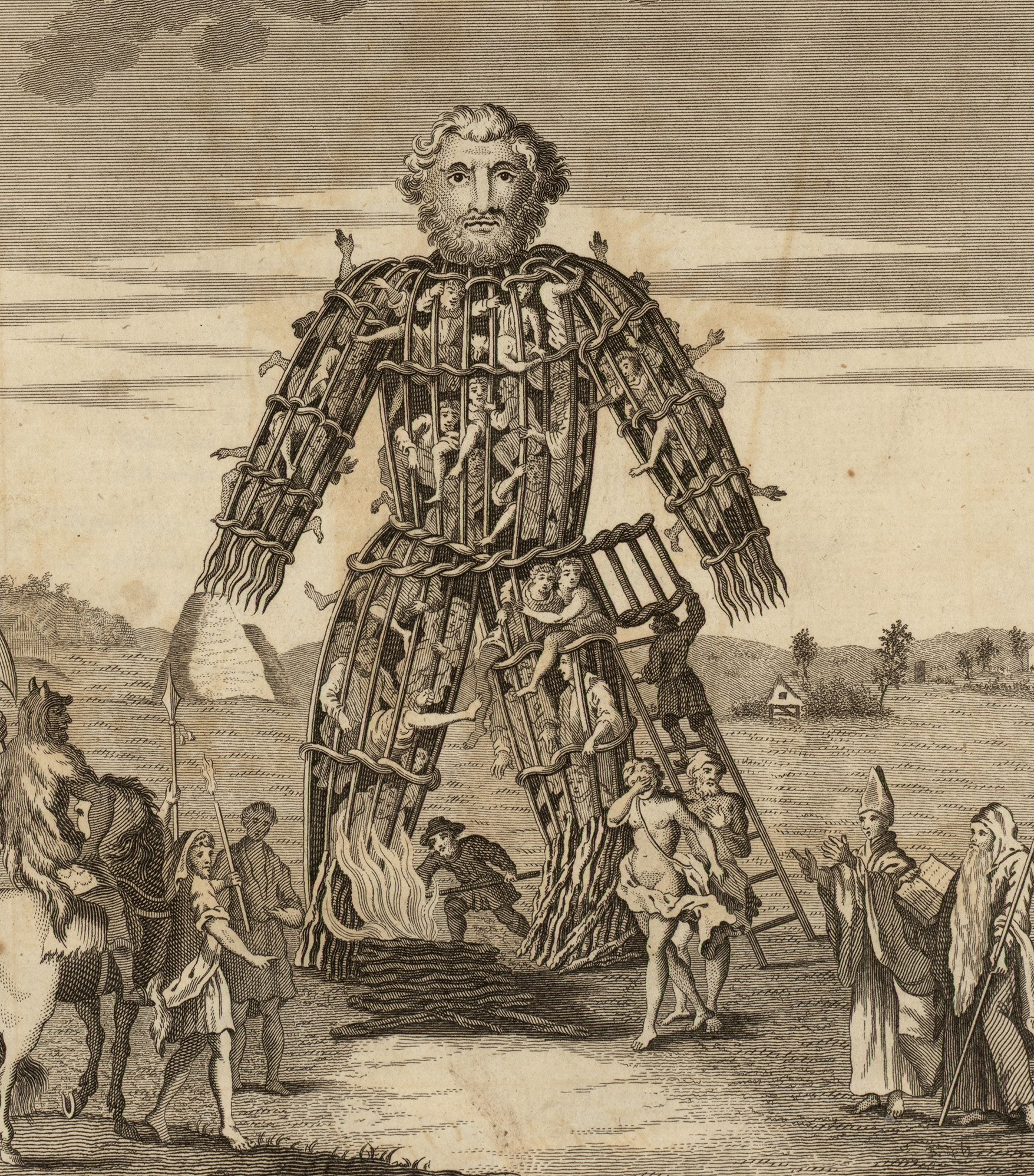
Illustration du XVIIIe siècle représentant un homme en osier lors d'un sacrifice celtique

10. Illustration du XVIIIe siècle représentant un homme en osier lors d'un sacrifice celtiqueLes géants seraient une survivance des coutumes religieuses des druides. Les sacrifices humains étaient fréquents vers 100-200 av. J.-C. dans nos régions. Les victimes, dit-on, étaient conduites sur le lieu du supplice dans d'énormes cages d'osier ayant parfois des formes étranges et même des formes humaines. César[11] rapporte : « Tout le peuple gaulois est très religieux. Aussi, voit-on ceux qui sont atteints de maladies graves, ceux qui risquent leur vie dans les combats ou autrement, immoler ou faire vœu d'immoler des victimes humaines et se servir pour ces sacrifices des druides… certaines peuplades ont des mannequins de proportions colossales, faits d'osier tressé, qu'on remplit d'hommes vivants : on y met le feu et les hommes sont la proie des flammes». Faut-il voir dans ces mannequins l'origine des géants, comme l'ont proposé plusieurs érudits[12],[13] ? Le rapprochement semble audacieux. Les seuls points communs tiennent au matériau et au volume. Le rite est tout à fait différent. On voit mal le passage de ce grand panier sacrificiel à nos mannequins portés et soigneusement entretenus. Le rapport est loin d'être évident. Il faudrait pouvoir montrer comment on passe de l'un à l'autre avec les transformations religieuses et culturelles qui se sont produites en une quinzaine de siècles. Cette démonstration n'a jamais été faite.
11. Klaus Beitl[1], le grand spécialiste autrichien de l'étude des géants voit dans ceux-ci les continuateurs d'un créateur du monde qui assure la survie de son œuvre. Il retrouve à la fois chez les Égyptiens, les Hittites et les Grecs, le géant qui supporte la voûte céleste. Le personnage gigantesque de nos processions serait la figuration ludique de ce héros mythologique, créateur du monde. La thèse de Klaus Beitl s'appuie sur un inventaire précis des données historiques et préhistoriques relatives aux géants. Elles ne peut rester qu'une hypothèse séduisante mais largement discutée, faute de documents historiques assurant le relais de la fin de l'Antiquité au bas Moyen Âge.

### Historique
La première mention probable de géants processionnels est portugaise : dans la ville d'Alenquer, au XIIIe siècle.  À la fin du XIVe siècle, les premières figurations gigantesques sont attestées à Anvers (1398). Peut-être le phénomène a-t-il été importé par les nombreux marchands portugais résidant en Europe du Nord à cette époque.
Au XVe siècle, dans les Pays-Bas espagnols, le phénomène s'affirme : douze Goliath marchent dans les processions au côté de six Saint Christophe (pas toujours sur échasses), d'un Hercule et d'un Samson. Saint Georges combat le dragon (pas toujours gigantesque) au moins dans douze villes tandis que le Cheval Bayard est chevauché par les quatre fils Aymon dans dix villes.
Dès cette époque, des géants identiques animent les processions espagnoles : le Saint Christophe et le Goliath de Barcelone sont les premiers attestés dès 1424. En Angleterre, Samson est présent à Leicester en 1461. Goliath contribue aux cérémonies qui célèbrent l'entrée de Philippe le Bon à Dijon (1454) et celle de Charles VIII à Troyes (1486). Seul, le groupe du Cheval Bayard reste strictement limité aux Pays-Bas.

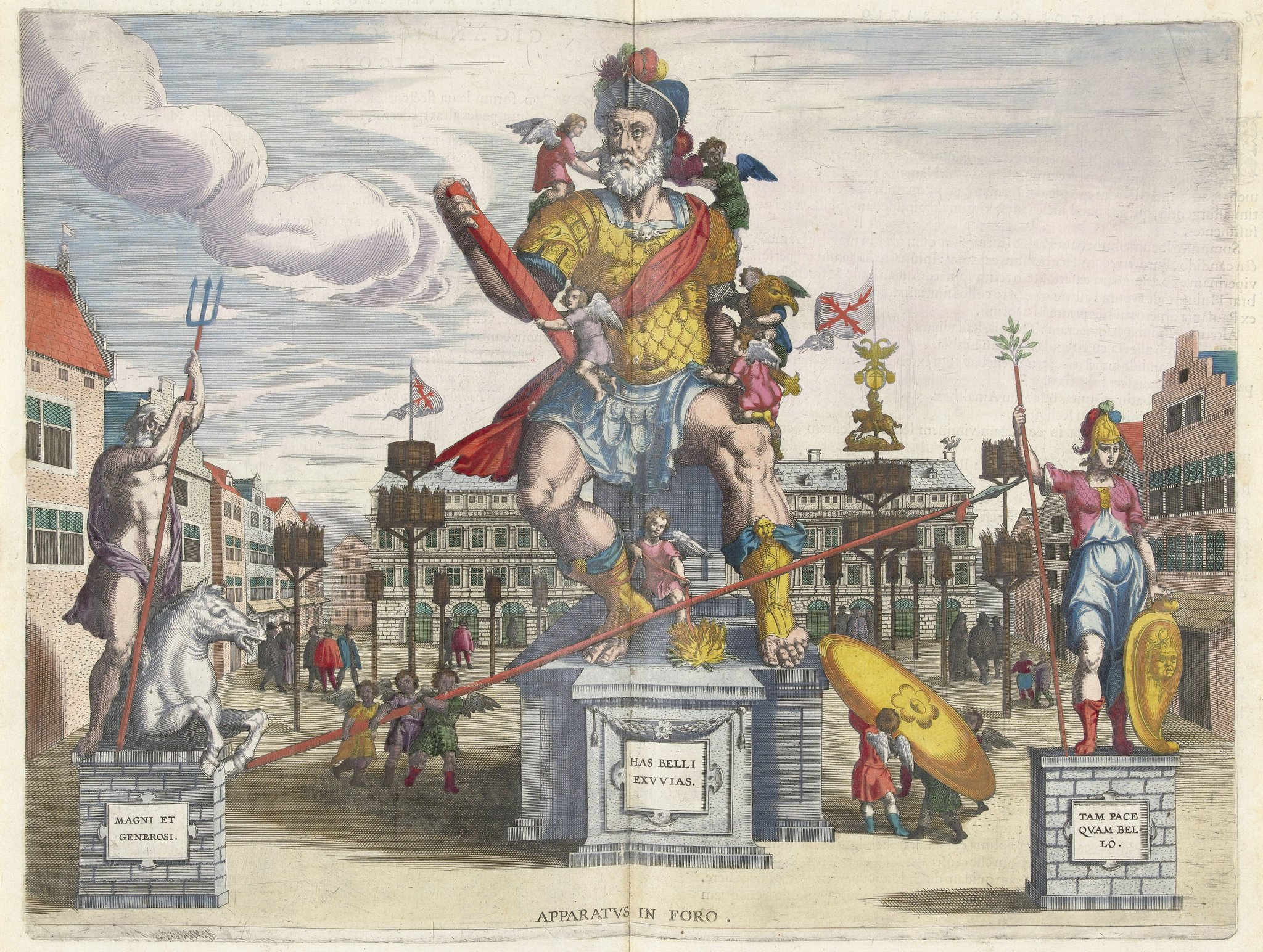
Gravure anonyme représentant le géant Druon Antigoon d'Anvers lors de la joyeuse entrée des archiducs Albert et Isabelle en 1599

La majeure partie de ces figurations sont religieuses. Les récits bibliques du combat de David et de Goliath ou des hauts faits de Samson voisinent avec l'histoire du héros qui porte le Christ (Saint Christophe) ou avec l'affrontement de Saint Georges avec le dragon rapportés par la Légende dorée. Hercule issu de la mythologie grecque et l'histoire du Grand Bayard constituent les seuls éléments tout à fait profanes.
Ces « histoires» s'intègrent, en effet, habituellement dans une procession religieuse. Les groupes figuratifs se multiplient au XVe siècle et illustrent des scènes rapportées par l'Ancien (l'histoire de Daniel) et le Nouveau Testament (la Nativité, l'Annonciation) ou par la Légende dorée (Saint Michel et le diable). Comme on le voit, ces représentations ne mettent pas toujours en scène des géants ou des monstres. Ceux-ci n'apparaissent que lorsqu'ils ont cette taille exceptionnelle dans le récit religieux qui a inspiré les organisateurs. Saint Christophe a été représenté par un homme de taille élevée avant d'utiliser les échasses au milieu du XVe siècle. C'est à la même époque que les mannequins d'osier apparaissent (Goliath à Bergen-op-Zoom en 1447). 
D'une part, les géants participent à l'édification religieuse d'un peuple illettré en illustrant des épisodes de la Bible et de la vie des saints. D'autre part, ils servent d'attractions lors des « ducasses » ou autre fêtes patronales mais également lors des processions de la Fête-Dieu (Corpus Christi) et des Rogations.
Dans certaines régions d'Europe, la Contre-Réforme et l'époque baroque renforcent le phénomène. Petit à petit cependant, l'Église va combattre ces éléments qui disparaîtront des processions au profit de cortèges laïcs (carnaval).
L'édit des kermesses de Joseph II d'Autriche (1786) porte un premier coup aux géants de processions. Celles-ci doivent avoir lieu à la même date pour tout le pays (30 avril) et sans éléments profanes (Édit des processions du 10 mai 1786).
La Révolution française considère les géants comme des symboles de la superstition et de l’intolérance. Les processions sont supprimées et les géants de la Ducasse d'Ath, par exemple, sont brûlés par les Jacobins le jeudi 28 août 1794 sur la place du marché.
Dans les Pays-Bas, en 1819, le gouvernement hollandais interdit les éléments profanes. Il fallait choisir. Bien souvent, les gens, très attachés à leurs géants, emblèmes de leur cité, les gardèrent dans un cortège laïc ou les séparèrent de leurs processions religieuses.

### Personnages

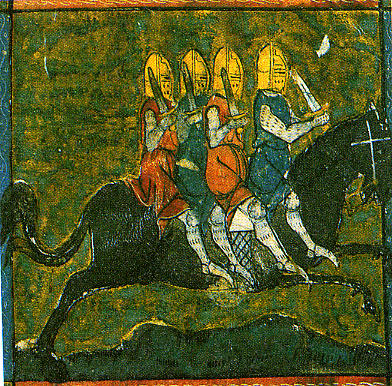
Le cheval Bayard portant les quatre fils Aymon d'après une miniature dans un manuscrit du XIVe siècle

#### De laBible
- Goliath (Belgique, France, Catalogne…)
- Samson (Belgique, Autriche…)

#### De laLégende doréeou du cycle de Charlemagne
- Saint Christophe (Belgique, Provence,…)
- Le Cheval Bayard (Belgique)

#### De lamythologie grecque
- Hercule (Belgique)

#### Autres
- Géants de corporation/confrérie : L'Aigle de Saint Jean, le Cygne des Boulangers, le Triton des Poissonniers (Ducasse d'Ath), Monsieur Gayant (Douai),...
- Dragons et animaux faisant partie de jeux : Jeu de Saint Georges (Mons), Drachenstich (Furth im Wald), Graoully (Metz), Tarasque (Tarascon et Catalogne), Drac (Catalogne), etc.
- Géants ou animaux emblématiques d'une cité ou d'un quartier (exemples : Poulain de Pézenas, Âne de Gignac, Baudet du Faubourg de Mons à Ath,…)
- Personnages de l'histoire ou de la vie locale, métiers traditionnels, allégorie,… (ce genre de personnages sont de nos jours prédominants)

### Figuration

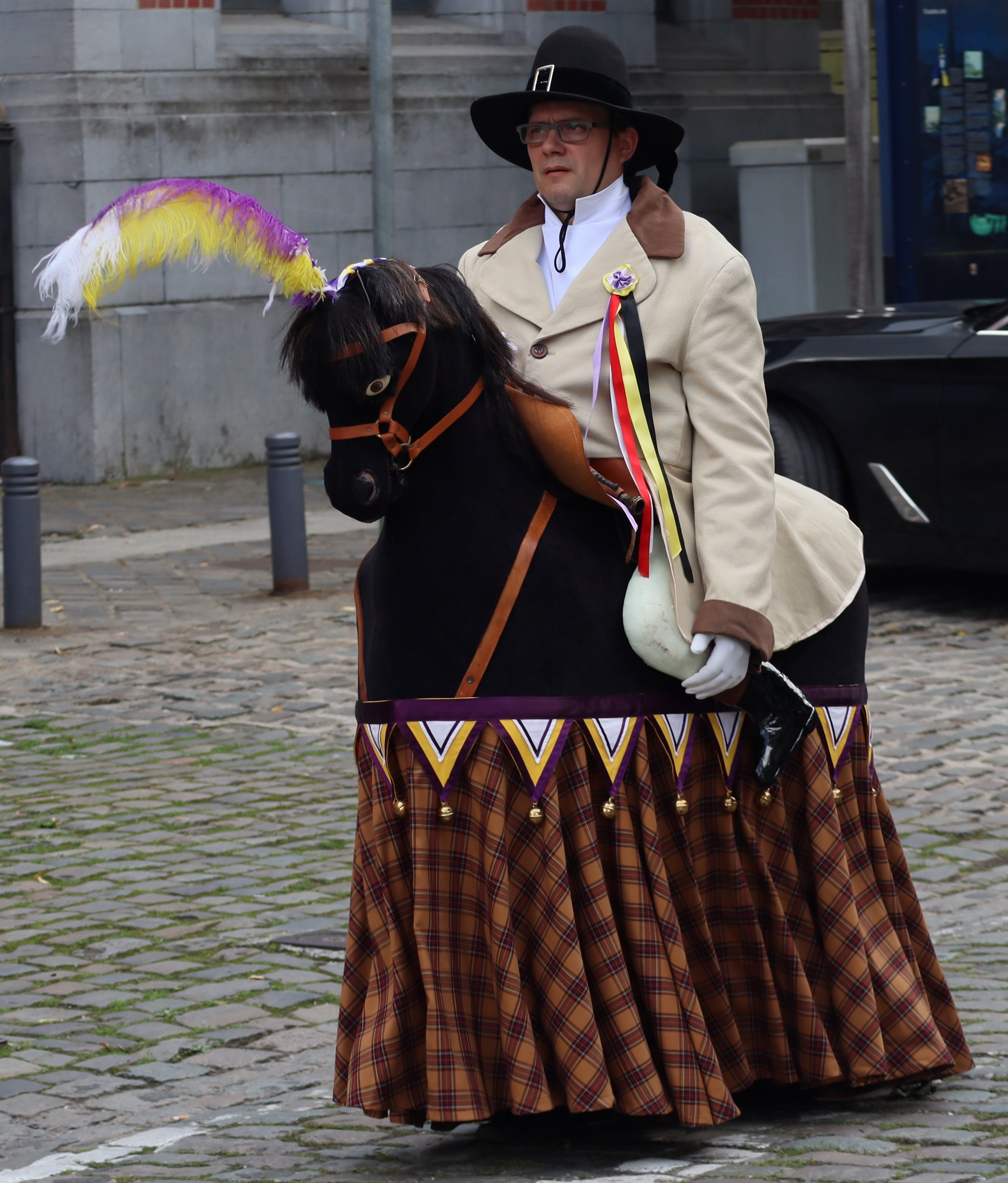
Cheval Diricq (cheval-jupon) accompagnant le géant Goliath de la Ducasse d'Ath

Parmi les « figurants » traditionnels accompagnant les géants :
- Les chevaux-jupons (Ath, Mons, Douai, Cassel, Catalogne…), ils prennent parfois l'apparence de coq ou autres animaux.
- Les hommes sauvages ou de feuilles (Ath, Mons,…)
- Les diables (Ath, Mons, Catalogne,…)
- Le char de la Roue de la Fortune (Douai, Nivelles, Bruxelles (Meyboom)[15],…)
- Les grosses têtes (Belgique, France, Catalogne, Galice et Portugal)
- Nains (grosses têtes descendant jusqu'aux genoux de leur porteur) (Autriche)
- Samson (Ath, Autriche) est accompagné d'une compagnie de soldats qui tirent des salves à intervalles réguliers. À Mons ce sont des pompiers qui remplissent ce rôle lors du Combat dit "Lumeçon" de la ducasse.
- Élément essentiel de la fête : la musique fait danser et marcher les géants (orchestres, fanfares, cliques, batteries, bandas, bandera catalane, etc.).

### Matériaux

#### Géants belges et du Nord de la France
La structure traditionnelle des géants belges et du Nord de la France est réalisée en bois et en osier, c'est le cas des géants d'Ath, Douai et Termonde par exemple. Elle se compose d'un panier (partie basse en forme de fût évasé où prend place le porteur), d'un buste et de bras en osier. Les têtes autrefois fabriquées en bois de tilleul sont devenues rares, des matériaux plus légers et faciles à travailler sont désormais fréquemment utilisé comme le papier/carton mâché, la résine, le plâtre, le plastique,... De même pour les structures qui sont couramment réalisées en aluminium, plastique, bois,... même si l'osier reste majoritaire. Nous pouvons en autres citer que la structure de Jan Turpijn de Nieuport (le plus grand géant porté du monde) est réalisée en aluminium, de même pour les géants Goliath et son épouse de Namur ou encore Sylvestre le Ménestrel de Saint-Sylvestre-Cappel, celle des géants Reus (Goliath) et Reuzin de Wetteren est en bois, tandis que les postures de Douai, Ath, Charleroi, Termonde, Malines, Grammont, Renaix ou encore du Meyboom de Bruxelles sont en bois et en osier.
La taille et le poids d'un géant est tout à fait variable. Par exemple, ceux de la Ducasse d'Ath mesurent en moyenne 4m de haut pour un poids d'environ 110 à 135 kg, ils comptent parmi les géants portés par une seule personne les plus lourds, tandis que ceux de la ville de Renaix avoisinent les 50 kg.

Divers artisans perpétuent la tradition des géants de bois et d'osier, notamment les facteurs de géants français Dorian Demarcq (Atelier des Géants, basé à Ronchin), Pierre Loyer (Atelier Vie de Géants, basé à Warneton), Fabrice Simon ainsi que les vanniers belges Ludovic Tilly (basé à Lessines) et Lieve Lieckens (basée à Keerbergen).

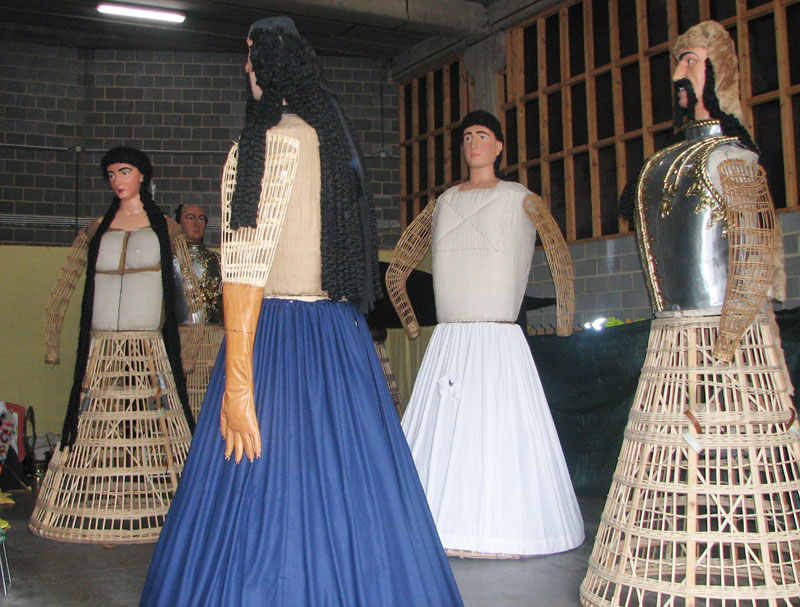
Préparation des géants d'Ath avant la Ducasse
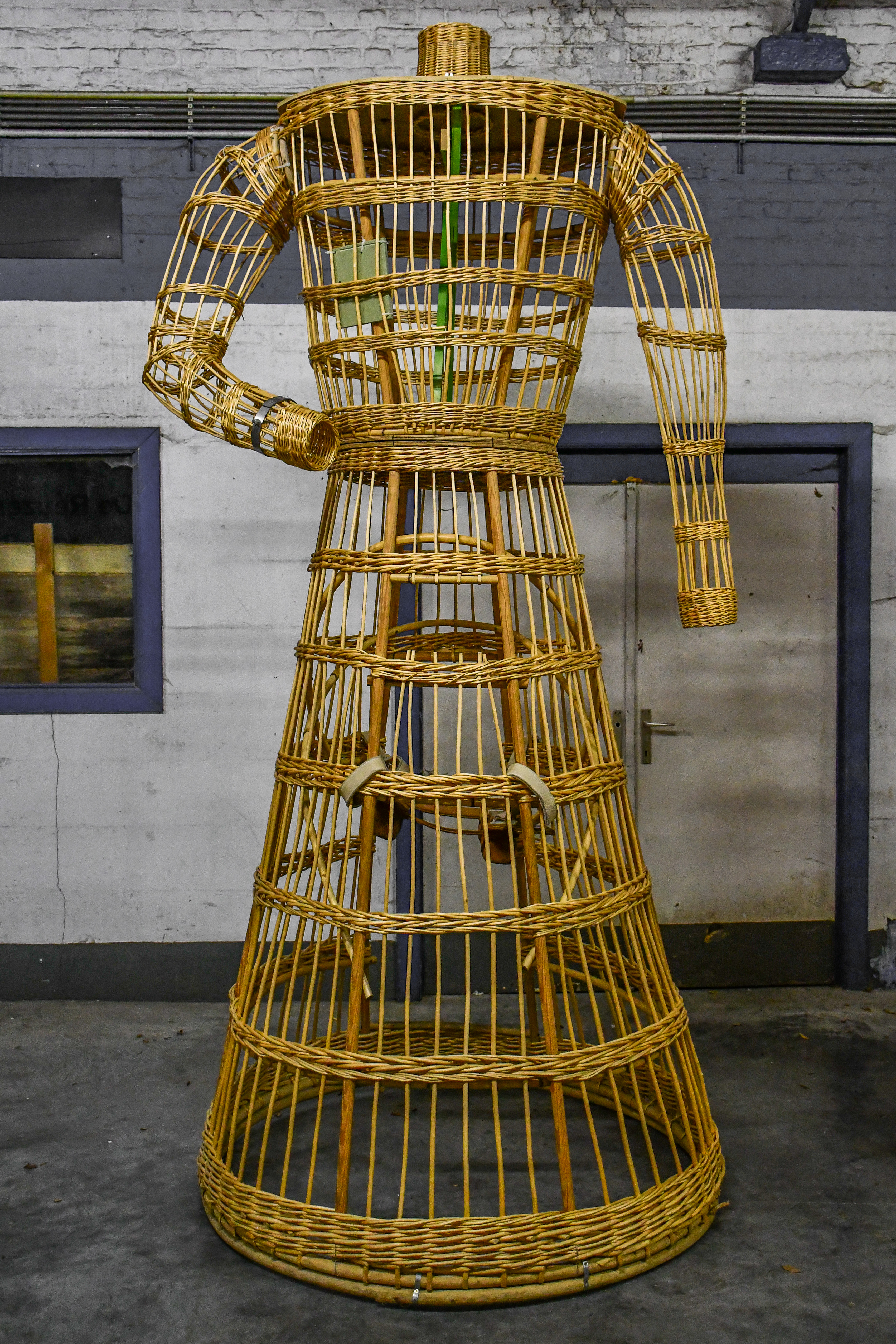
Structure en osier du géant Staf de Wever de Renaix réalisée par Lieve Lieckens
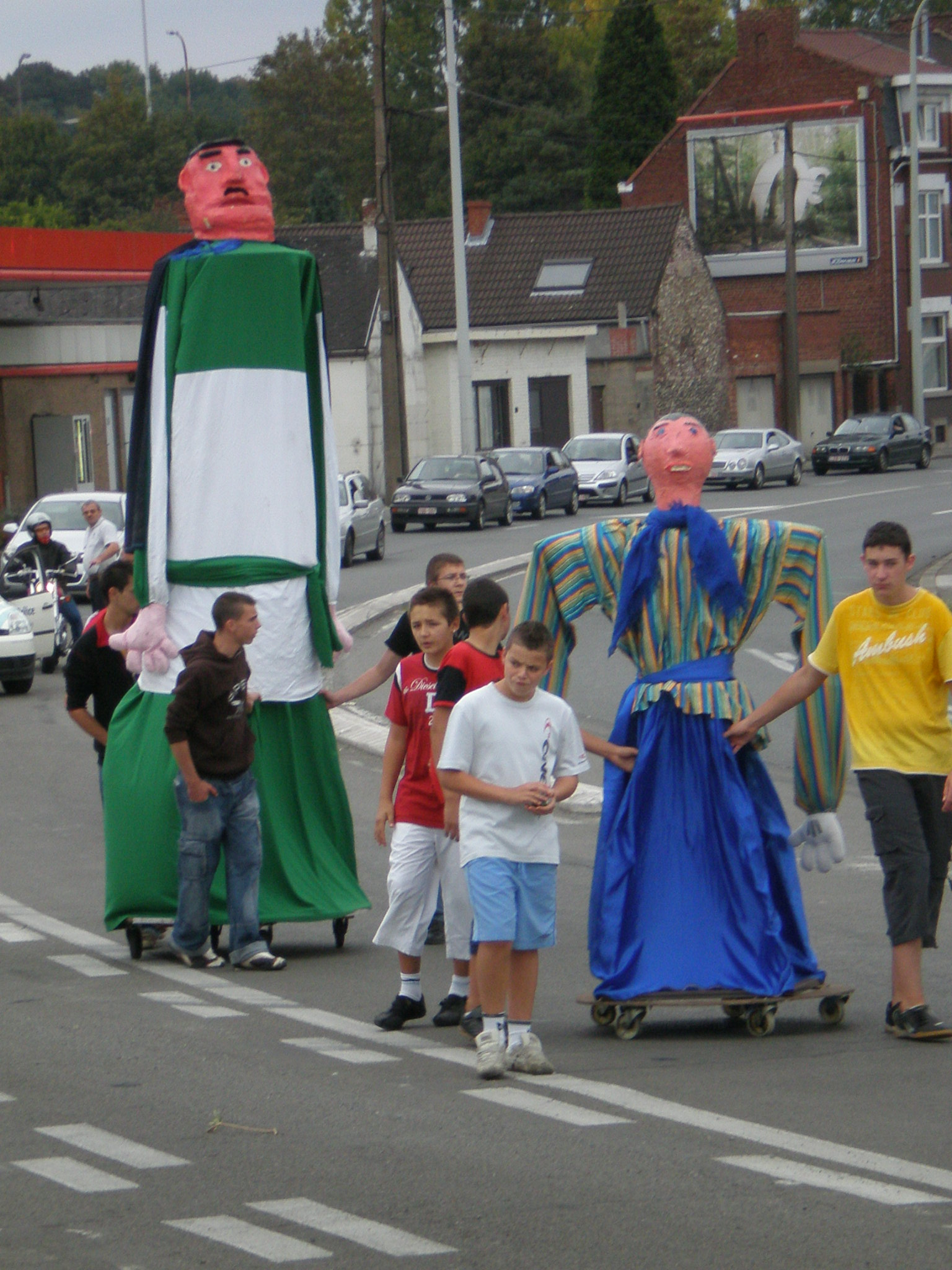
Géants « sommaires » sur roulettes et tête en papier mâché, Nimy
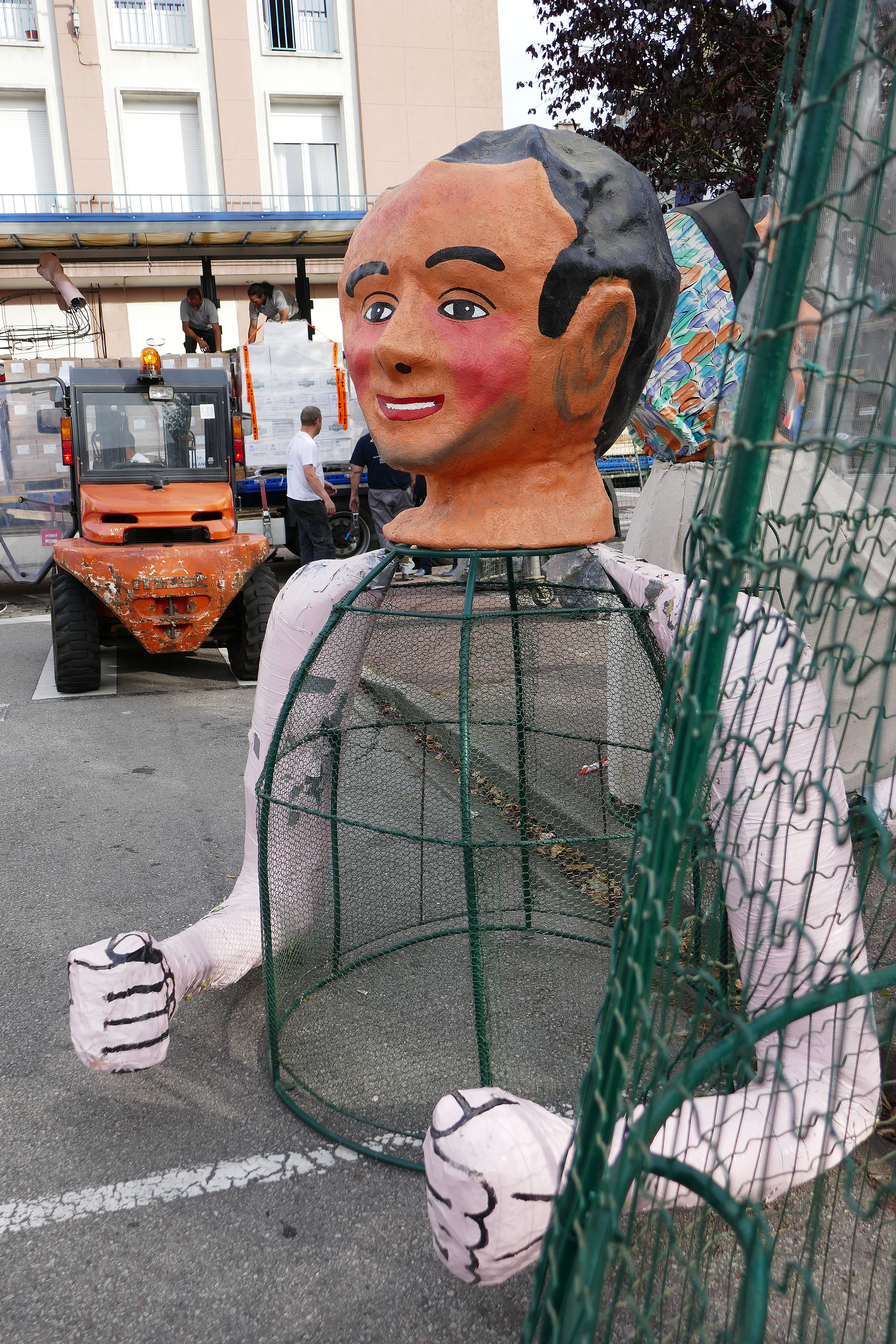
Structure métallique du géant Jempy (Arlon)
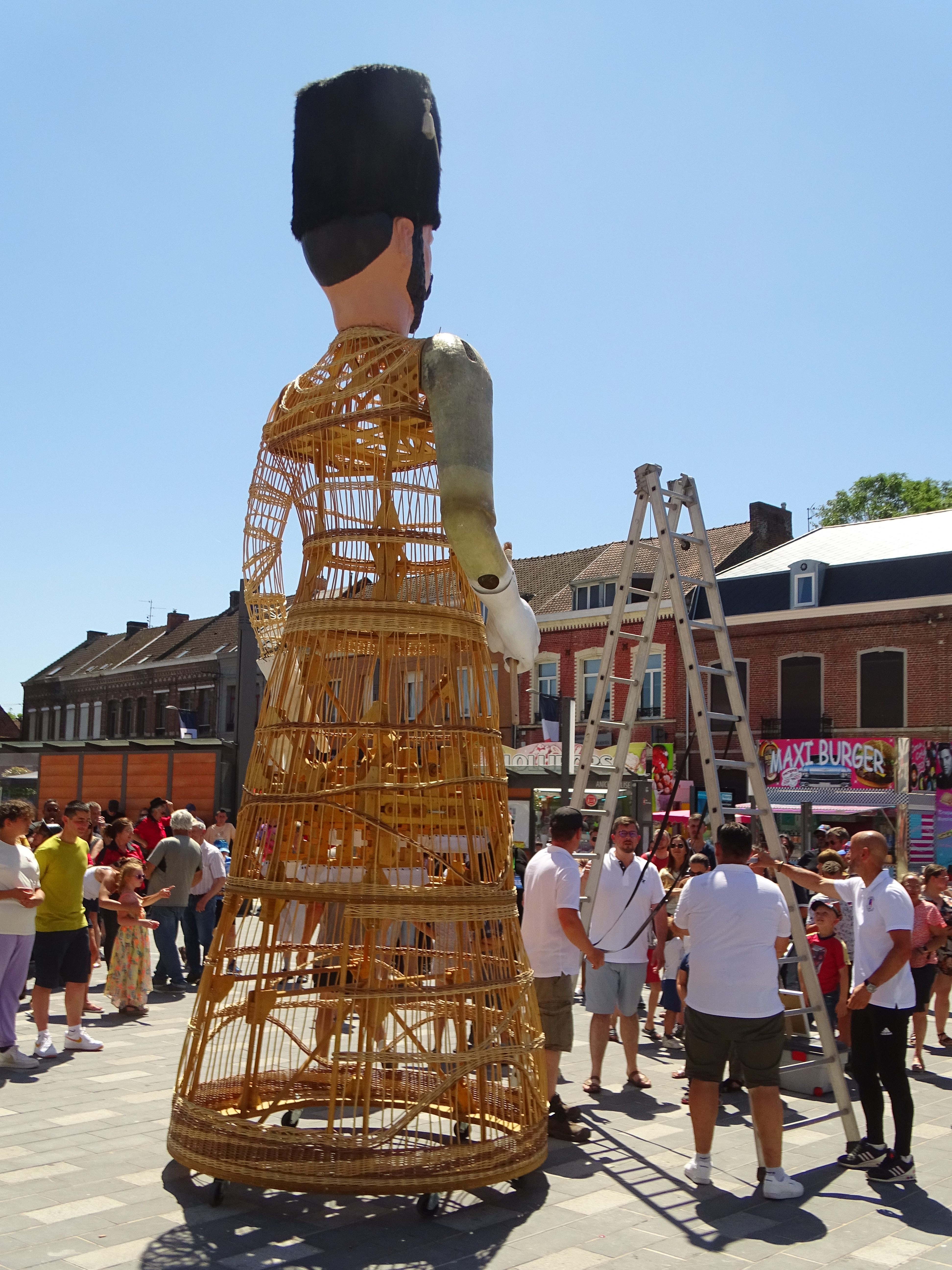
Structure en bois et osier du géant Kopierre (Aniche)

#### Géants espagnols

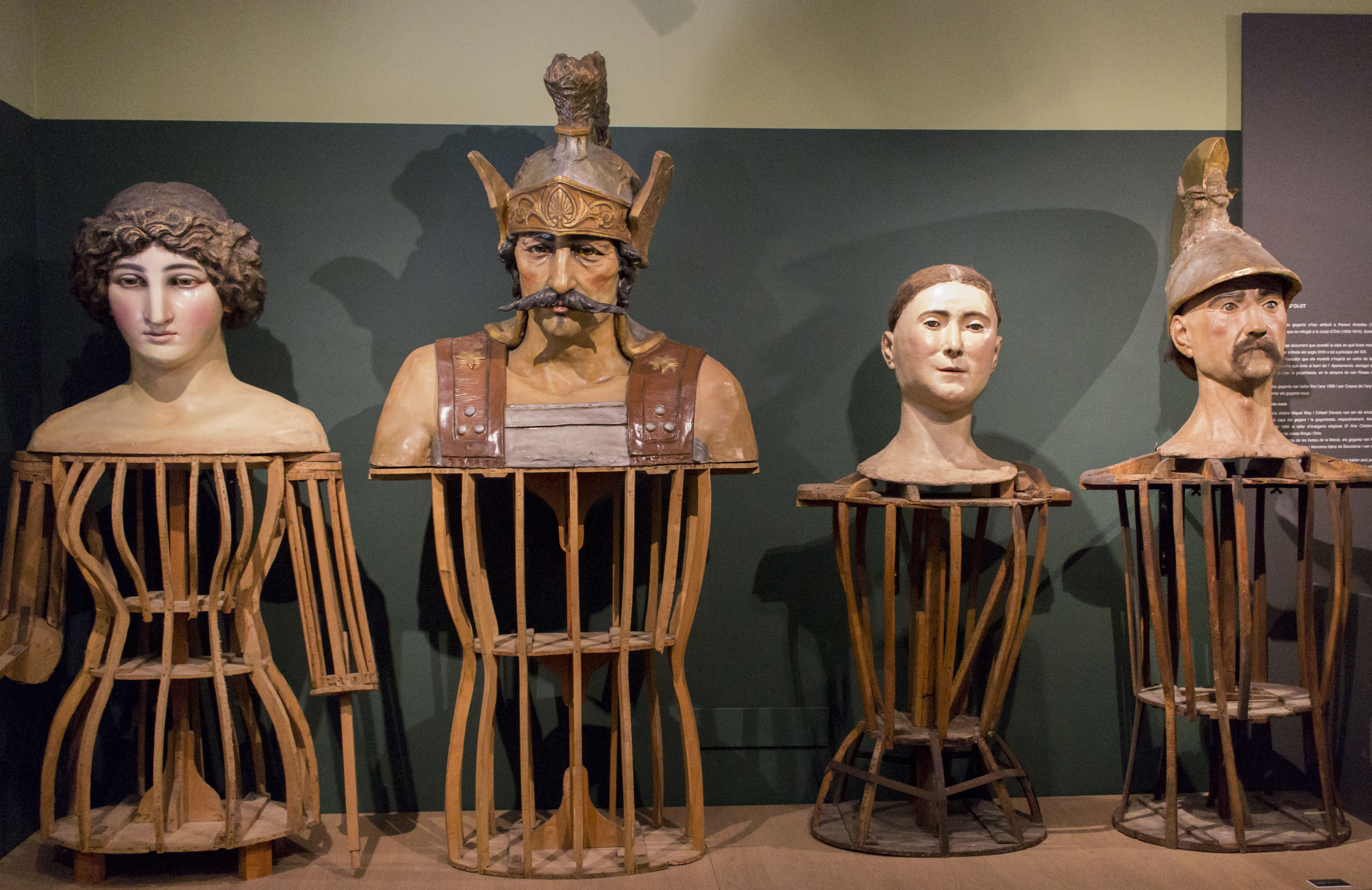
Bustes en bois et têtes sculptées des anciens géants d'Olot exposés au Musée des Saints d'Olot

Au contraire de leurs voisins septentrionaux, les structures des géants espagnols sont, dans l'immense majorité des cas, composées d'un chevalet généralement en bois ainsi que d'un buste, de bras et d'une tête sculptés. Certains géants, notamment les plus anciens, possèdent un buste et des bras en bois également. Le plastique ou l'aluminium sont également parfois utilisés dans la réalisation des chevalets.
Leur taille et leur poids sont également tout à fait variables. Les géants espagnols et plus particulièrement ceux de Catalogne sont généralement richement décorés et habillés. 
De nombreux ateliers spécialisés dans la réalisation de géants, grosses têtes ou autres éléments festifs existent dans tous le pays. Ils se chargent de la création complète des figures, du croquis à la fabrication de la structure, des mains et de la tête mais aussi de celle du costume et de ses accessoires. El Ingenio, l'un des atelier les plus prestigieux, fondé en 1838, était situé dans le centre-ville de Barcelone et produisait grosses têtes et têtes de géants en série ainsi que de nombreux accessoires de fêtes. Il est fermé et abandonné depuis 2019,.

#### Autres types de géants
Au-delà des géants traditionnels de Belgique, d'Espagne ou du Nord de la France, il existe une multitude de types de fabrication partout dans le monde. Il peut s'agir de géants traditionnels articulés, de géants traditionnels de petite taille dédiés aux enfants, de marionnettes de grande taille,... Le tout réalisé à l'aide de nombreuses techniques et de matériaux différents.
Dans la province de Hainaut, en Belgique, la compagnie théâtrale "Les Passeurs de Rêves" basée à Quevaucamps est connue pour la création de marionnettes, marionnettes géantes, décors,... Ils ont réalisé des géants entre autres à Saint-Ghislain, Manage, Thimougies, Basècles, Quaregnon, Tournai, Cambron-Casteau, Jemappes et Watermael-Boitsfort.
En région parisienne, la compagnie "Les Grandes Personnes" basée à Aubervilliers possède et réalise de nombreuses marionnettes géantes pour la proche région ou l'étranger par le biais de différents ateliers, comme à Boromo par exemple. En termes de création de marionnettes géantes on peut également citer la compagnie Les géants du Nord située à Fresnes-sur-Escaut depuis 2018 ou encore Les Géants du Sud à Saint-Hippolyte-du-Fort.

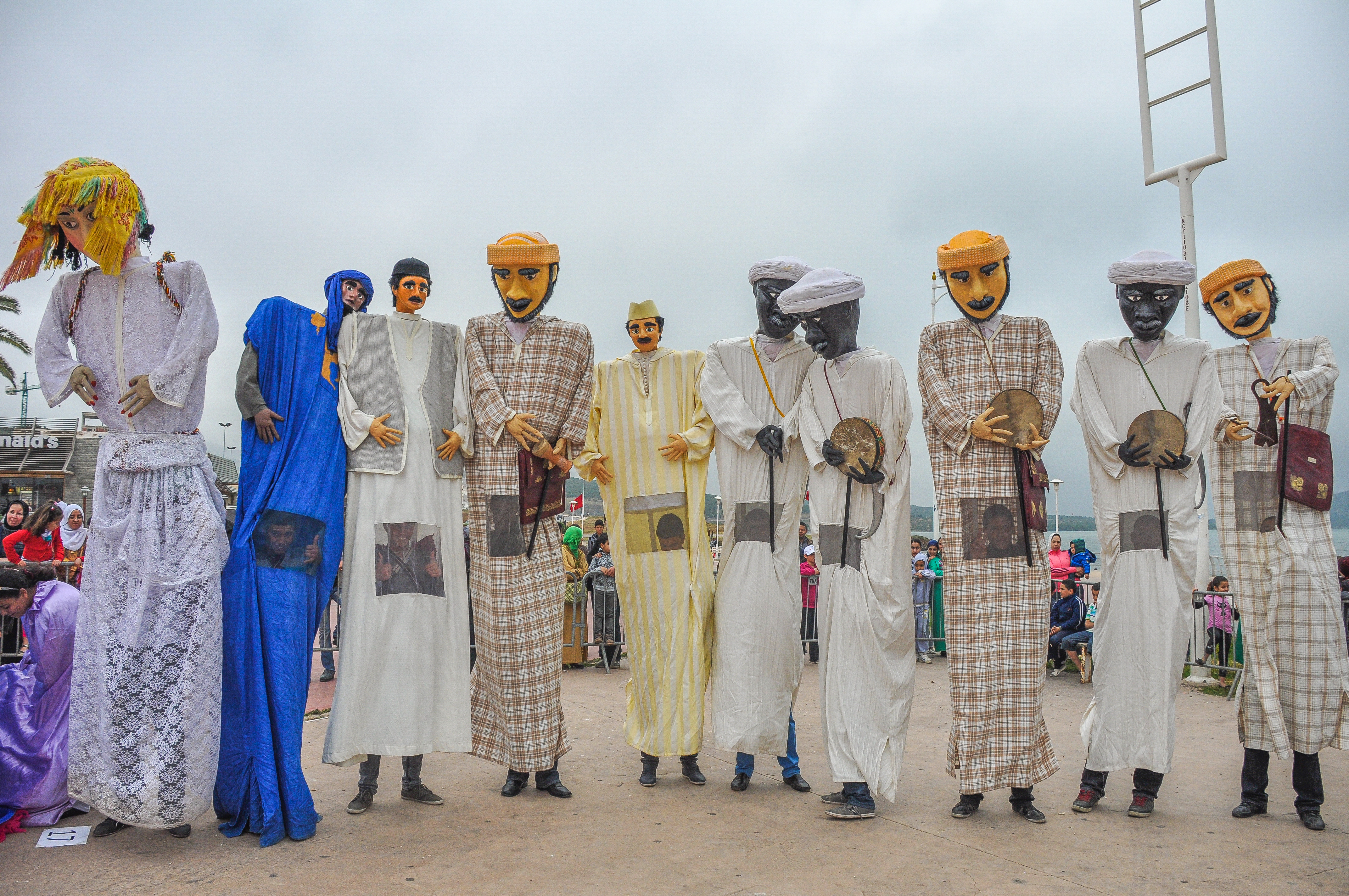
Marionnettes géantes au Maroc
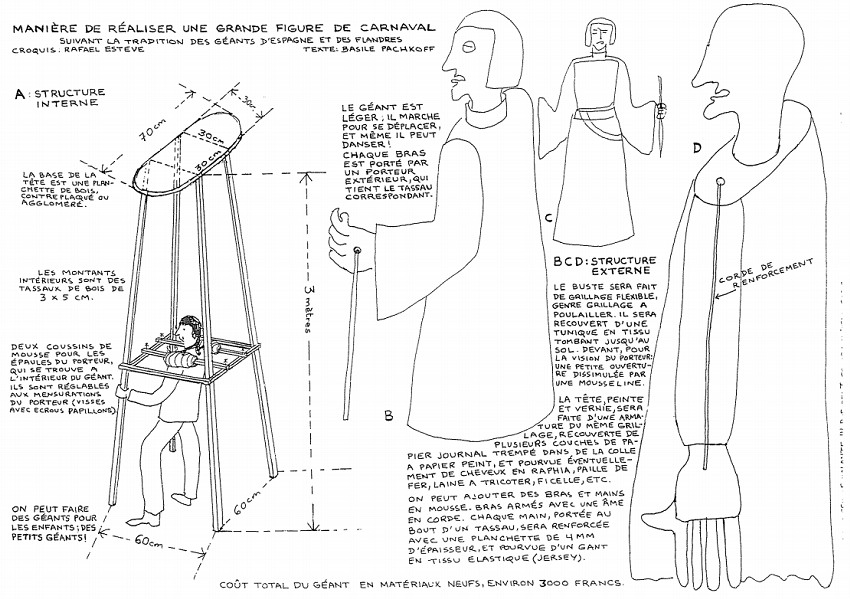
Croquis de Rafael Esteve servant à la réalisation d'un géant de carnaval inspiré du système catalan
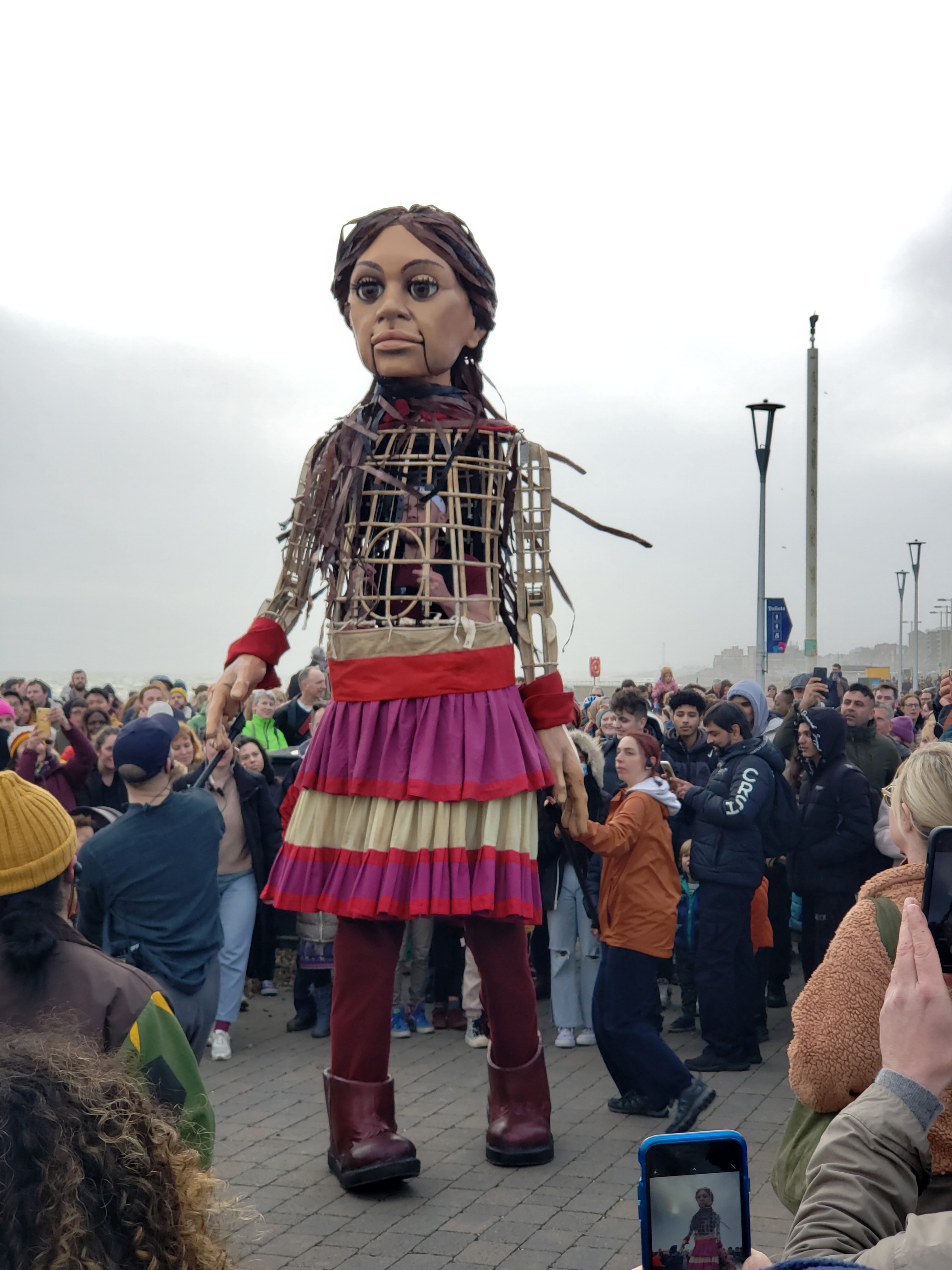
Little Amal, marionnette géante de la compagnie londonienne The Walk représentant une réfugiée syrienne

### Systèmes de portage et de déplacement
Comme pour les matériaux, il existe plusieurs types de système de portages ou de déplacement :
- Les géants sur char sont relativement rares. Exemples : Martin et Martine de Cambrai, Jules Boomzaeger de Eecke, Gargantua du Carnaval de Bailleul, L'électeur de Lamartine à Bergues,... Ceux-ci peuvent parfois s'apparenter à de grandes statues de carnaval.

- Si les géants ne sont presque jamais sur roulette en Espagne, ils sont bien plus fréquents en Belgique et en France. Exemples : les géants d'Ypres, Landen, Zottegem, Beveren, Alost, Lanaken, Calais, Denain,...
- De nombreux géants (particulièrement dans le nord de la France et en Belgique) possèdent à la fois des roues et un système de portage.

- Les géants portés, par une ou plusieurs personnes, sont les plus traditionnels. Ils effectuent bien souvent des danses propres à leur ville ou région, c'est le cas à Cassel, Ath, Douai, Termonde ou encore au cours des bals catalans où chaque géant (ou groupe de géants) présente la danse qui lui est propre.
  - Dans la région d'Ath, le système de portage consiste en un harnais de sangles de cuir ainsi qu'un coussin de tête qui maintient l'équilibre et rend les mouvements du géant plus souples et gracieux. Les harnais sont également utilisés dans certaines régions d'Espagne.
  - Il existe d'autres systèmes de portage que les sangles, on peut retenir notamment les mousses (deux barres parallèles à l'intérieur du géant qui sont recouvertes de mousses) on retrouve cette pratique dans le nord de la France mais aussi dans certaines régions de Belgique. Elle est la plus répandue.
  - En Espagne, les chevalets en bois possèdent des barres rembourrées de coussins (un pour la tête et deux pour les épaules) directement fixé sur la structure lors de sa fabrication.

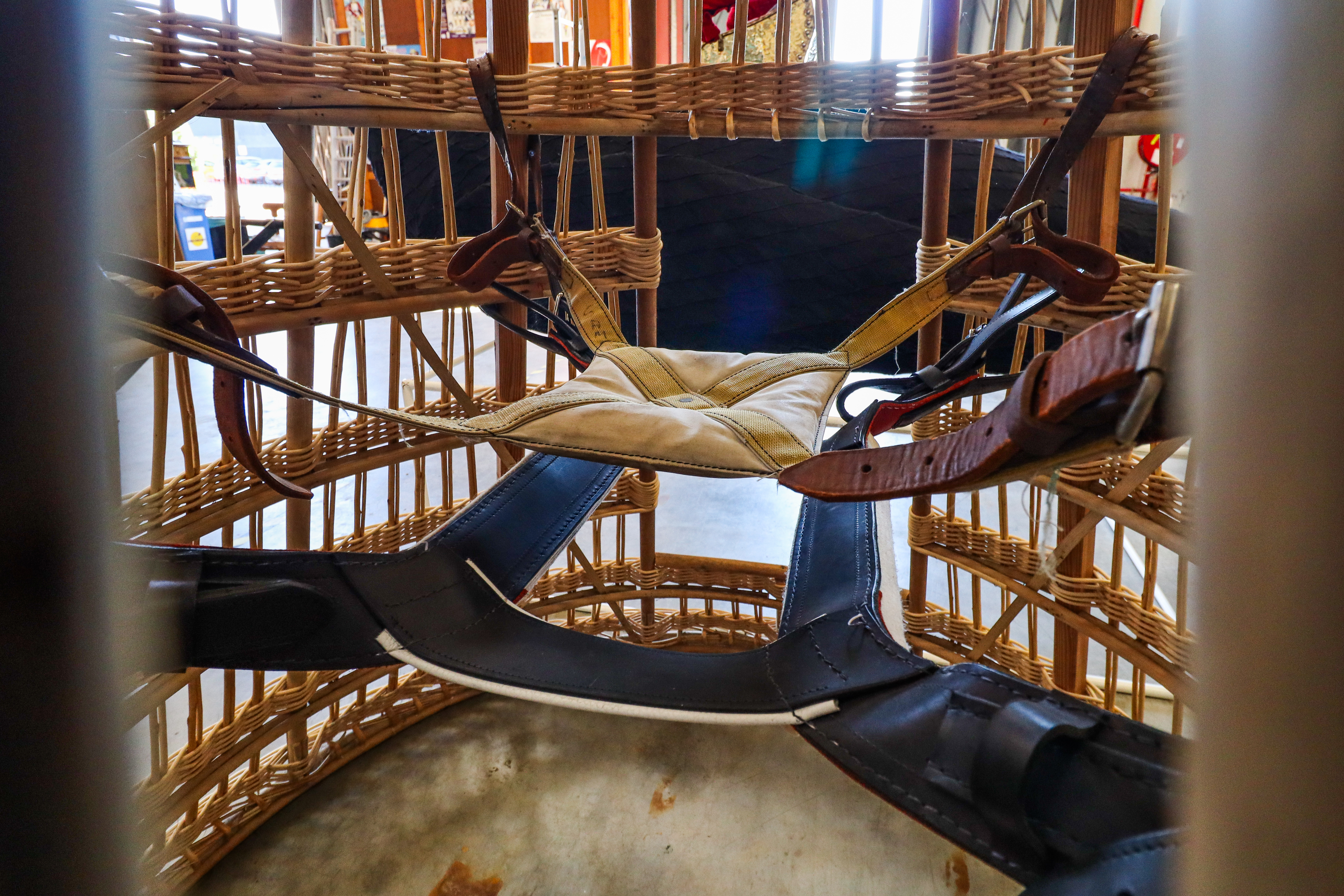
Système de portage d'un géant de la Ducasse d'Ath
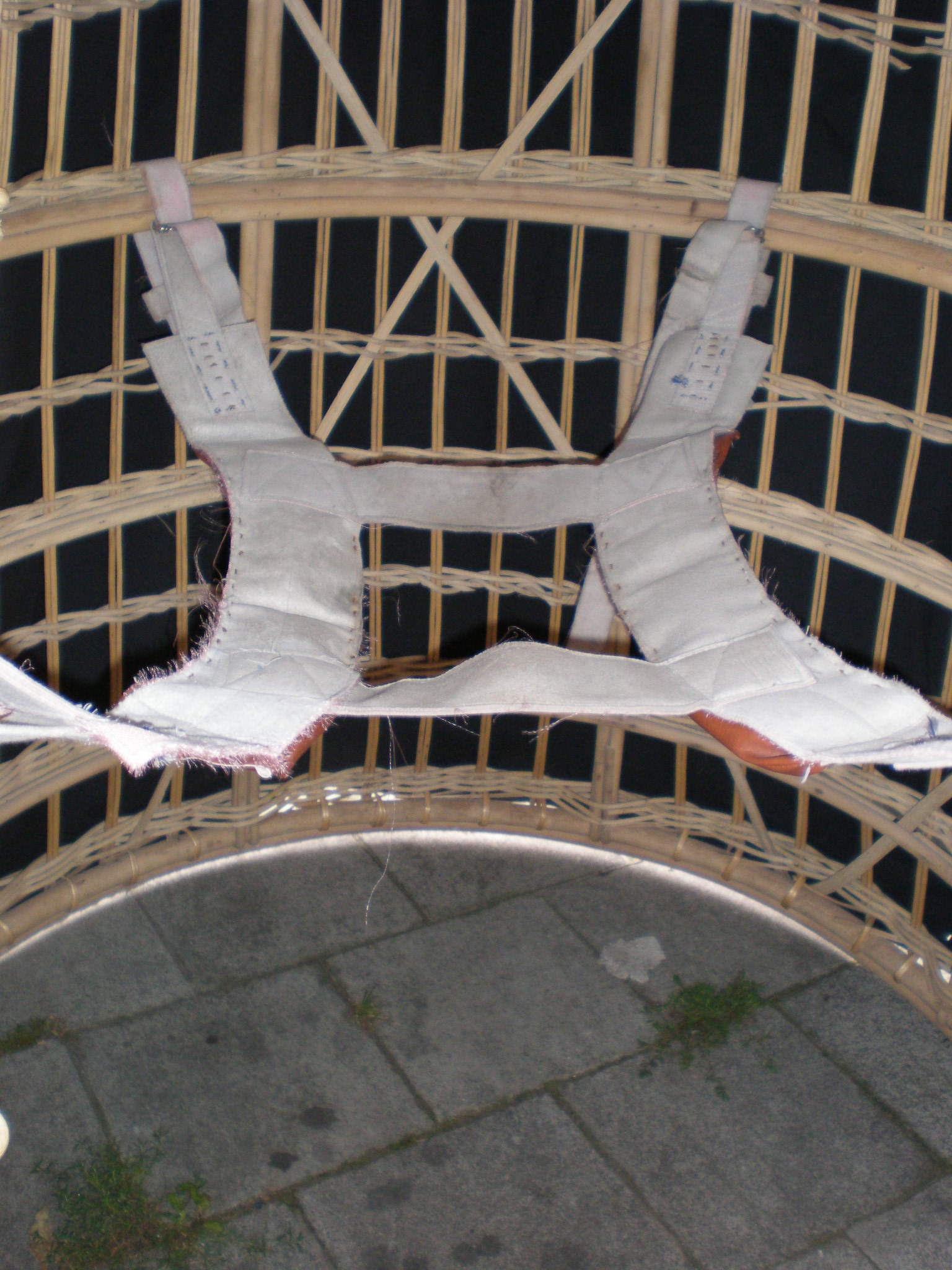
Système de portage sans coussin de tête
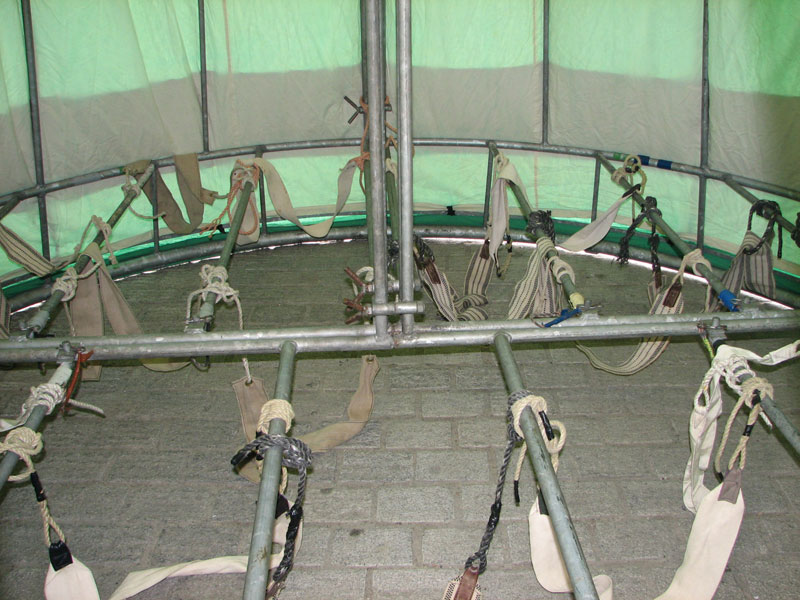
Intérieur du géant Jan Turpijn de Nieuport (réputé plus grand géant porté du monde)
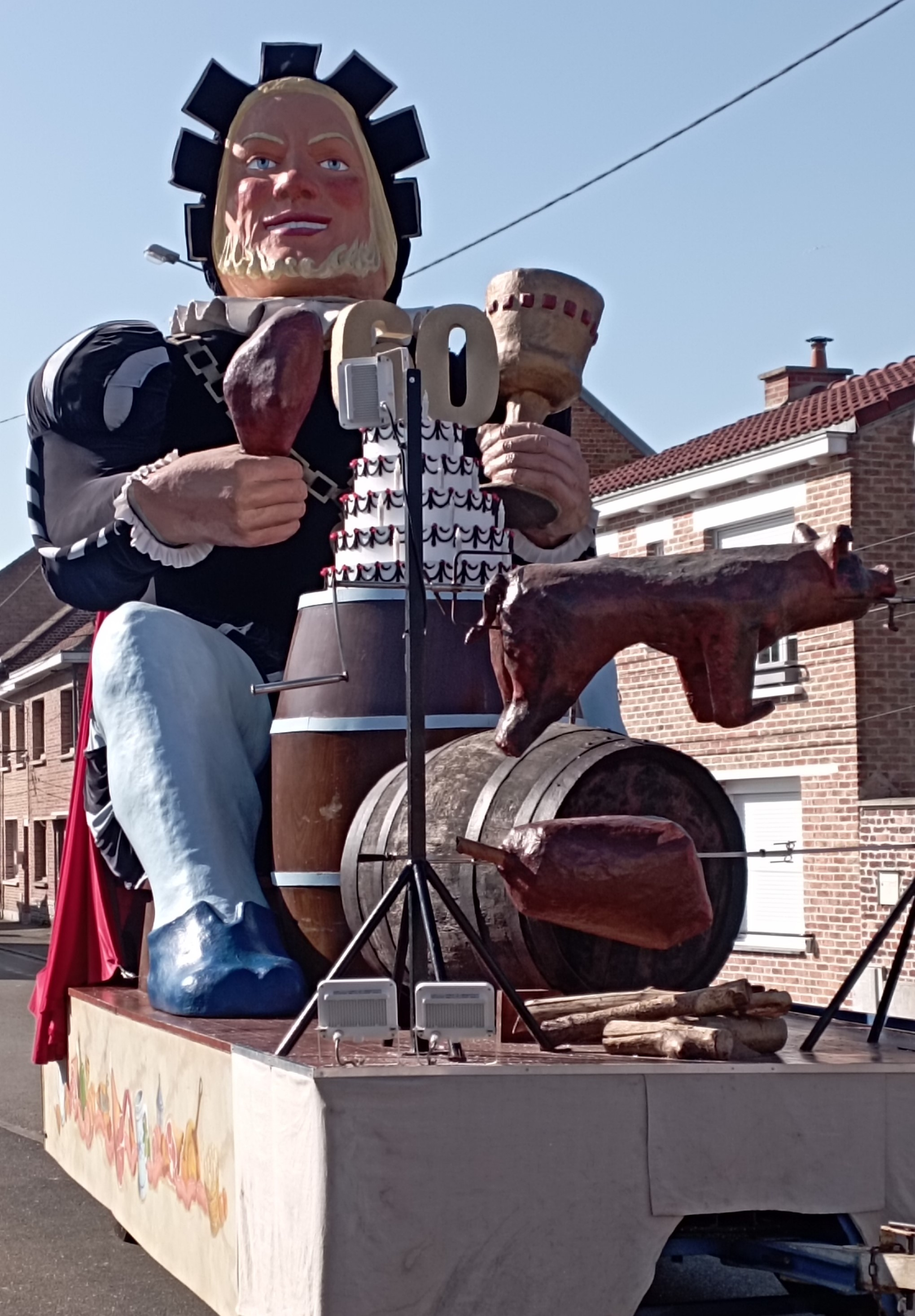
Gargantua (Bailleul)
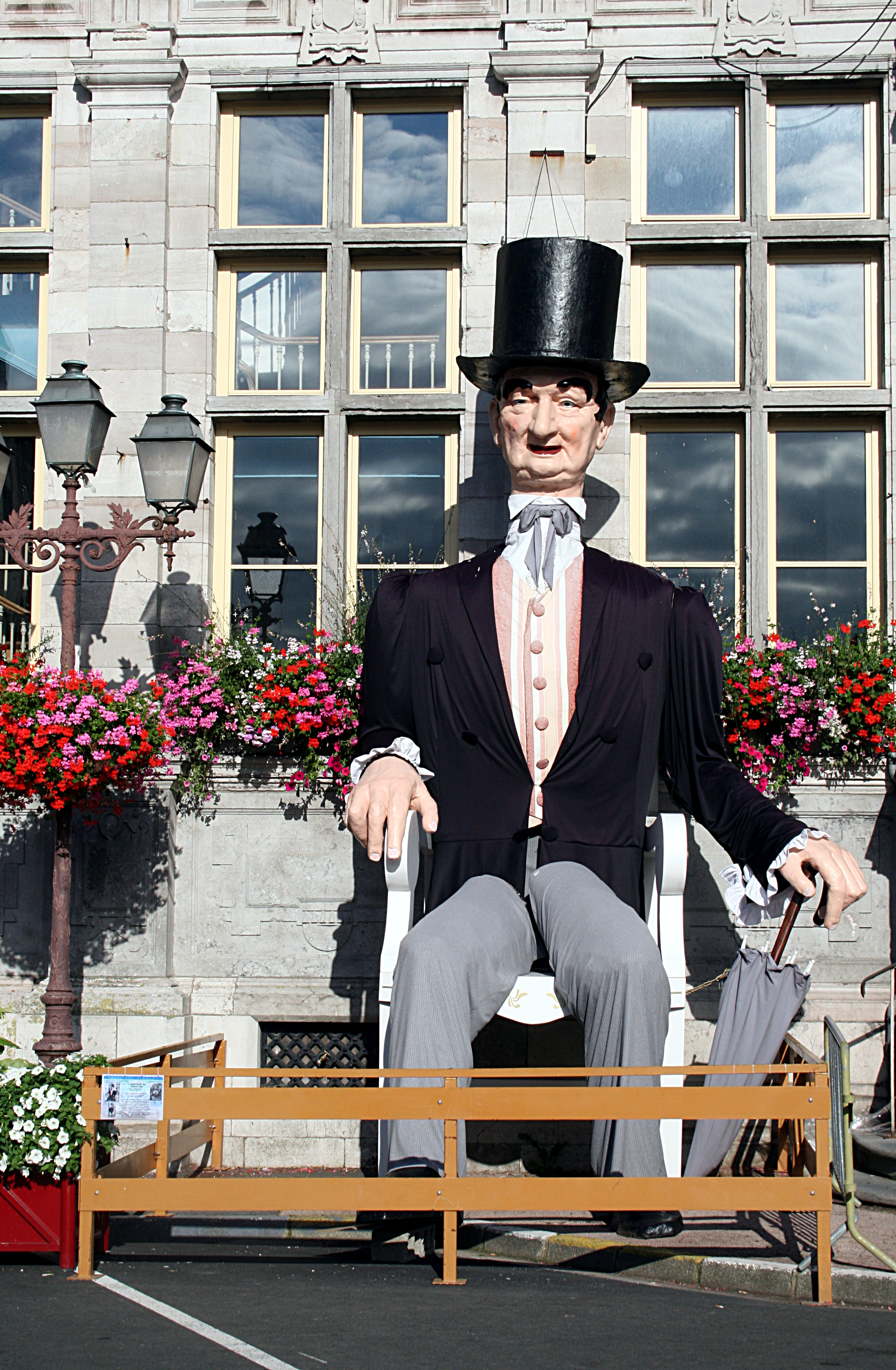
L'électeur de Lamartine (Bergues)

## Pays touchés par le phénomène
Liste des pays touchés par le phénomène des géants processionnels et de cortèges : Allemagne, Argentine, Andorre, Australie, Autriche, Belgique, Bangladesh, Bénin, Bhoutan, Brésil, Bulgarie, Burkina Faso, Cambodge, Cameroun, Canada, Chili, Chine, Colombie, Costa Rica, Croatie, Cuba, Équateur, Espagne, États-Unis, France, Royaume-Uni, Grèce, Guatemala, Guinée-Bissau, Guinée, Haïti, Honduras, Hongrie, Inde, Indonésie, Irlande, Israël, Italie, Jamaïque, Japon, Kenya, Mali, Malte, Maroc, Martinique, Mexique, Namibie, Népal, Nicaragua, Nigeria, Nouvelle-Guinée - Papouasie-Nouvelle-Guinée, Nouvelle-Zélande, Ouganda, Panama, Pays-Bas, Pérou, Philippines, Pologne, Portugal, Porto Rico, République démocratique du Congo, République dominicaine, République tchèque, Roumanie, Russie, Salvador, Sénégal, Suisse, Thaïlande, Taïwan, Uruguay, Vanuatu, Venezuela, Zambie et Zimbabwe

### Allemagne
L'Allemagne n'a pas conservé de géants anciens. Mais la tradition renaît dans certaines régions.
- Wolfenbüttel
  - Élisabeth-Christine de Brunswick-Wolfenbüttel, impératrice du Saint-Empire, épouse de Charles VI et mère de Marie-Thérèse d'Autriche. La géante a des cheveux naturels et un costume du XVIIIe siècle. Elle fut créée en 1991 en Catalogne où elle se trouve depuis qu'elle a quitté l'Allemagne.

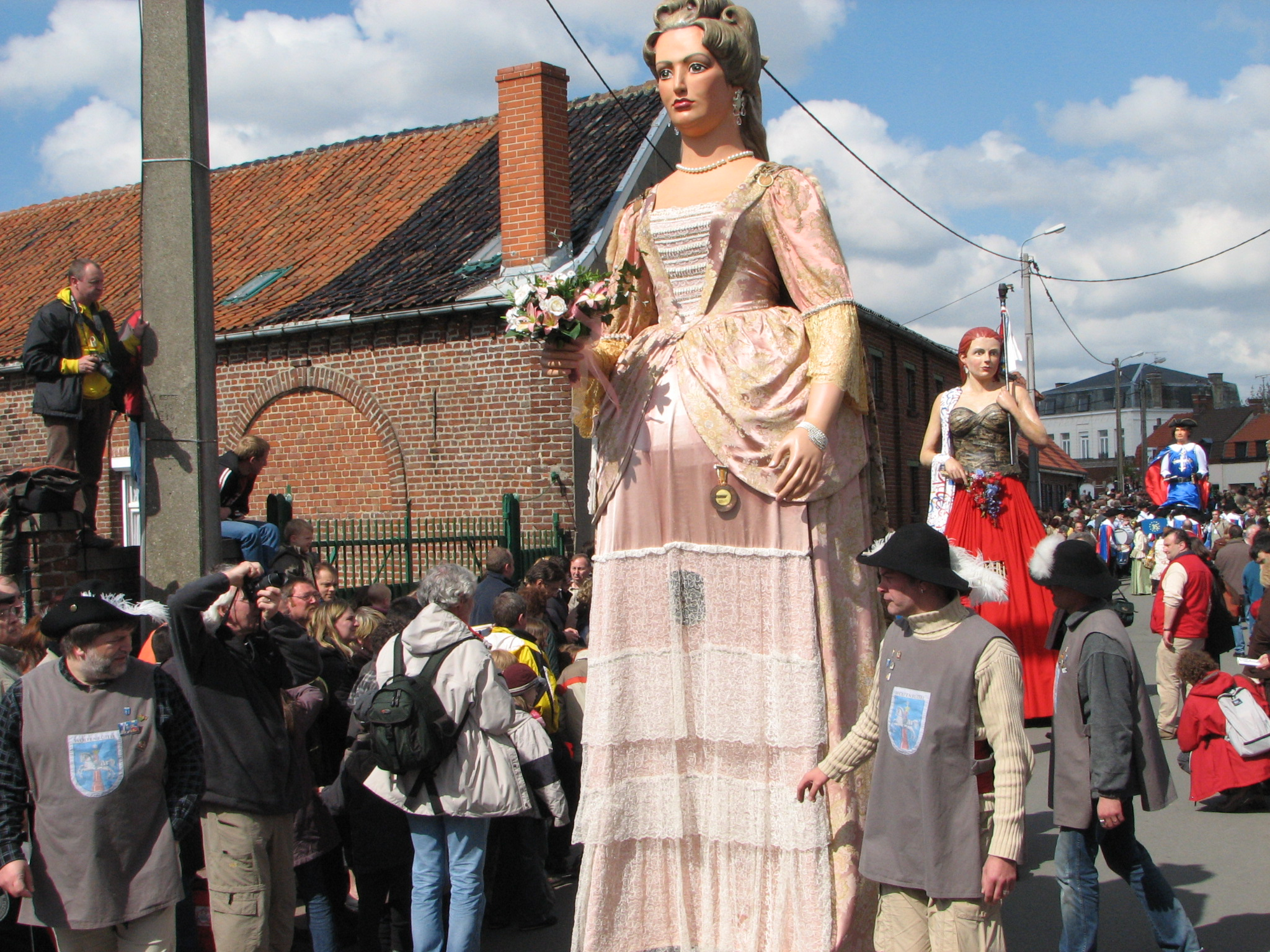
Élisabeth Christine de Wolfenbüttel

### Andorre
La Principauté d'Andorre possède quelques magnifiques géants qui s'inscrivent dans la tradition des géants portés de Catalogne. 
Sant Julià de Lòria :
- El Rei Moro (1983) et La Dama Blanca (1983)

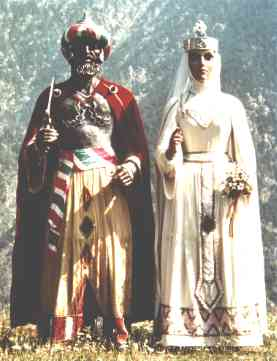
El Rei Moro et La Dama Blanca (Sant Julià de Lòria)

### Autriche
On trouve des géants dans une région relativement réduite : dans le Lungau (Land de Salzbourg et en Styrie), autour des communes de Murau et Krakaudorf. 
Il s'agit essentiellement de Samsons, accompagnés de nains à grosse tête et d'une garde civique. Ils apparaissent au XVIIe siècle, dans le cadre de la Contre-Réforme et à l'époque baroque dans les processions de la Fête-Dieu et de l'Assomption. Les géants Samsons autrichiens sont exclusivement portés.
Les principaux :
- Tamsweg
- Mariapfarr
- Murau
- Mais aussi : St. Michael, Muhr, Unternberg, Wölting, Ramingstein, St. Andrä, St. Michael, Mauterndorf,...

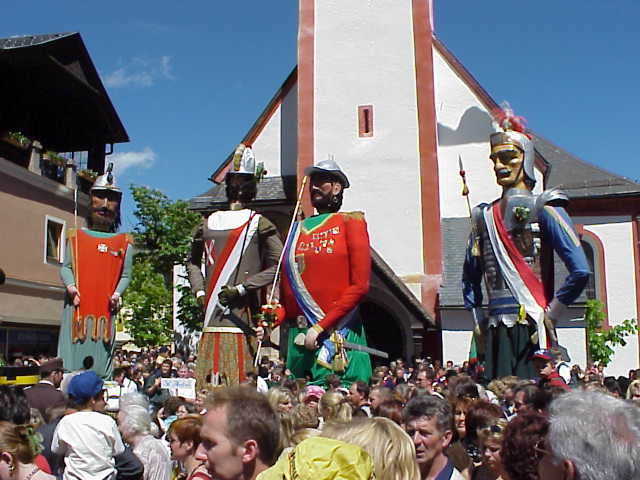
Rassemblement de Samsons à Mauterndorf en 2004
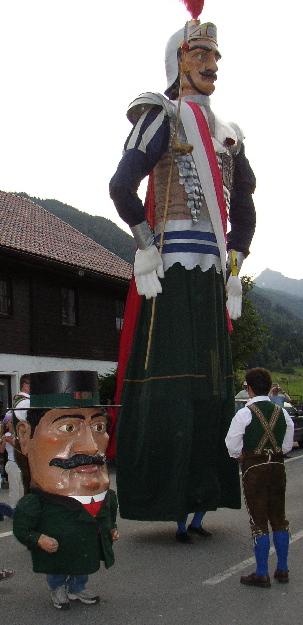
Samson de Mariapfarr, à Weisspriach en 2004
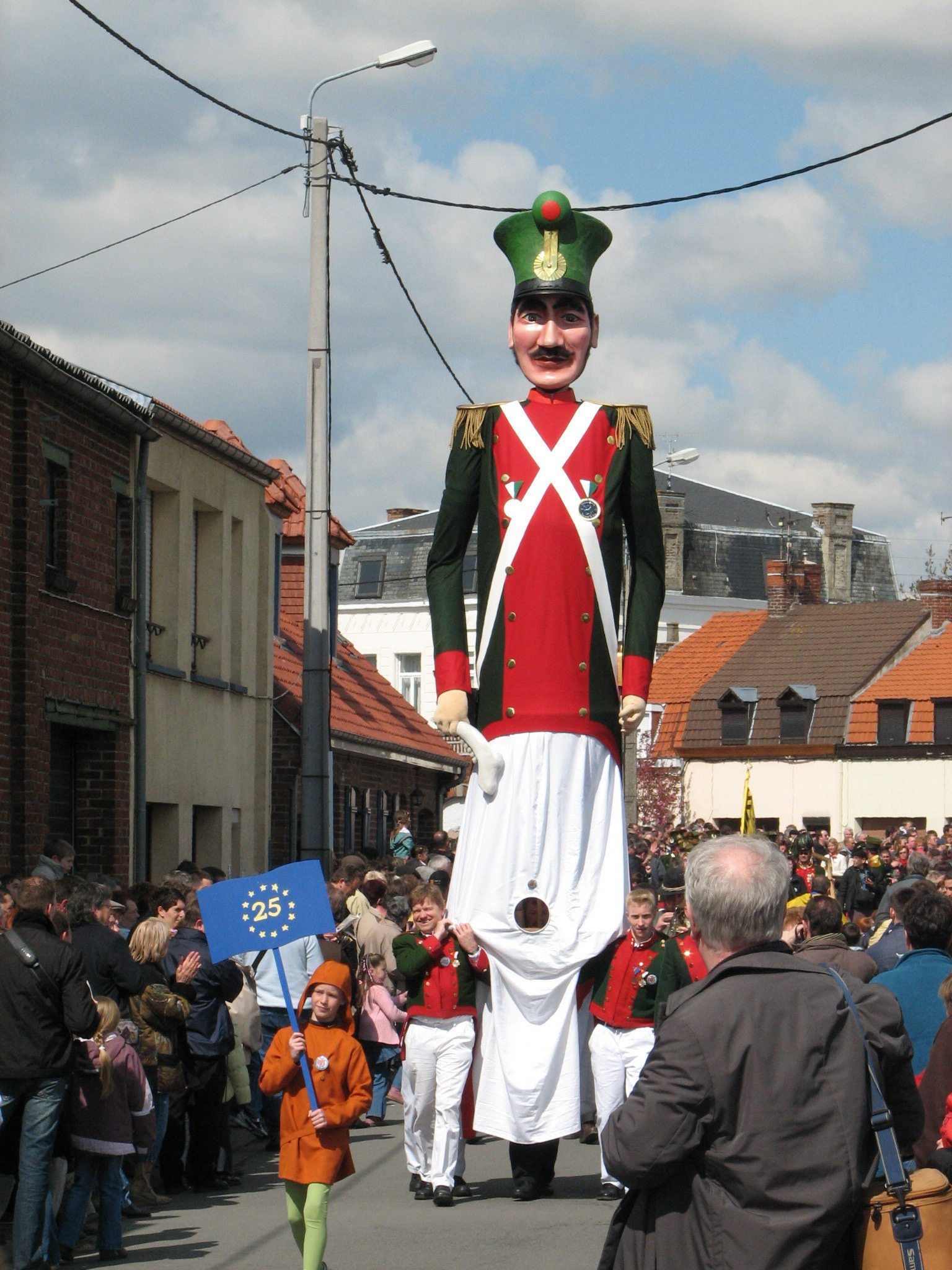
Samson de Murau, à Steenvoorde en 2006
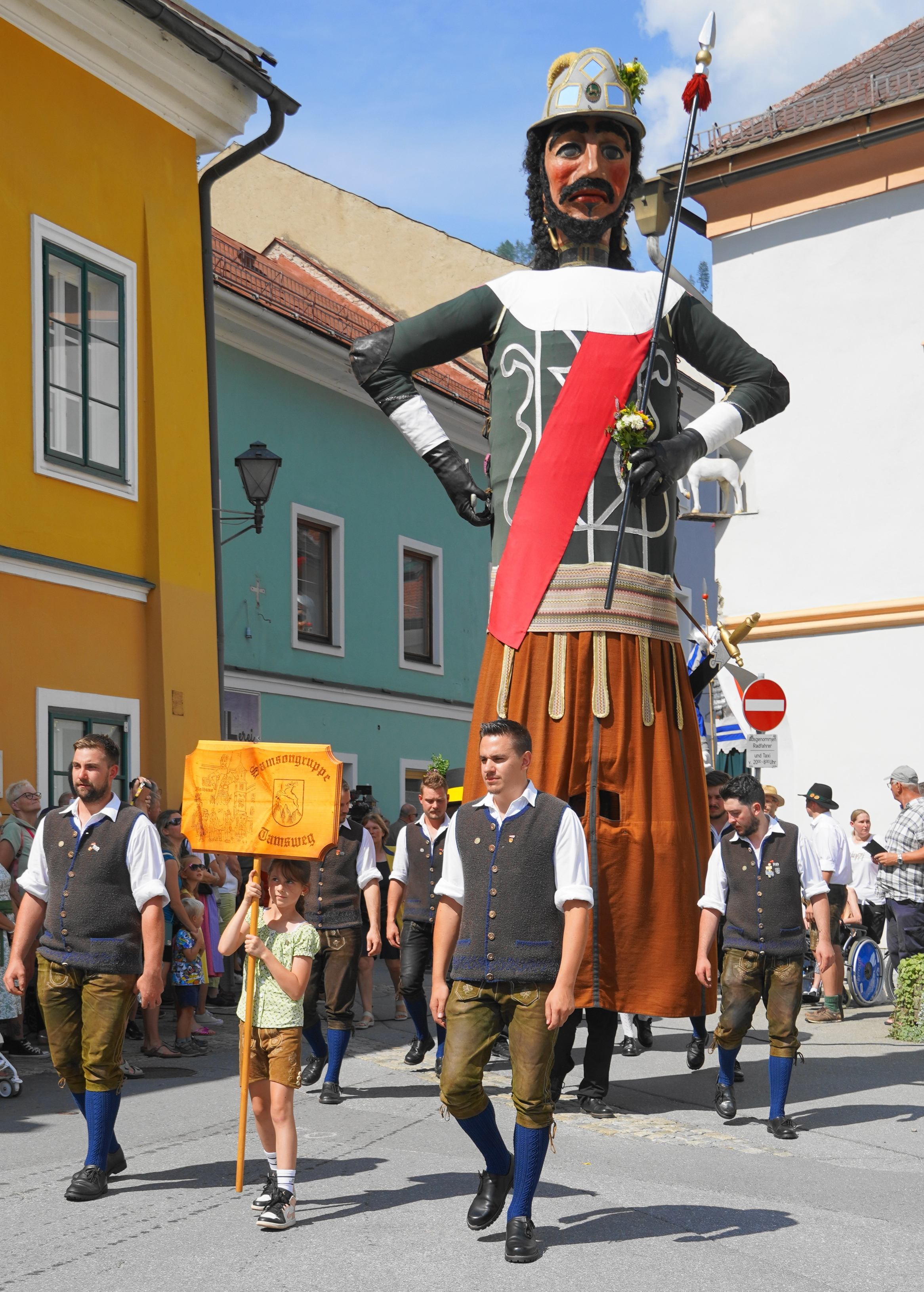
Samson de Tamsweg en 2024
- Danse du Samson de Tamsweg en 2007

### Belgique
On y dénombre plus de 1300 figures de géants, rien qu'en Flandre. En Belgique totale on estime plus de 2 330 géants. Les plus anciens remontent au XVe siècle. On en crée chaque année de nouveaux qui défilent et dansent lors des ducasses, kermesses et carnavals. 

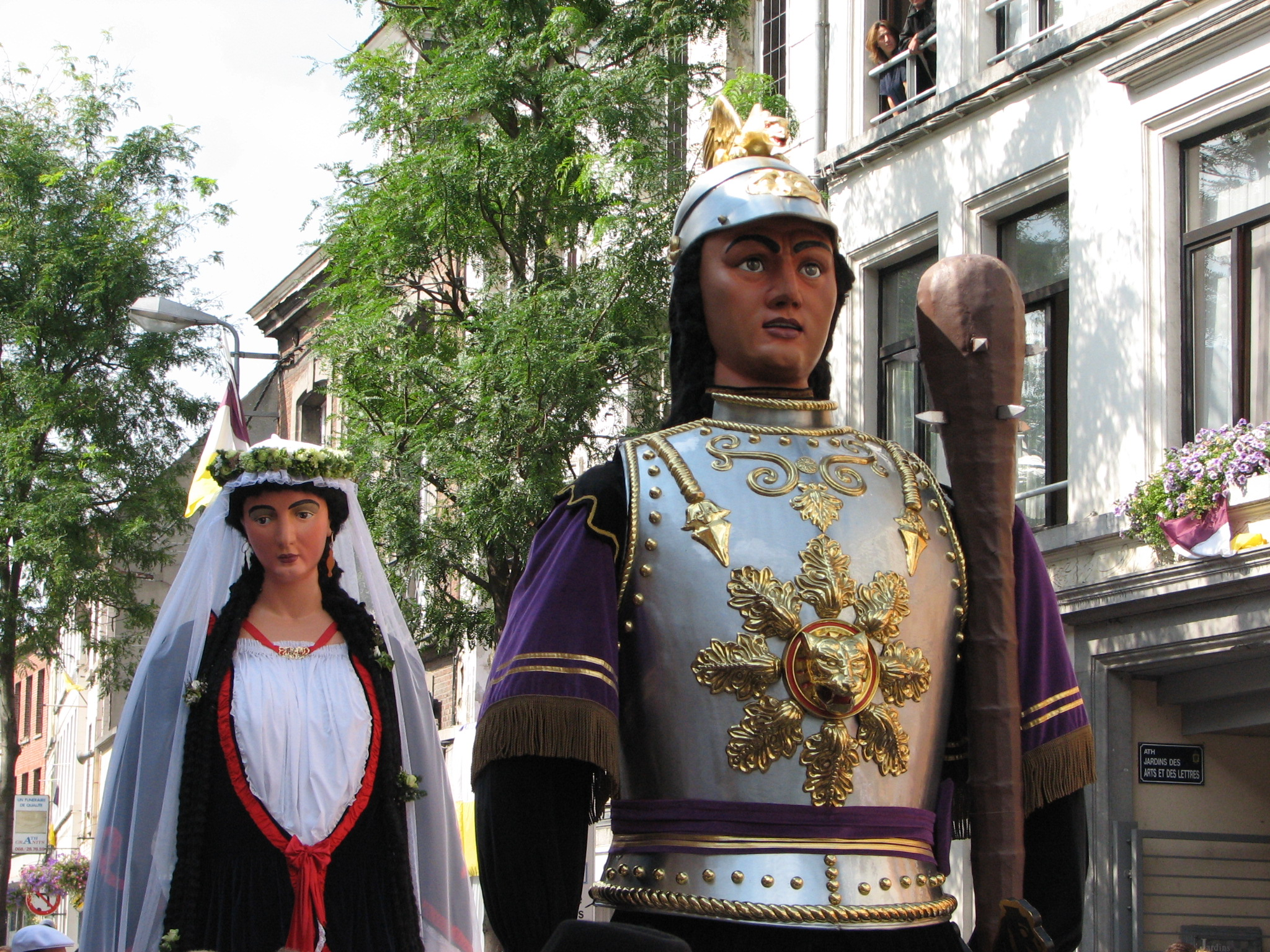
Goliath et Madame Goliath (Ath)
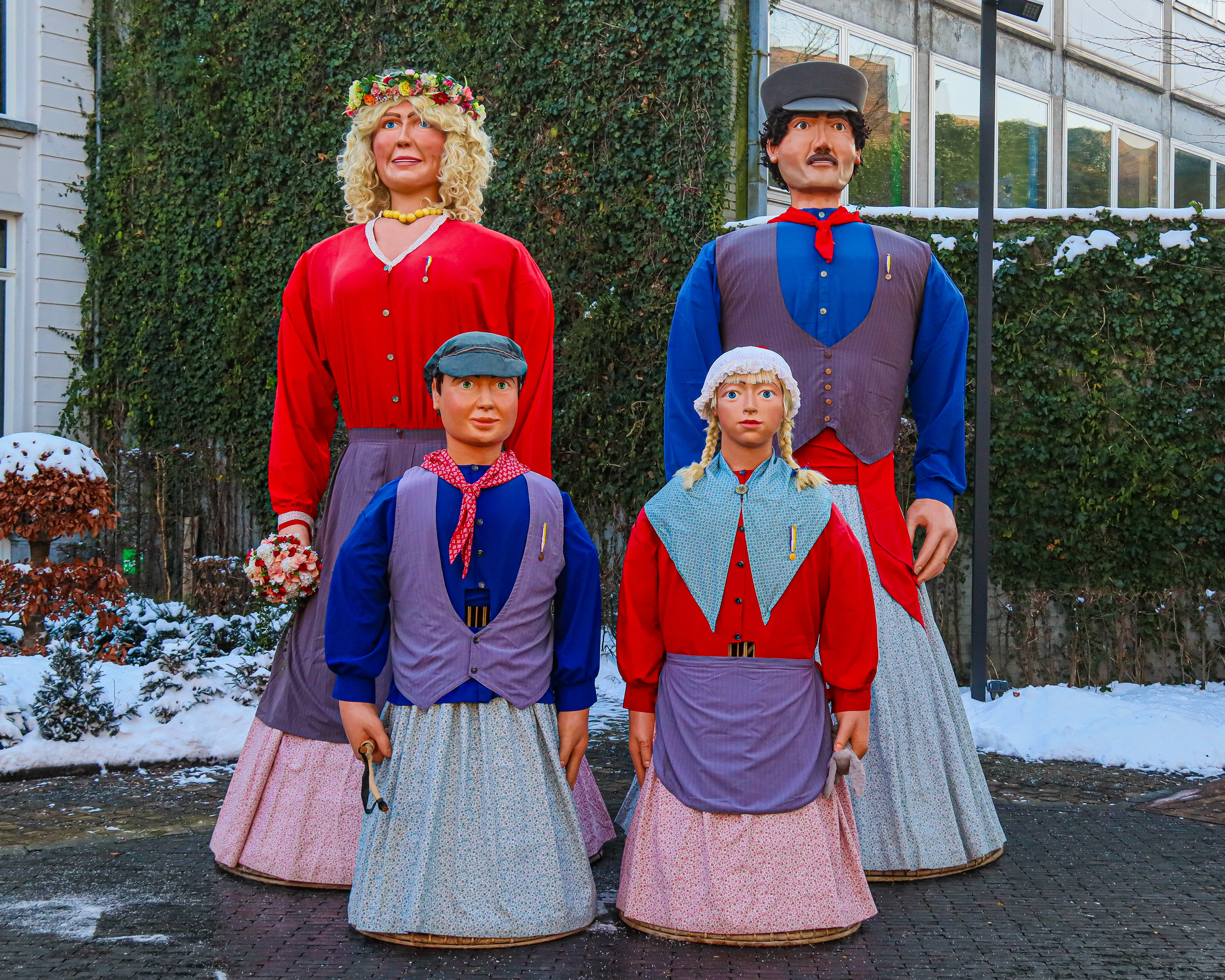
Les géants de Maffle
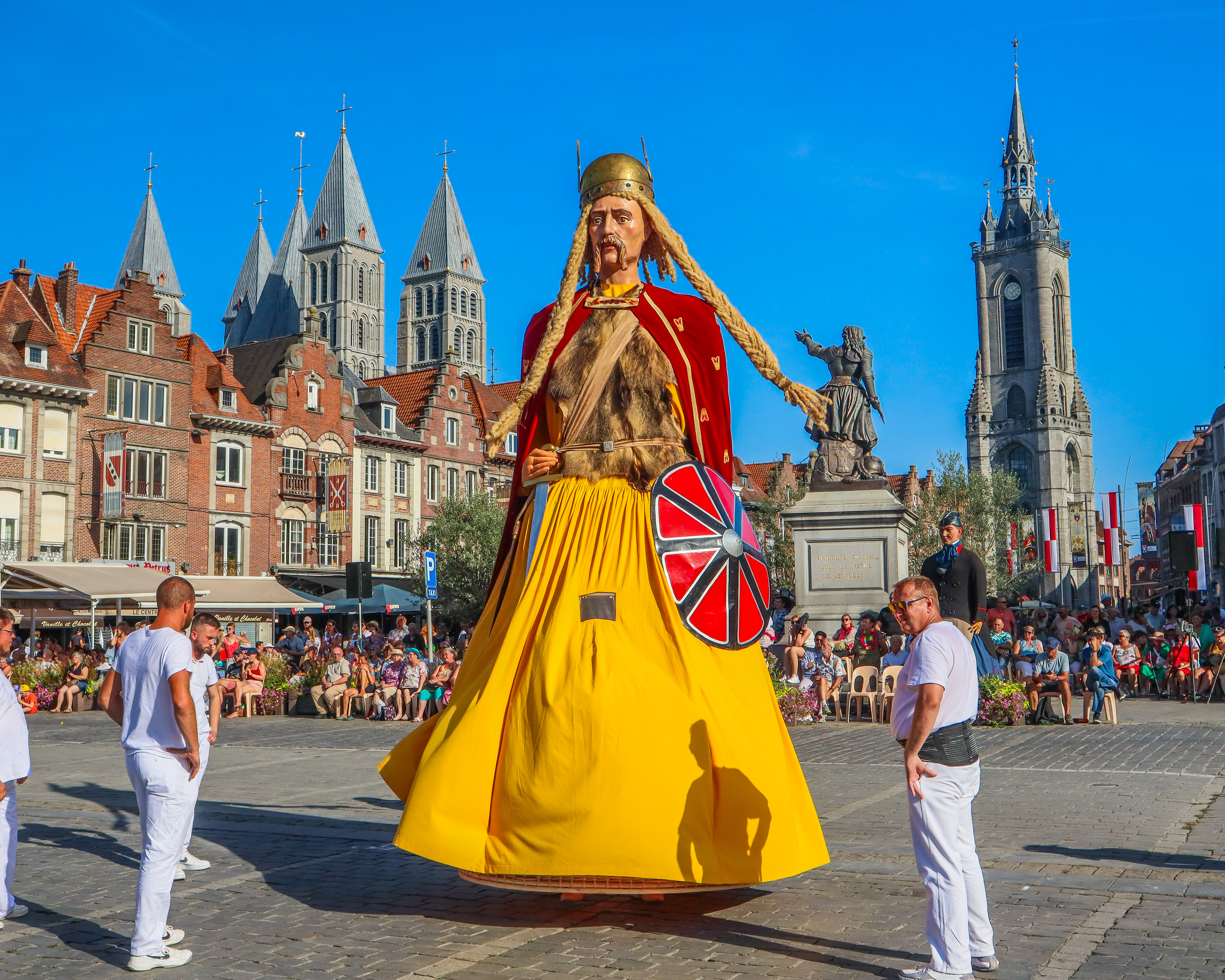
Childéric (Tournai)
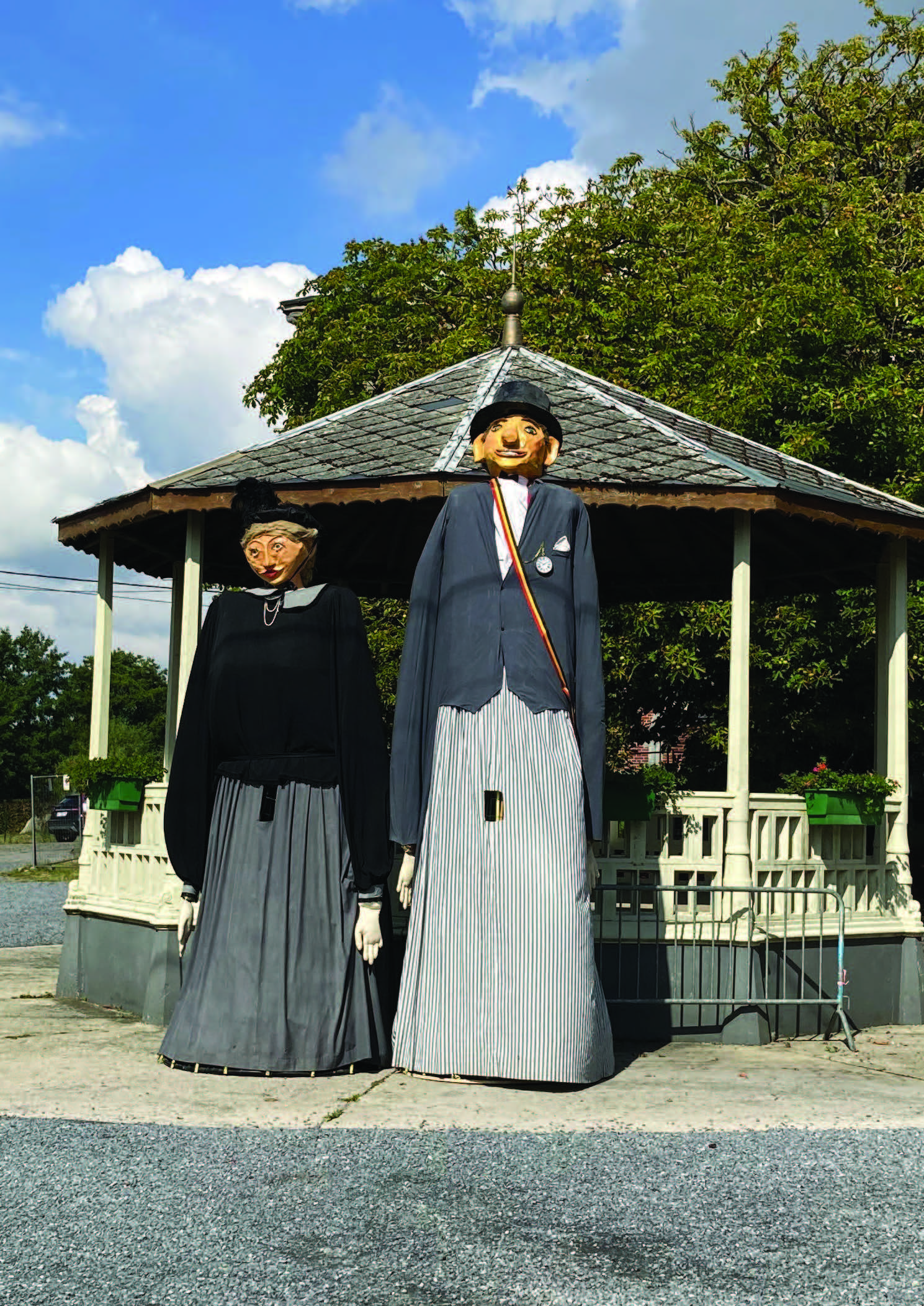
El Pwaye et Pélagie (Mont-Sainte-Geneviève)
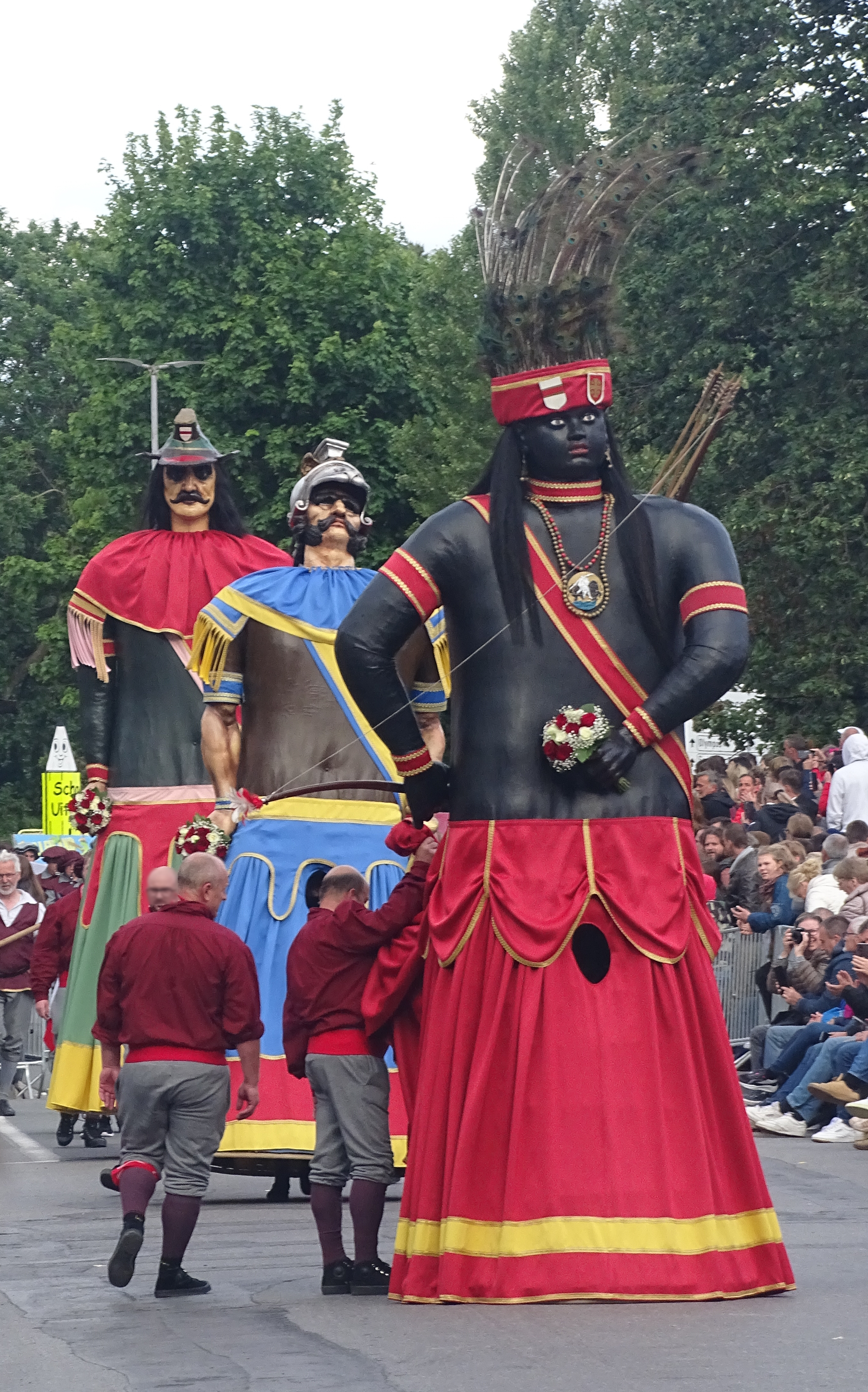
Indiaan, Mars et Goliath (Dendermonde)
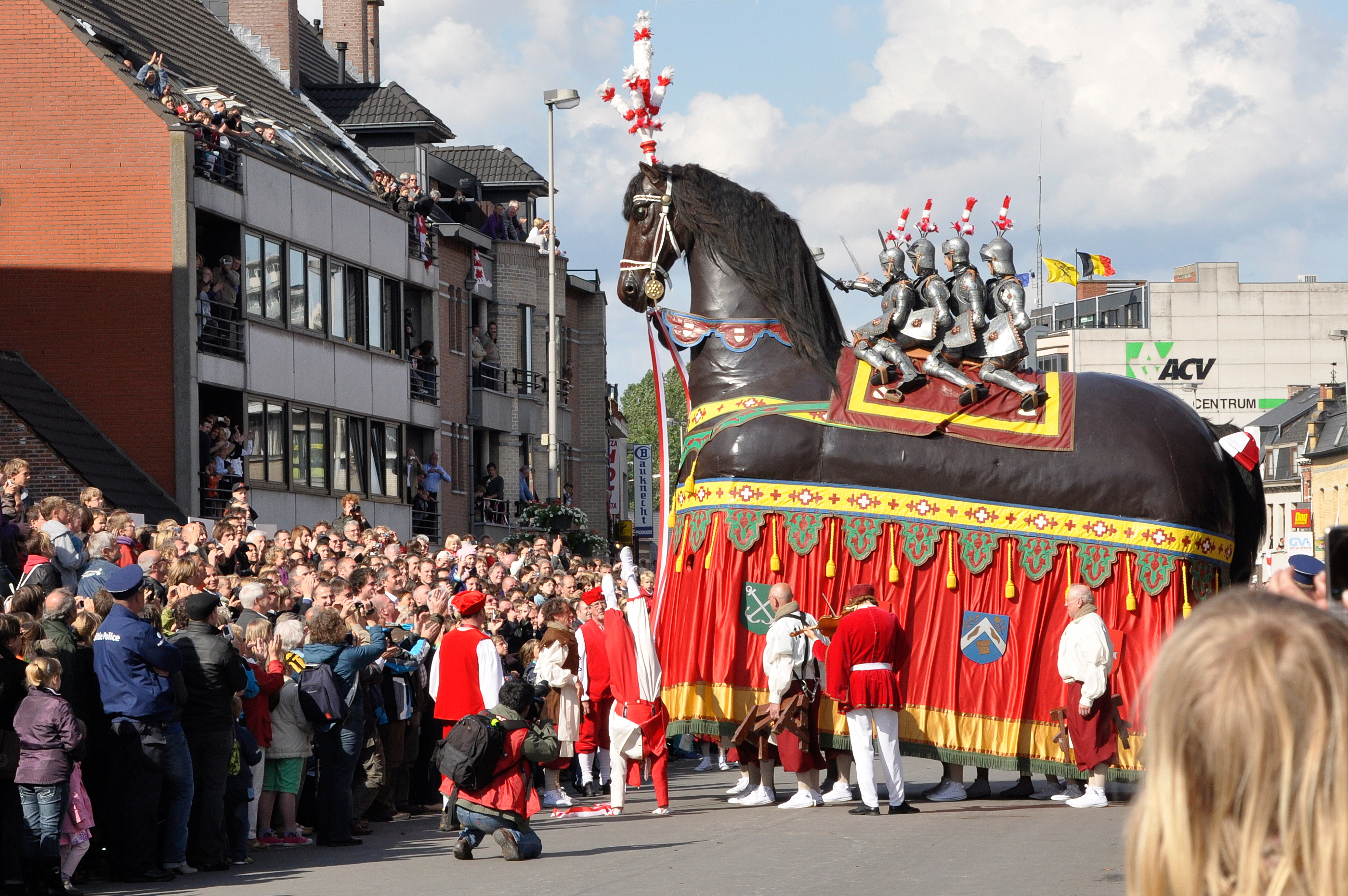
Ros Beiaard (Termonde)
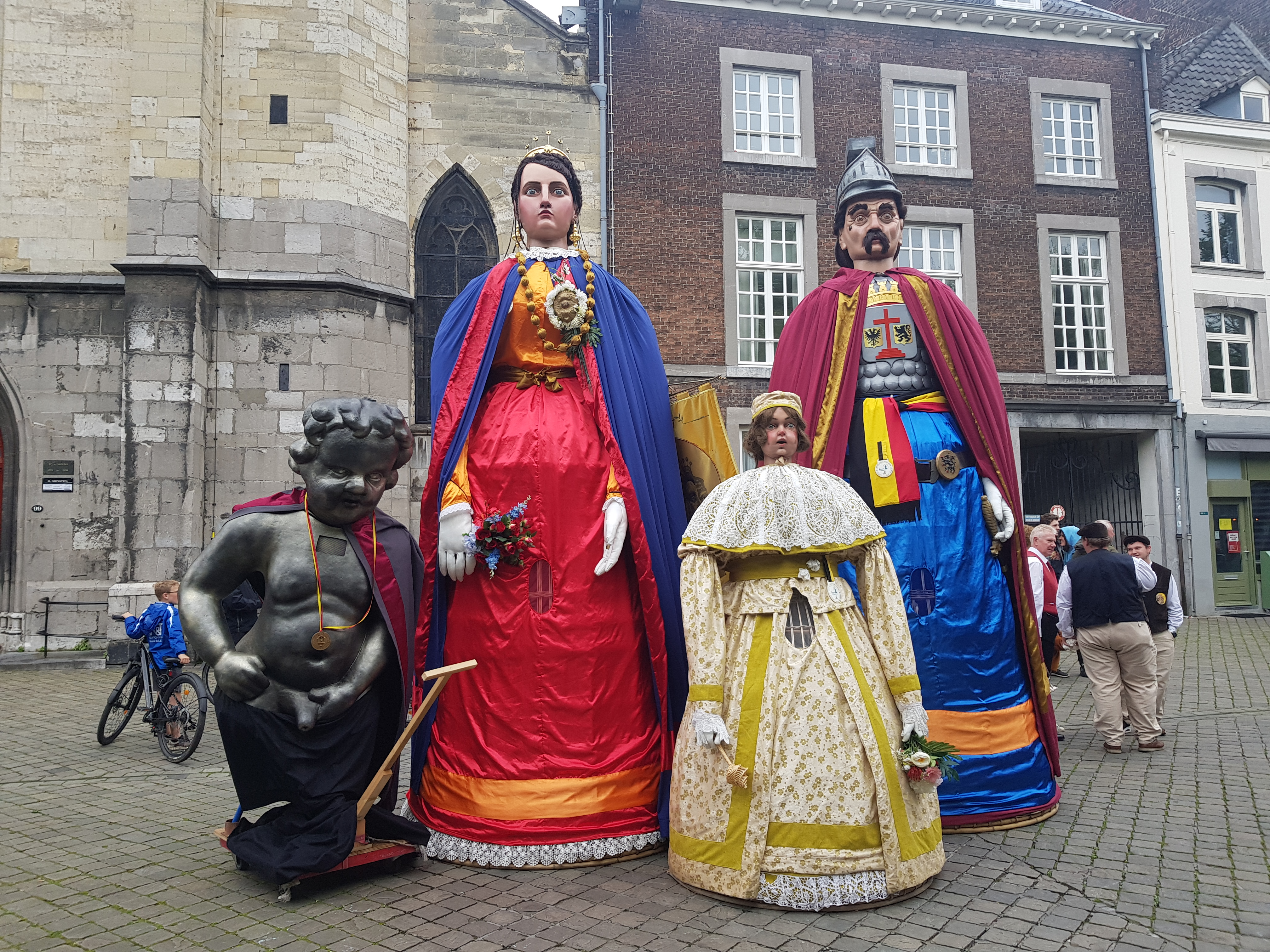
Goliath, Gerarda, Kinneke Baba et Babaken-Pis (Grammont)
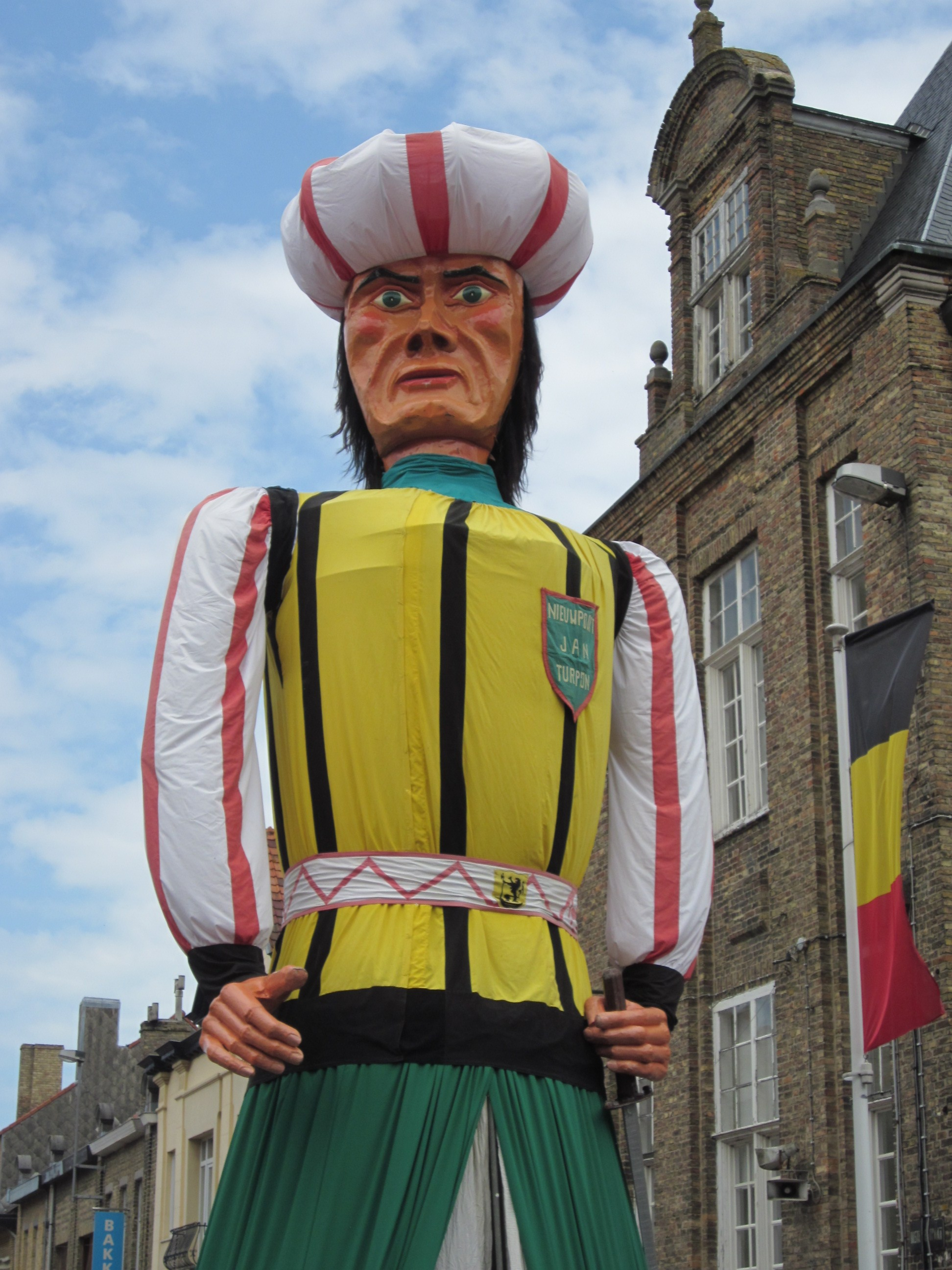
Jan Turpijn (Nieuport)
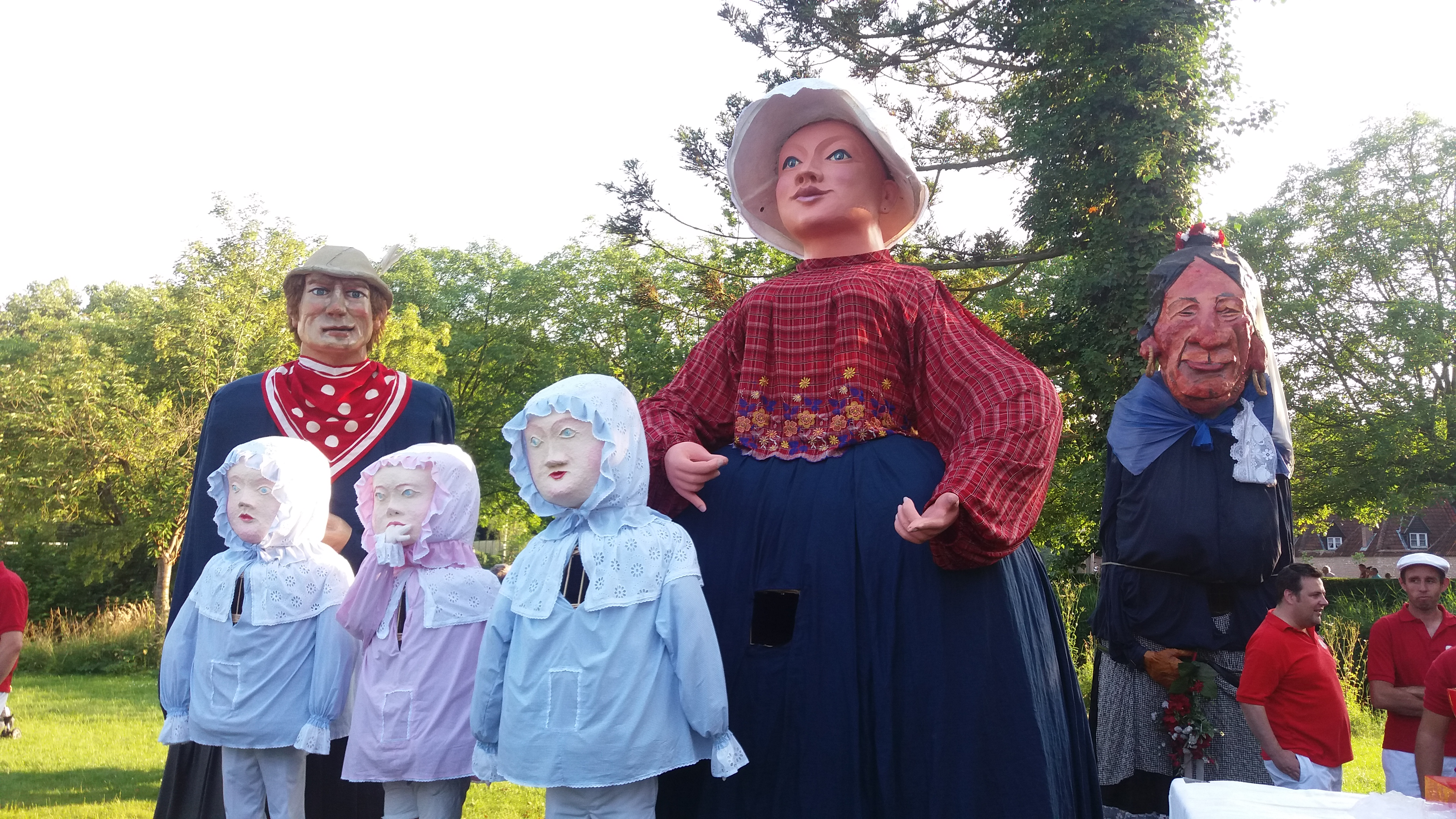
Géants de Lierre
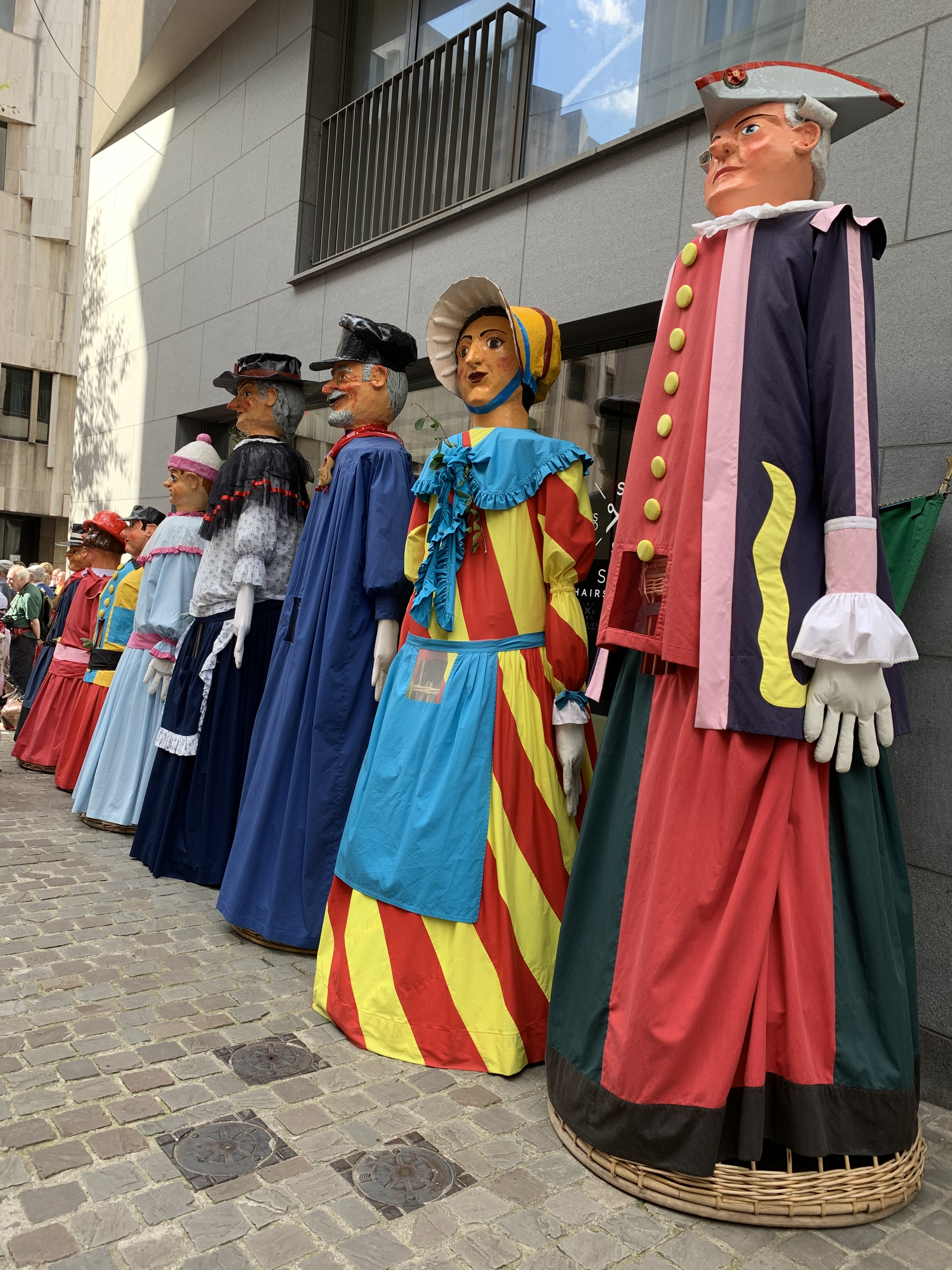
Géants du Meyboom (Bruxelles)

 Brésil
Les géants, probablement hérités des Portugais, font évidemment partie des traditions liées au carnaval.
- Olinda
  - Barbapa, la Morena Tropicana, Tarado da Sé (le fou de la cathédrale)

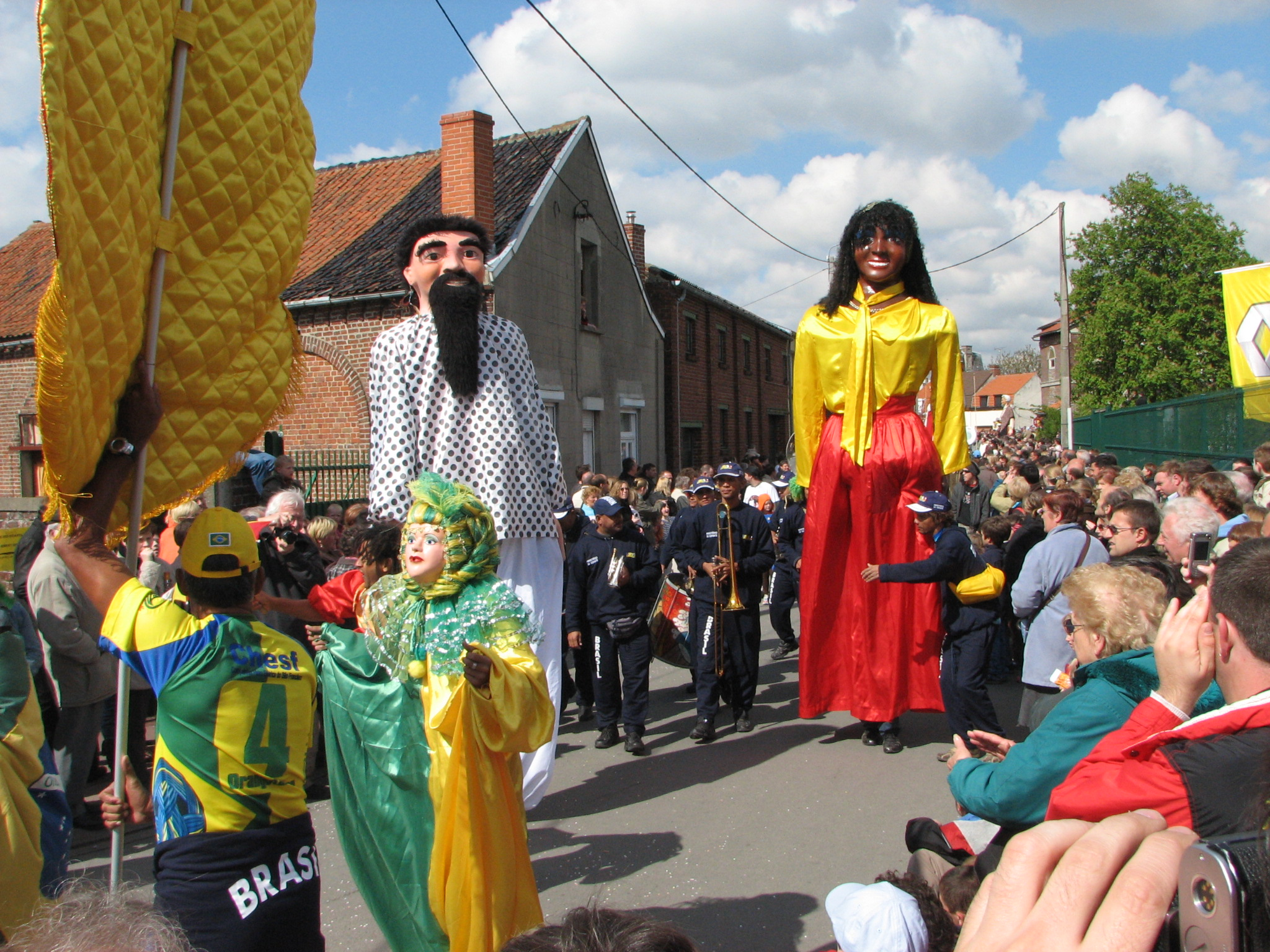
Géants d'Olinda à Steenvoorde, 2006

 Burkina Faso
Les géants du Burkina Faso ne sont pas à proprement parler portés. Il s'agit plus de grandes marionnettes articulées. Accompagnés de tambours traditionnels, ils racontent une histoire.
- À Boromo, Poko et Soumalia (créés en partenariat avec le Ghana et le Mali) représentent le père et la fille d'une famille africaine. La fille s'est enfuie de la maison pour l'amour d'un blanc et le père la recherche pour trouver une solution.

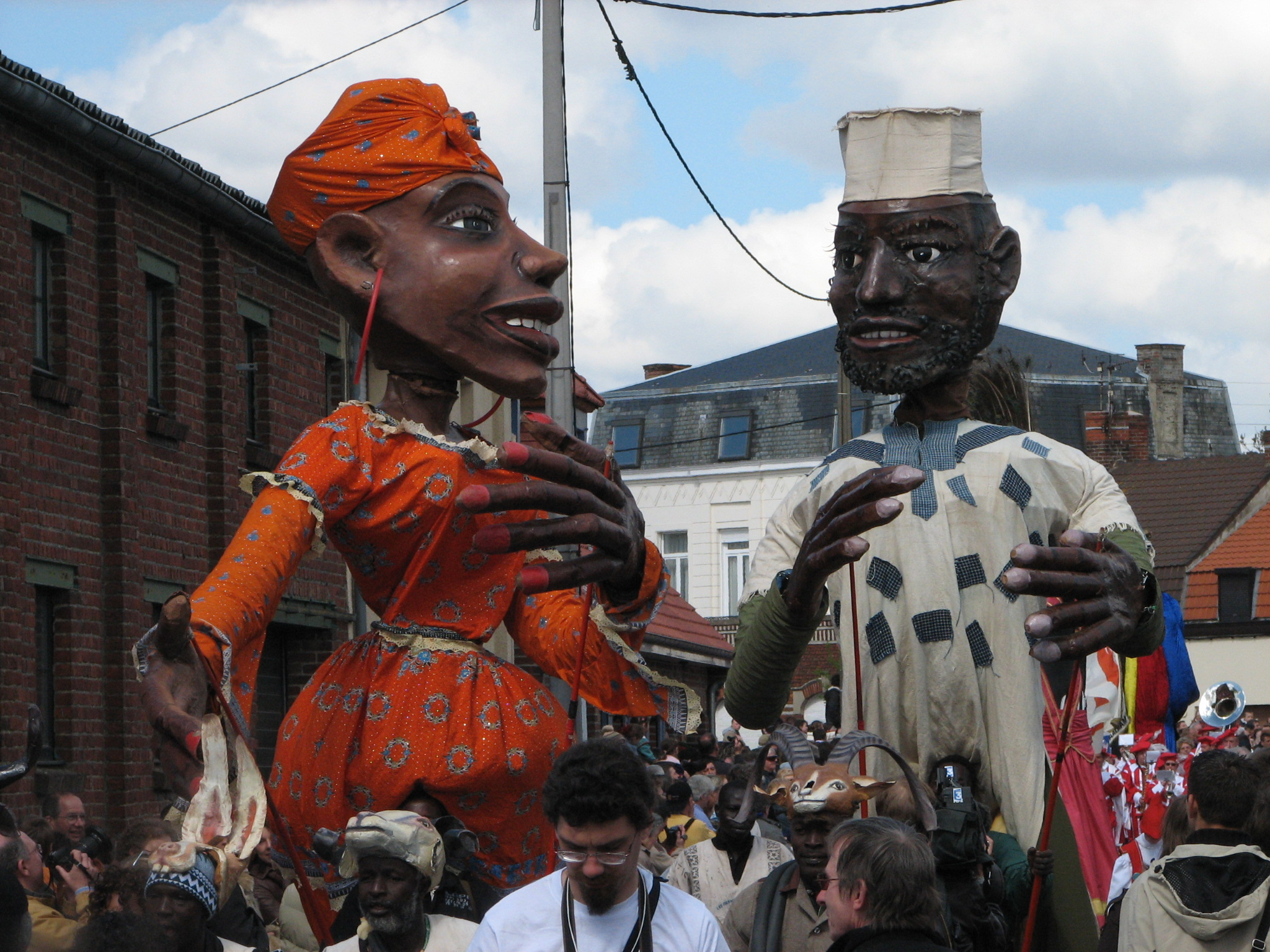
Poko et Soumalia (Boromo) à Steenvoorde, 2006

### Canada
Les géants de Québec sont de création récente. Ils sont uniques en Amérique du Nord. Les premiers ont vu le jour en 2002. Ils sont fabriqués dans les ateliers des Fêtes de la Nouvelle-France. En 2007, ils sont treize mais la famille pourrait s'agrandir pour le 400e anniversaire de la fondation de la ville de Québec pour lequel un grand rassemblement de géants du monde entier est programmé en 2008.

### Chine
Les dragons en Chine.

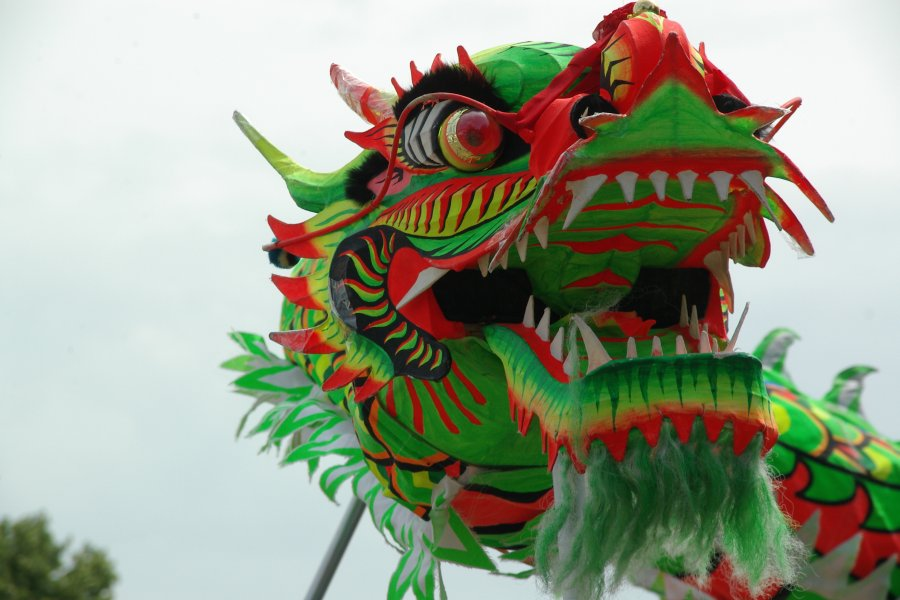
Dragon chinois

 Espagne

L'Espagne est un pays très touché par le phénomène des géants et notamment la Catalogne qui en compte près de 4500. Les géants de Catalogne émanent de la culture populaire de chaque village de l'autonomie espagnole. Présents à Barcelone depuis 1424 et dans chaque quartier, chaque agglomération ancienne de Catalogne a ses géants, qui ont une identité associée à la légende locale.

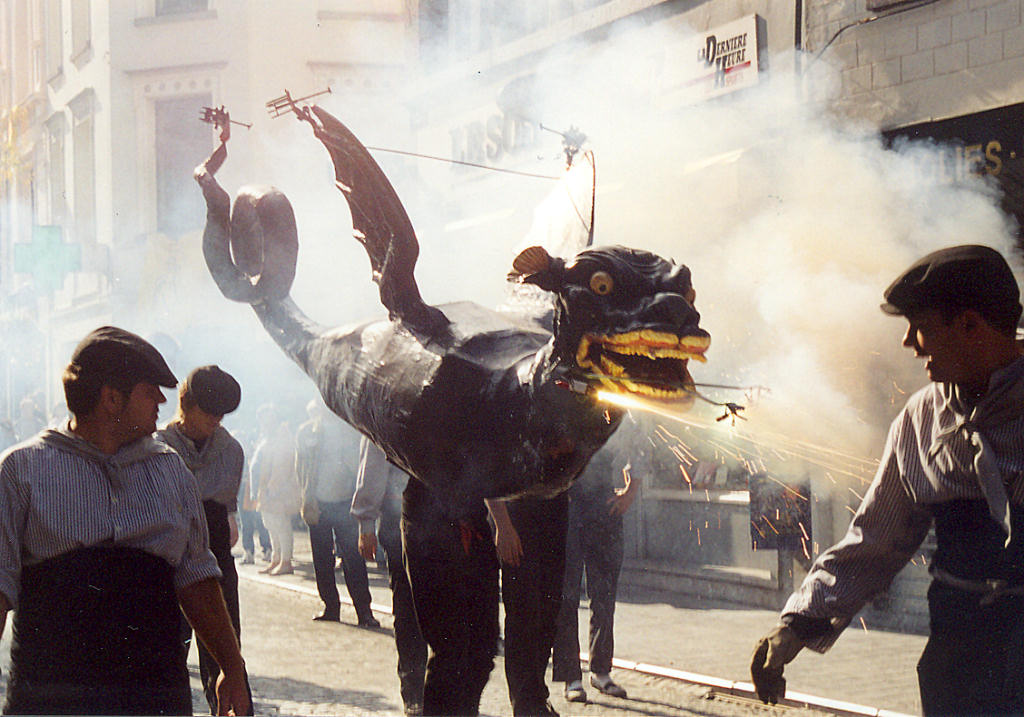
Le Drac de Vilafranca
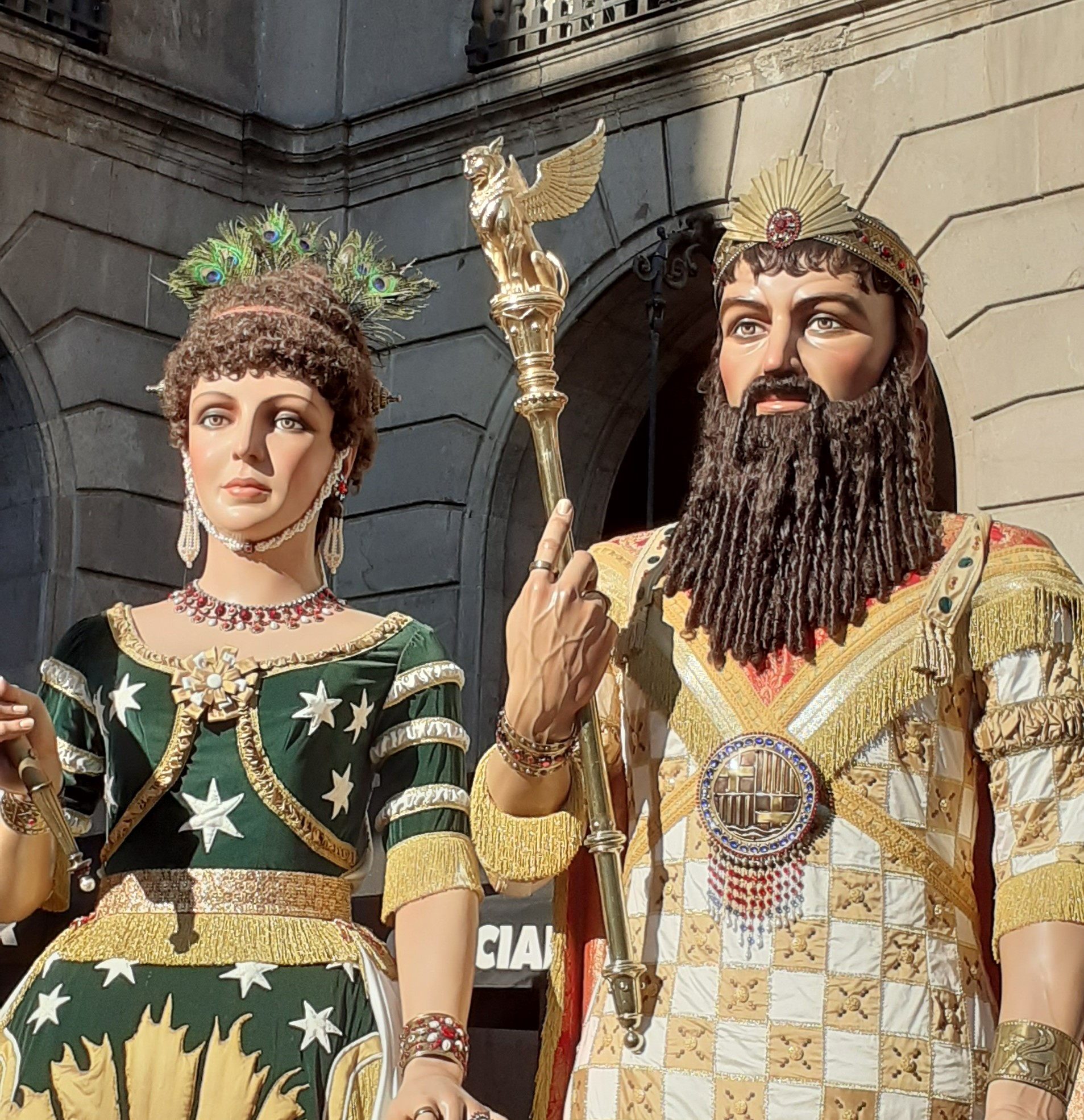
El Rei Salomó et La Reina de Saba (Barcelone, Basilique Sainte-Marie-de-la-Mer)
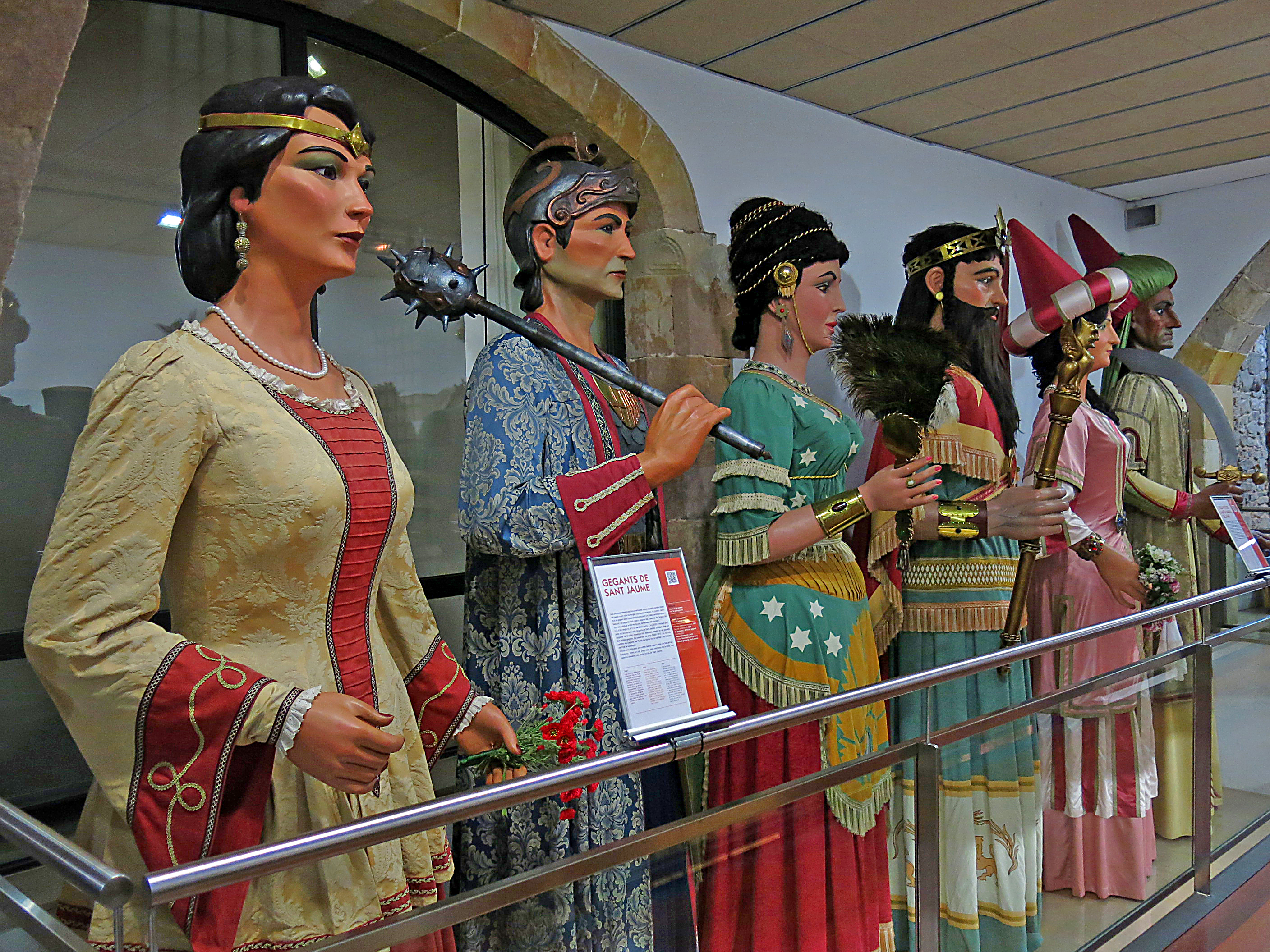
Géants de Barcelone exposés à La Casa dels Entremesos
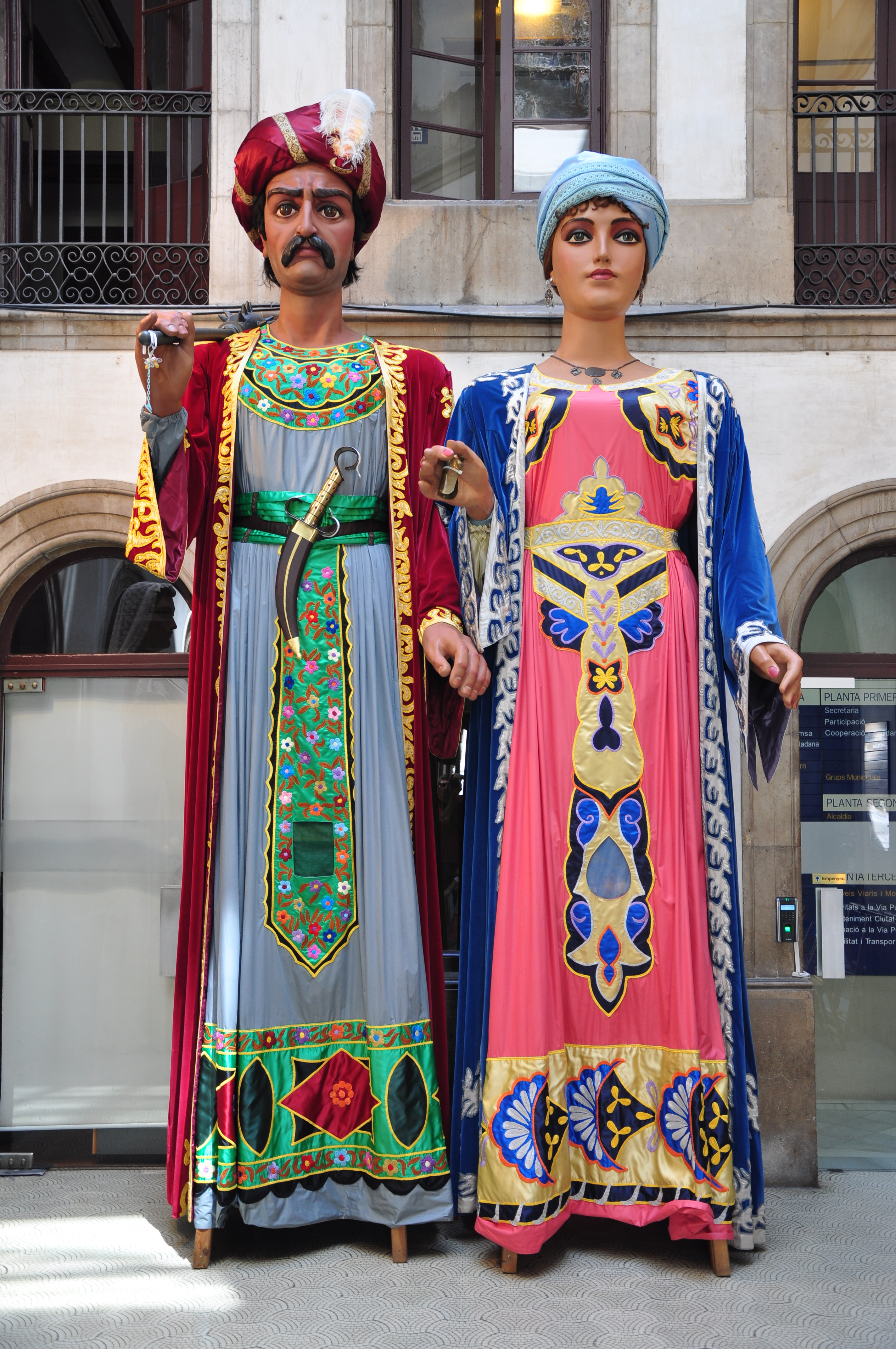
Gegant de la Porra et Geganta Grossa (Vilanova i la Geltrú)
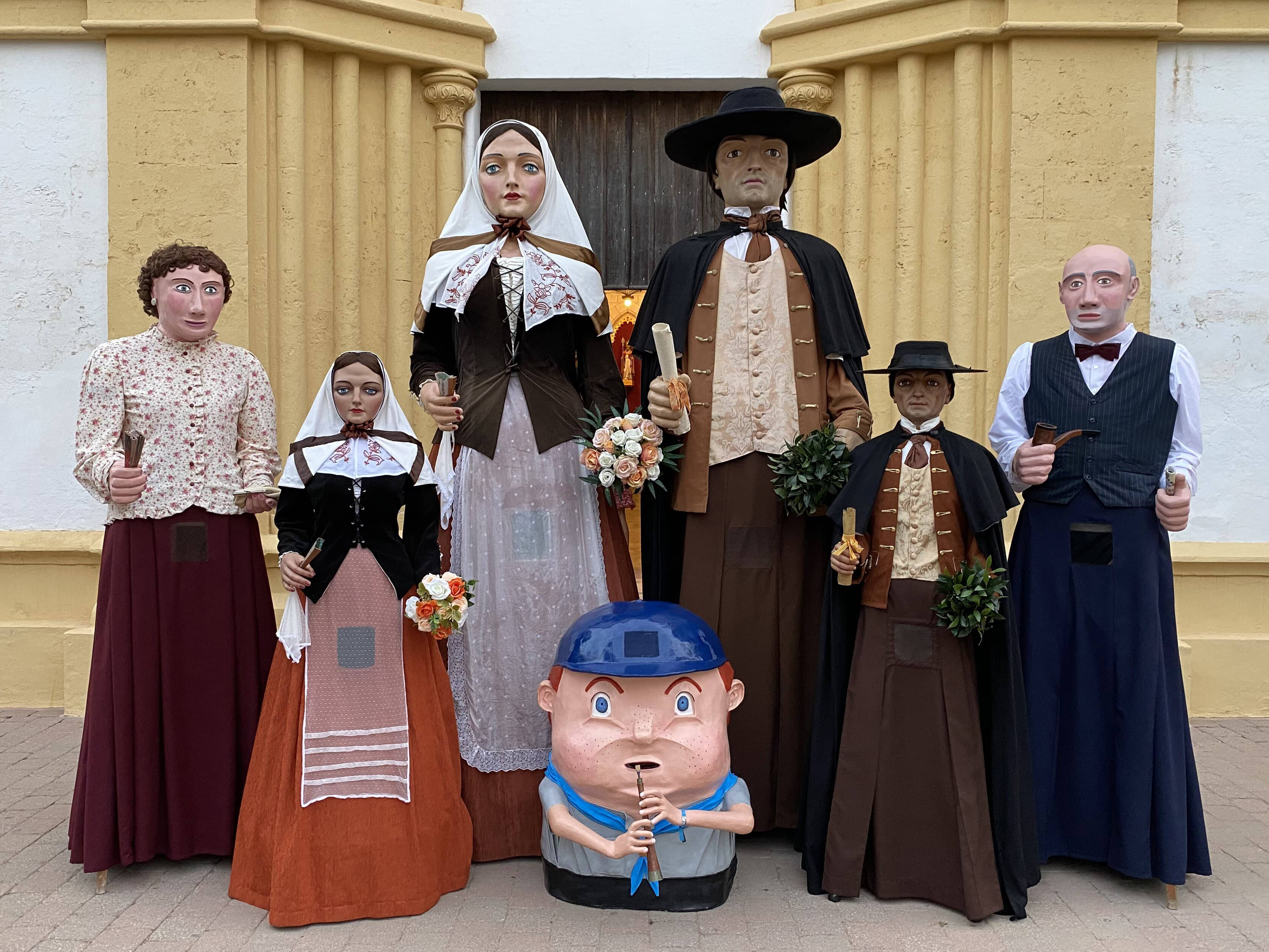
Géants de Port Mahon
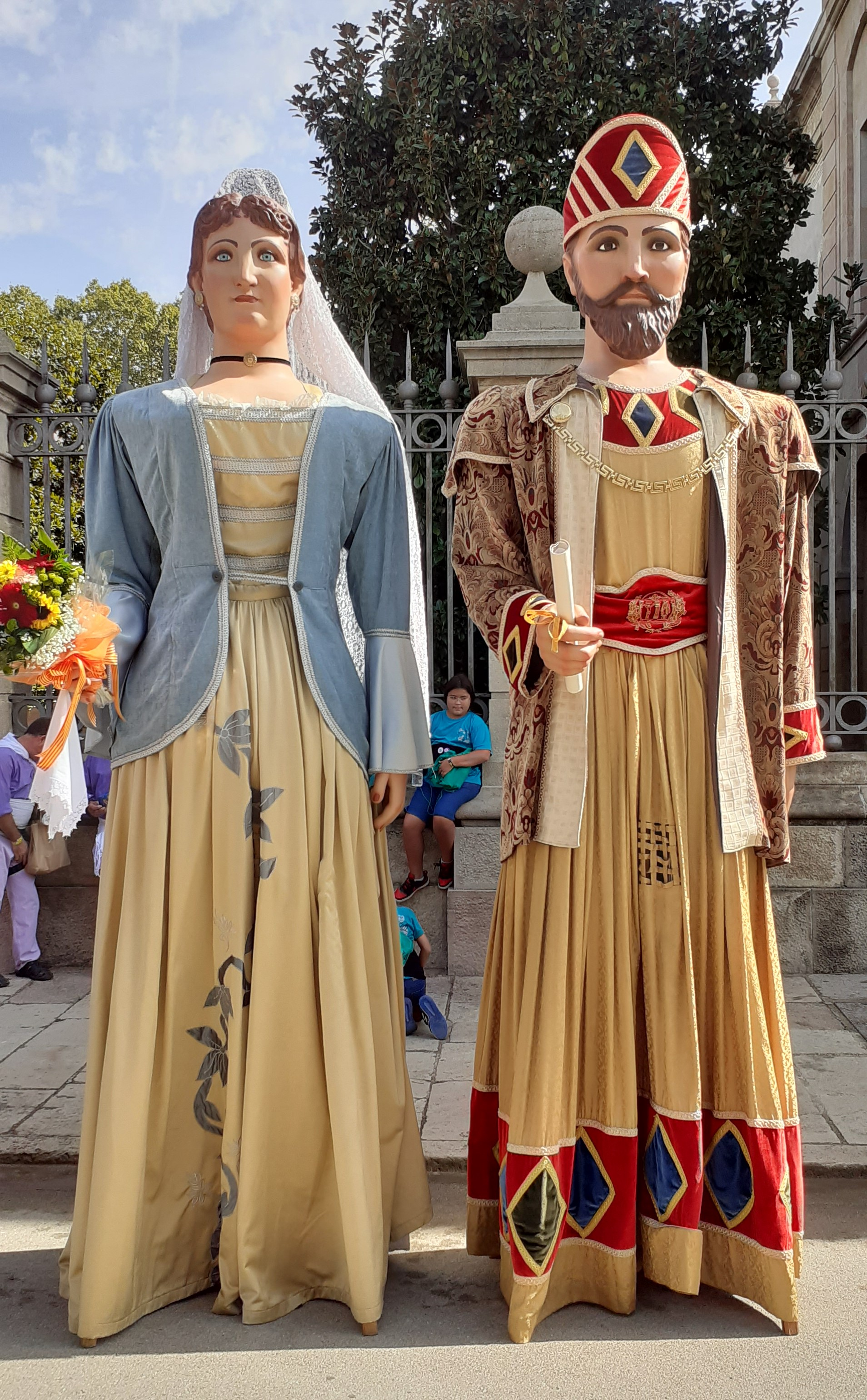
Sebastià et Dorotea (Capellades)
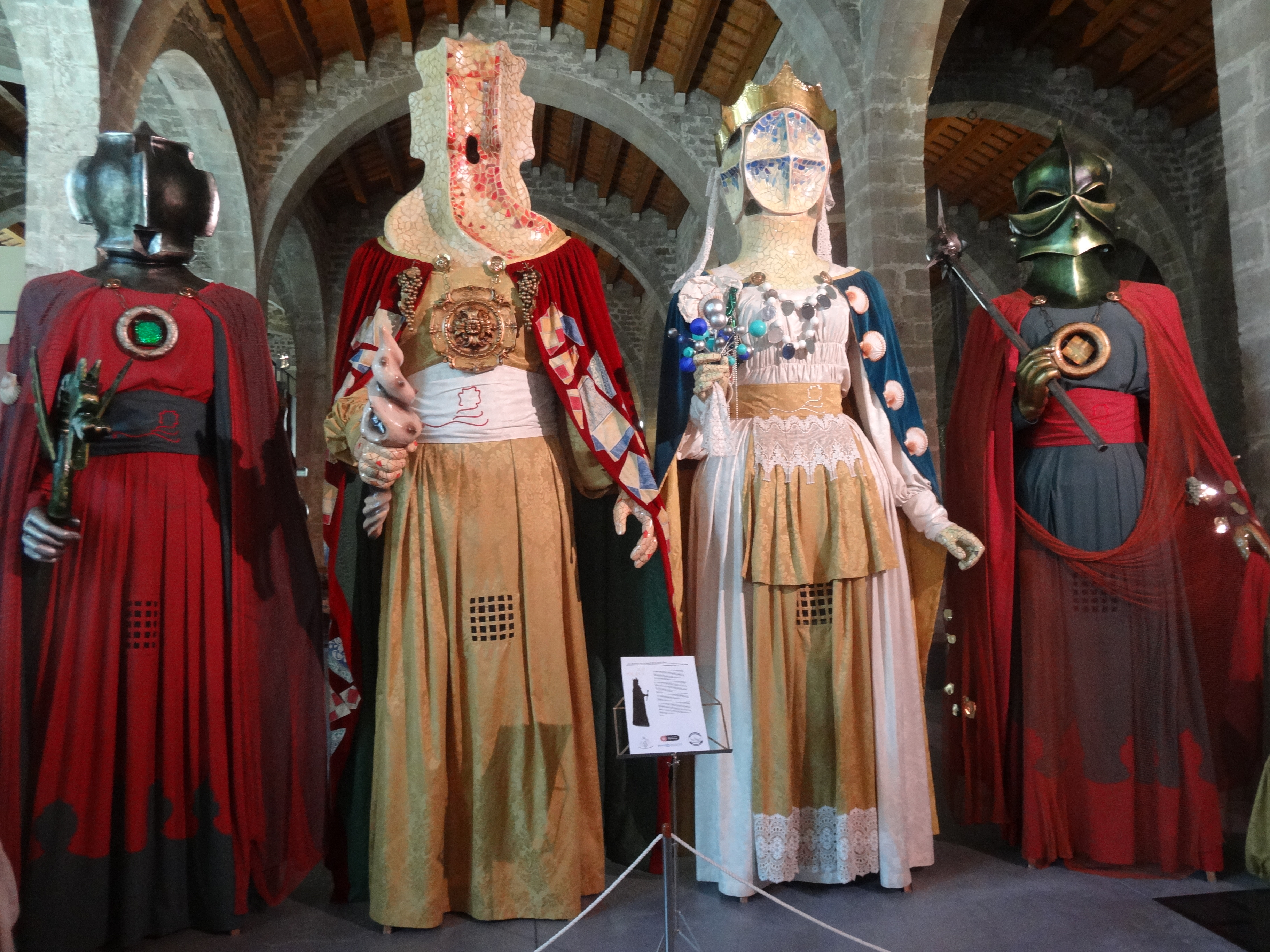
Géants de Barcelone inspirés des œuvres d'Antoni Gaudí
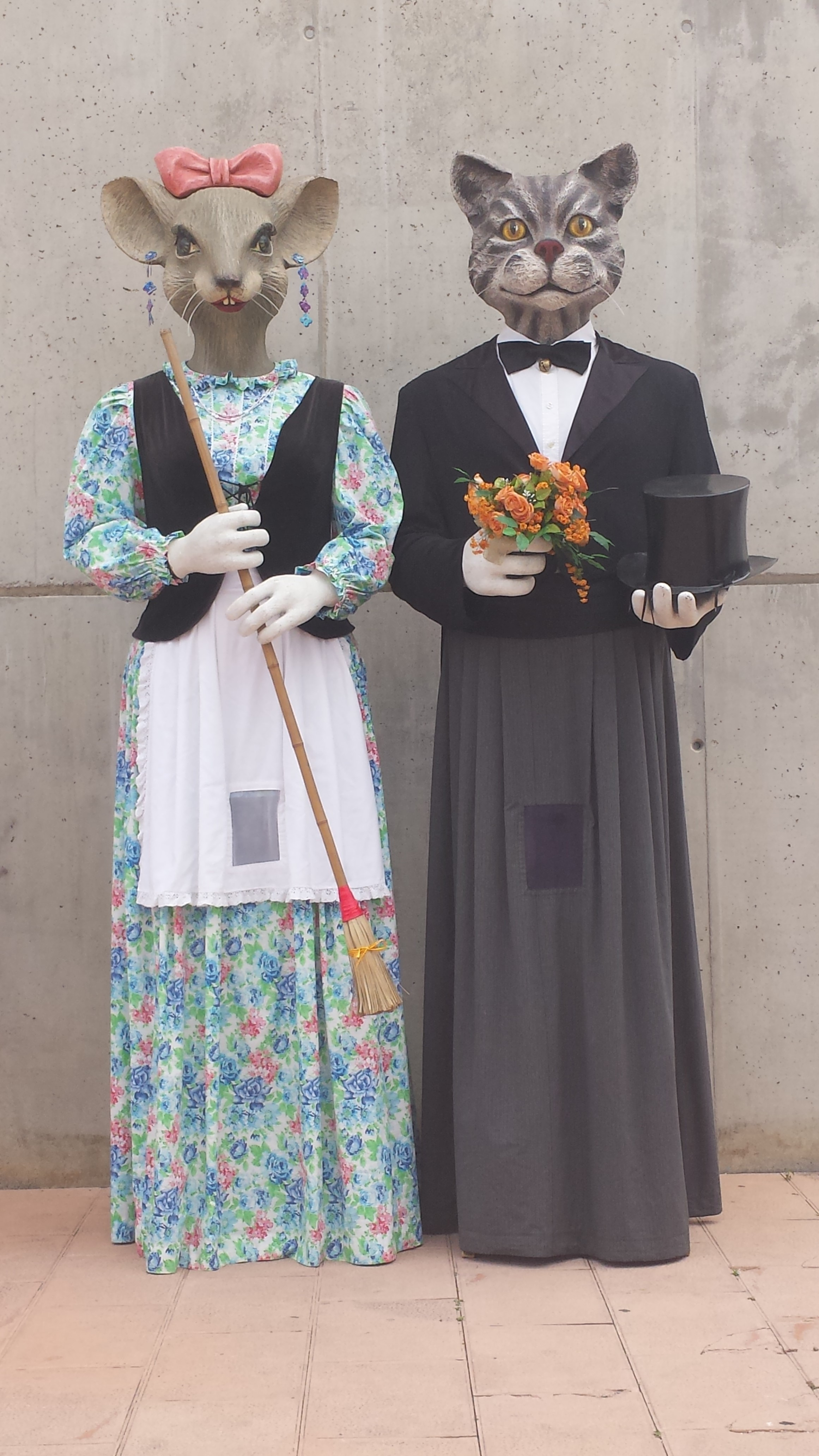
Martí et Valentina (Calonge)

 France

La tradition des géants et dragons processionnels est présente en France depuis plus de cinq siècles. Par adaptation aux idées des différentes époques, ils sont devenus de plus en plus profanes. Aujourd'hui les géants paradent lors des carnavals, ducasses et autres fêtes, notamment dans les départements du Nord et du Pas-de-Calais où ils sont présents en majorité ainsi qu'en Occitanie en autre avec les Animaux Totémiques de l'Hérrault.

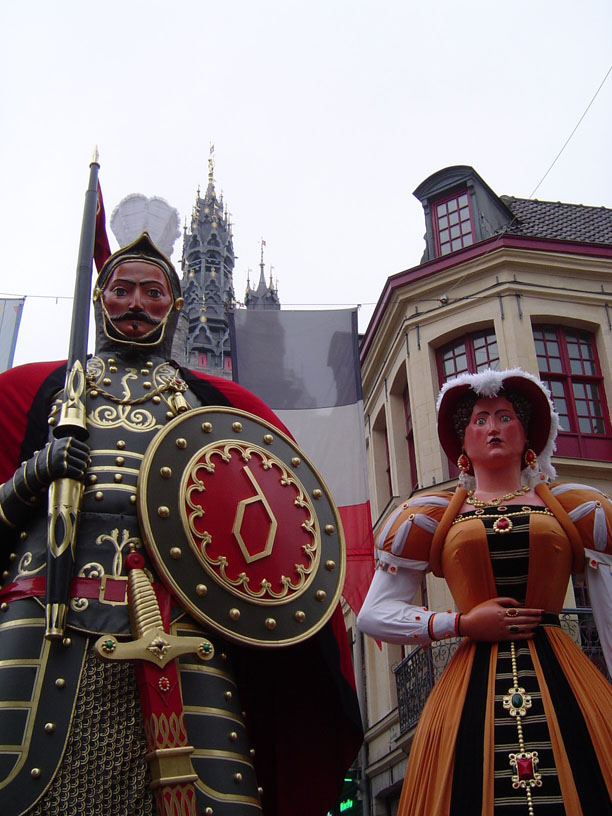
Gayant et Madame Gayant (Douai)
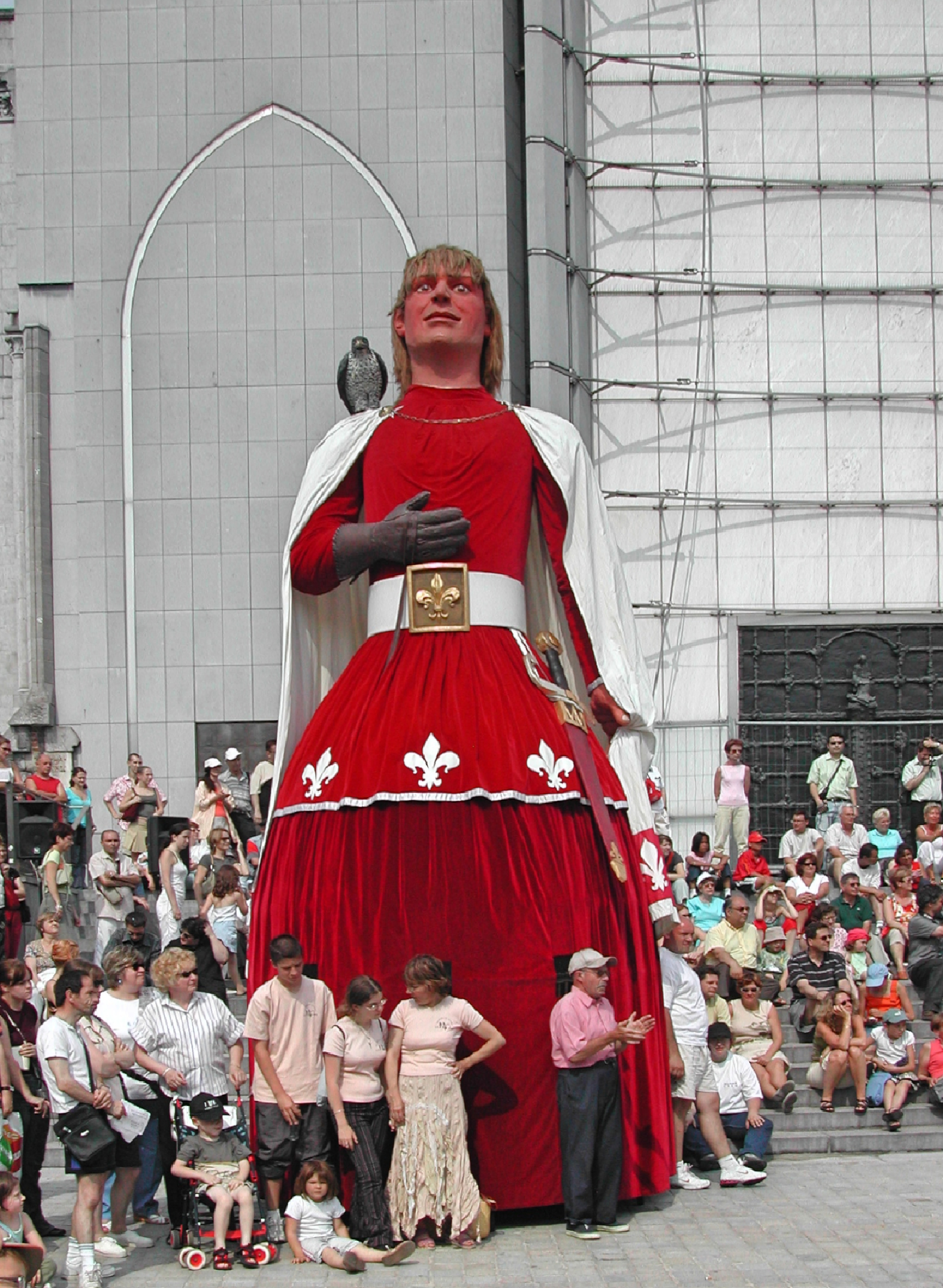
Lydéric (Lille)
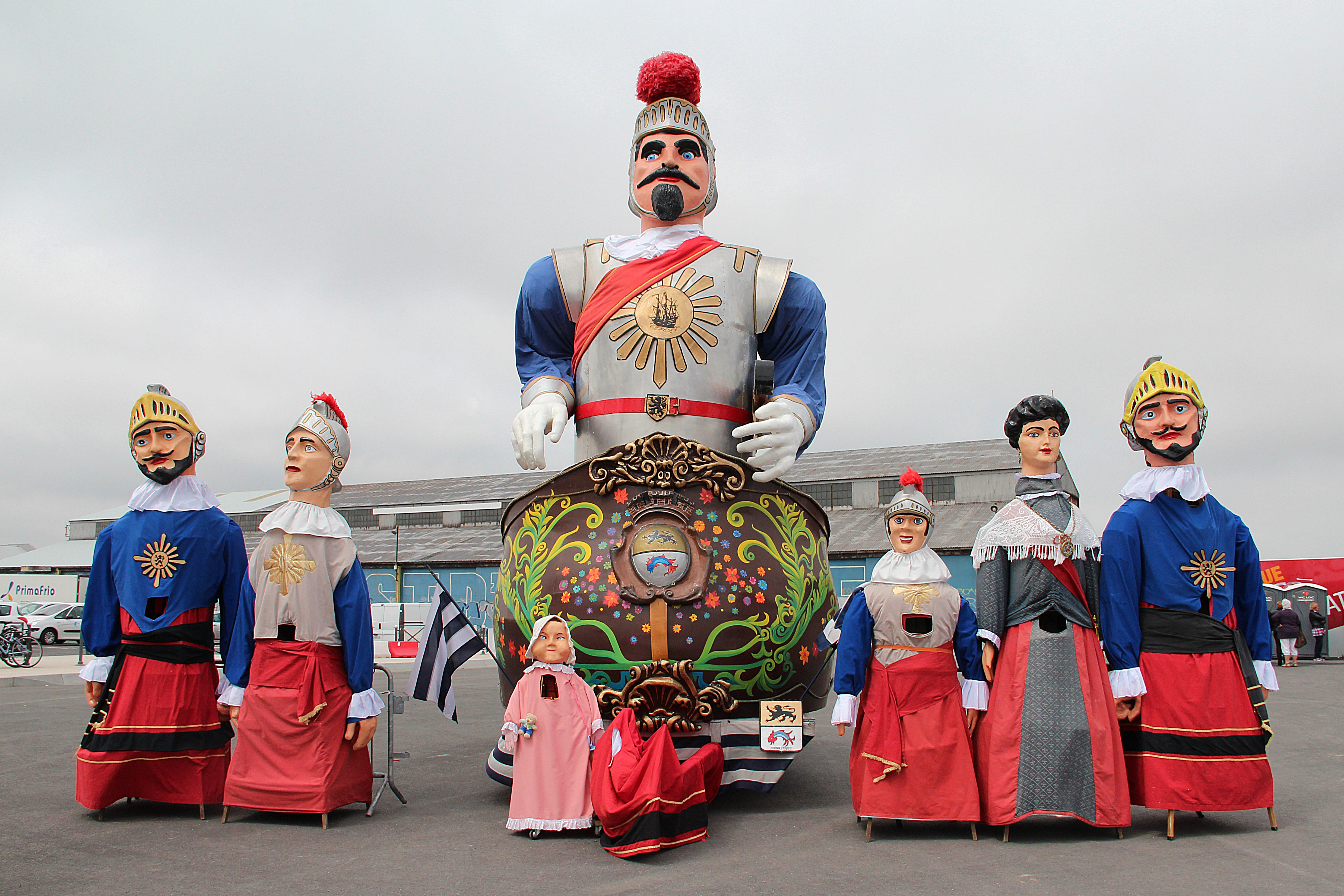
Le Reuze et sa famille (Dunkerque)
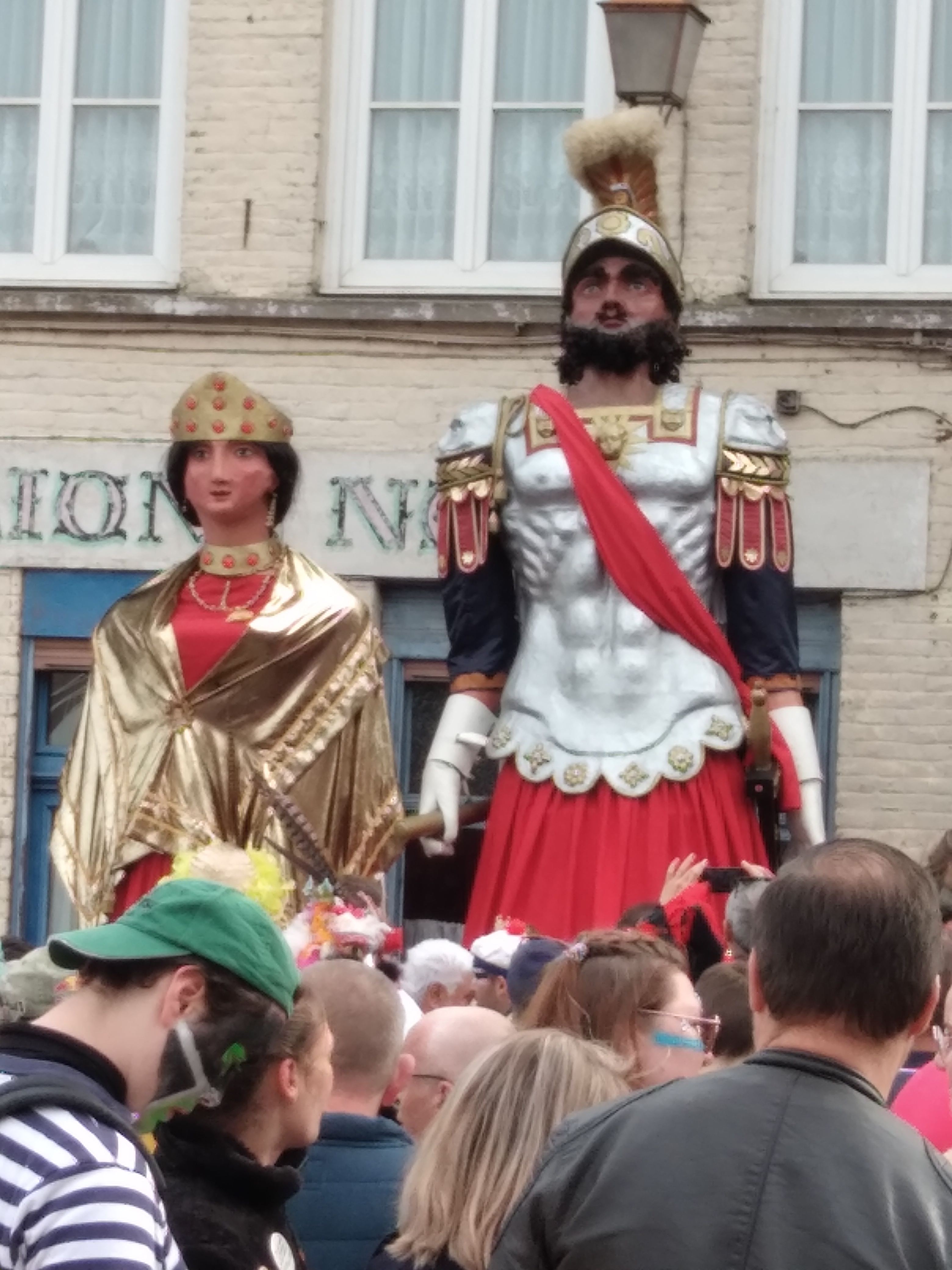
Reuze Papa et Reuze Maman (Cassel)
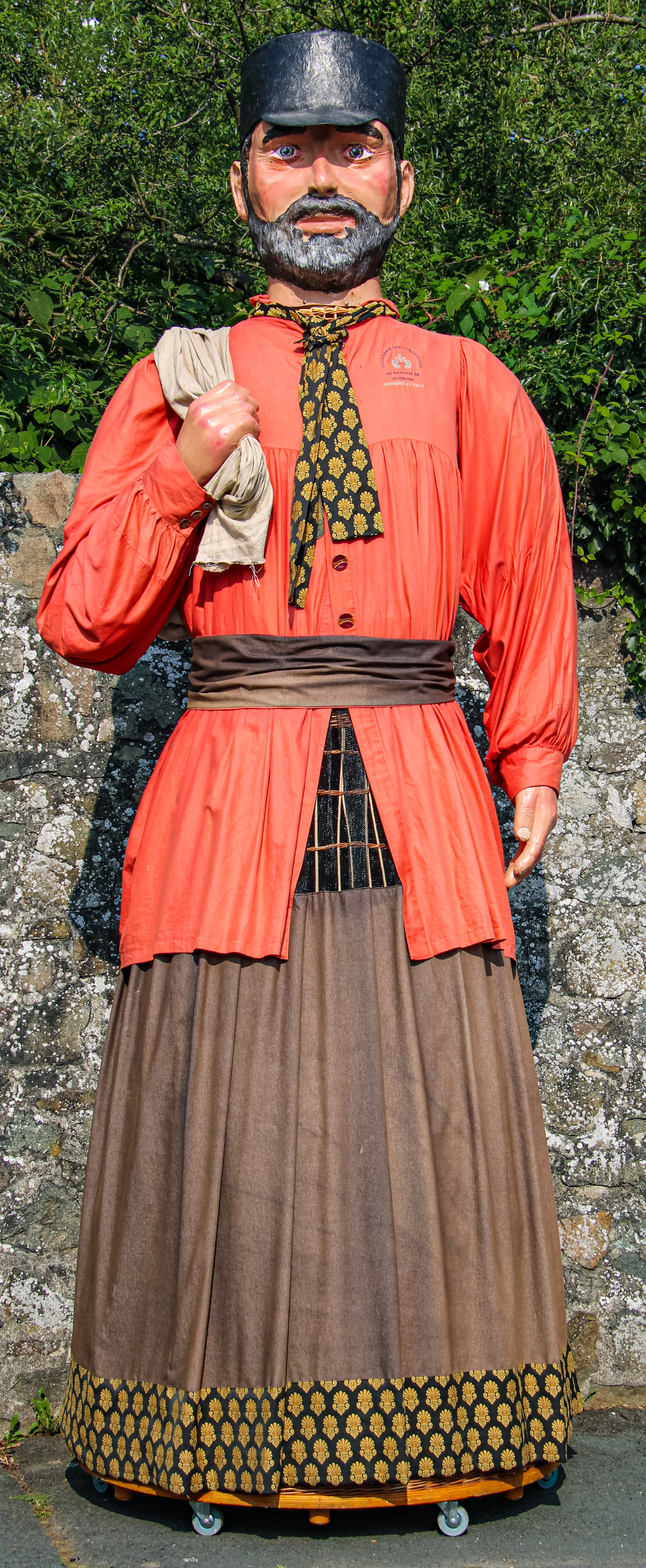
Monsieur le Paon (Soissons)
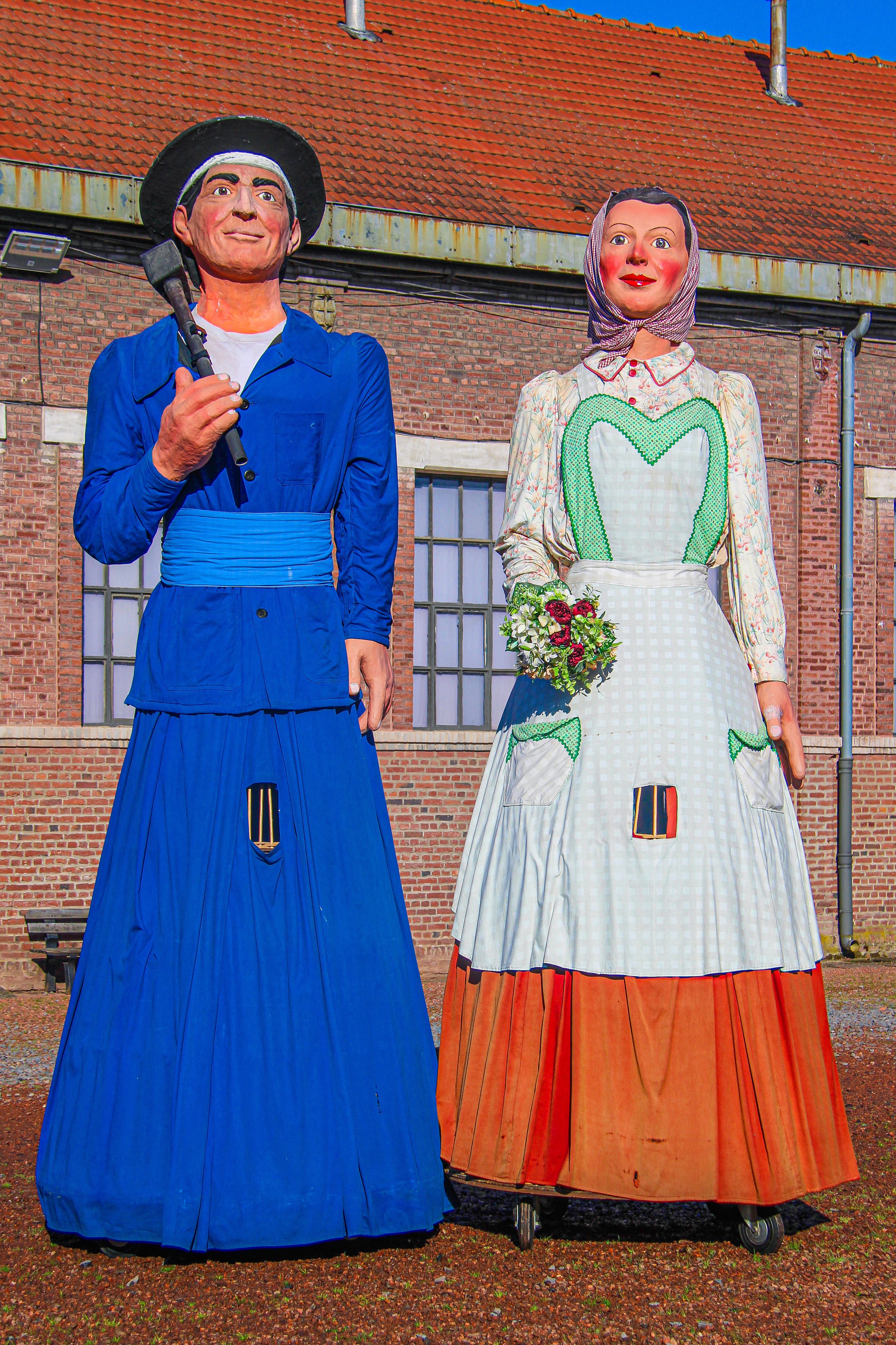
Tintin Pourette et Phrasie (Liévin)
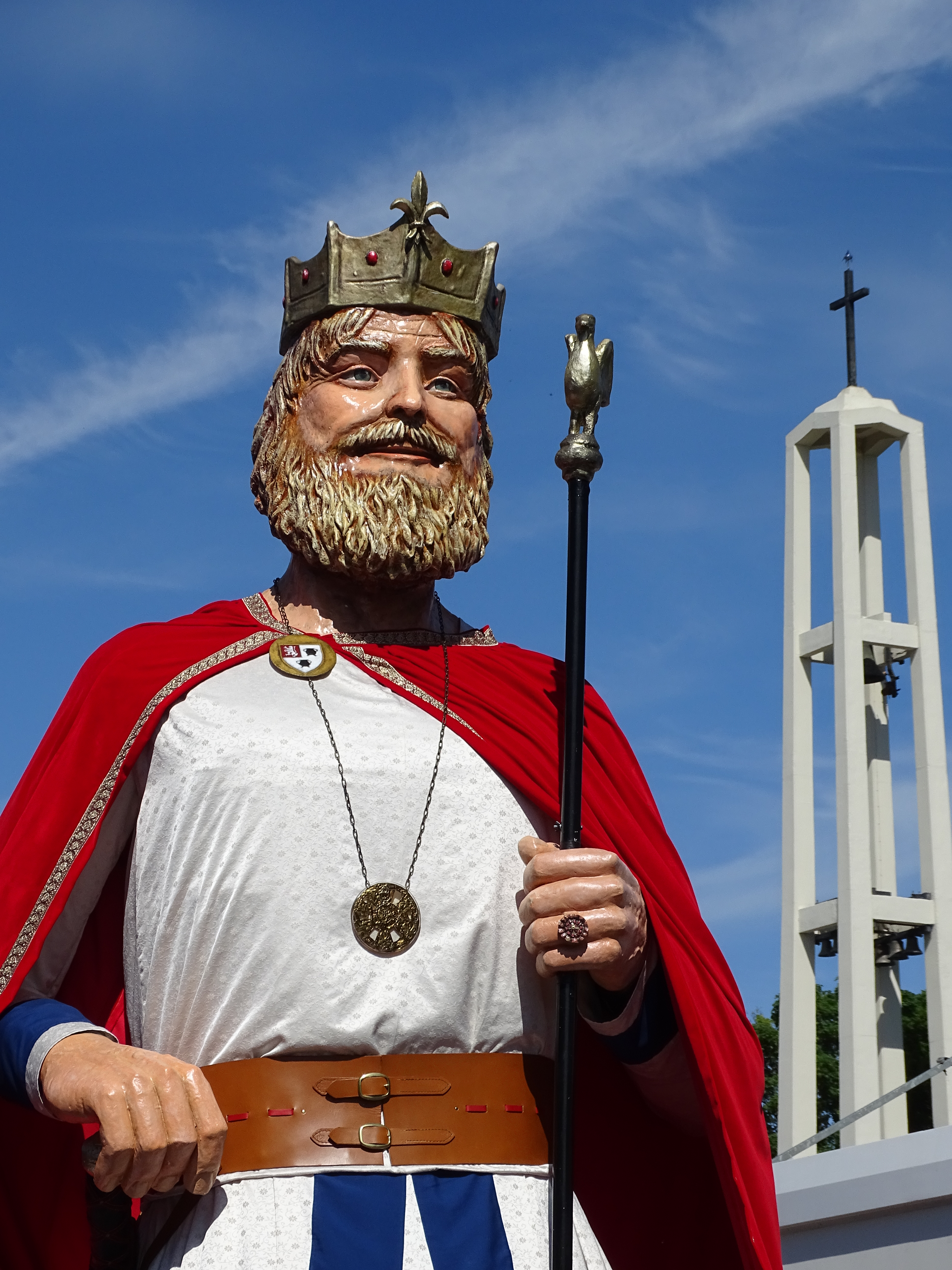
Sigebert Ier (Lambres-lez-Douai)

### Royaume-Uni
Le Royaume-Uni compte environ 175 géants. 
- Londres
  - Bertilak the Green Knight (1992) : Décapité, sa tête à la main, ce géant tout vert est accompagné par Morgane le Fey (2000) qui est vétue de bleu foncé et l'une des rares géantes enceintes. Ces deux géants se trouvent depuis 2022 à la Maison des Géants d'Ath, en Belgique[30].
- Sheffield
  - War et Peace : ces géants ont été créés en 1992 par le Catalan Jordi Grau Marti. Ils pèsent 57 kg et mesurent 4,30 m. Selon la tradition espagnole, ils sont portés par un seul homme.

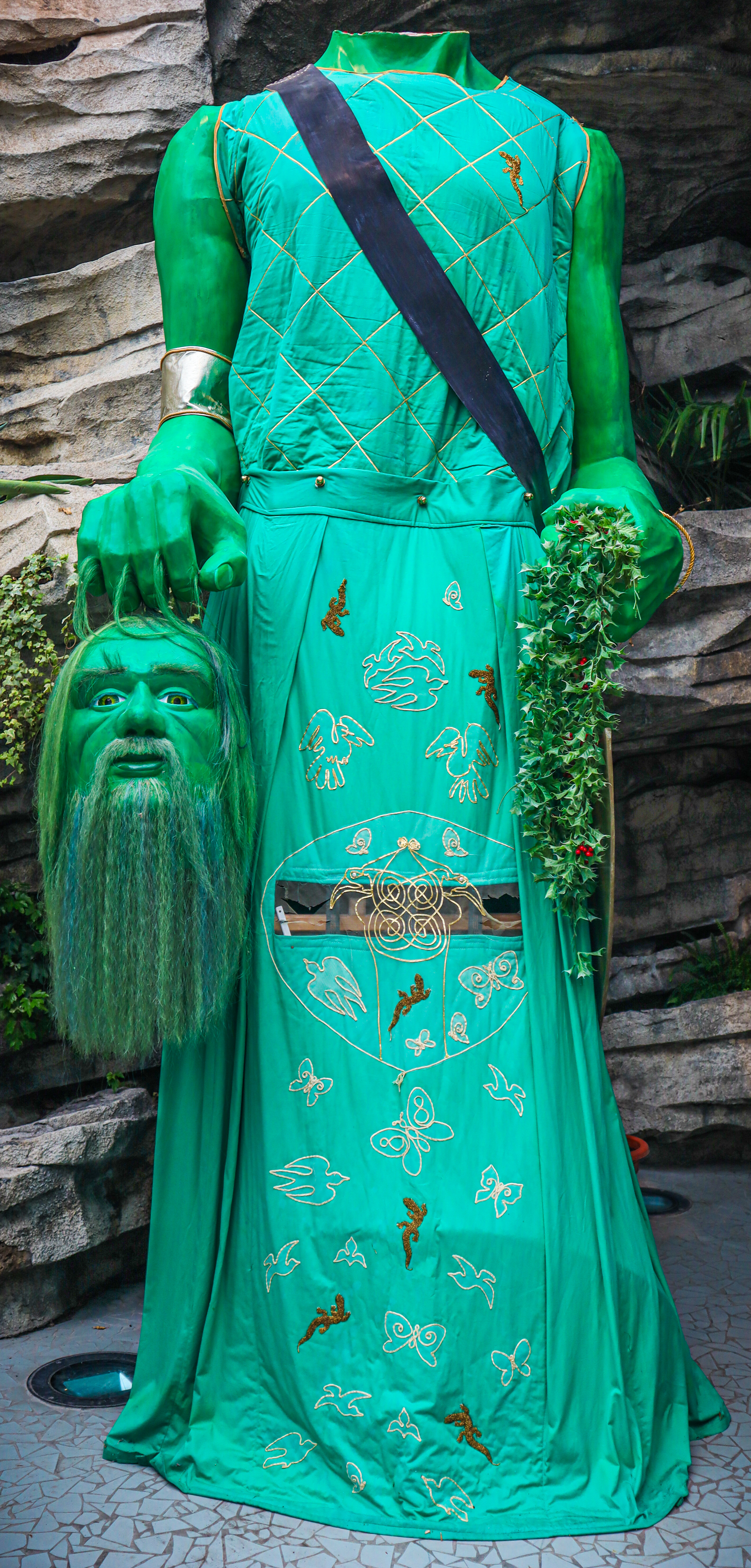
Bertilak the Green Knight (Londres)
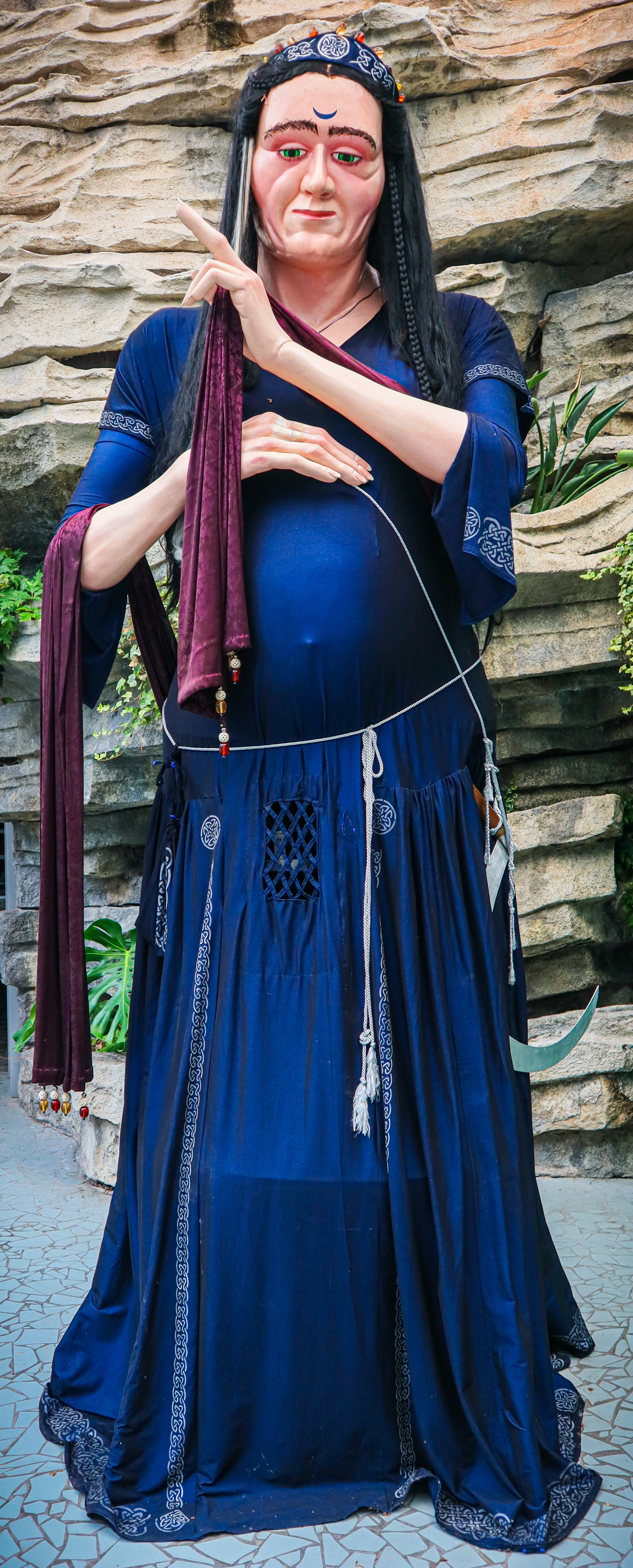
Morgane le Fey (Londres)
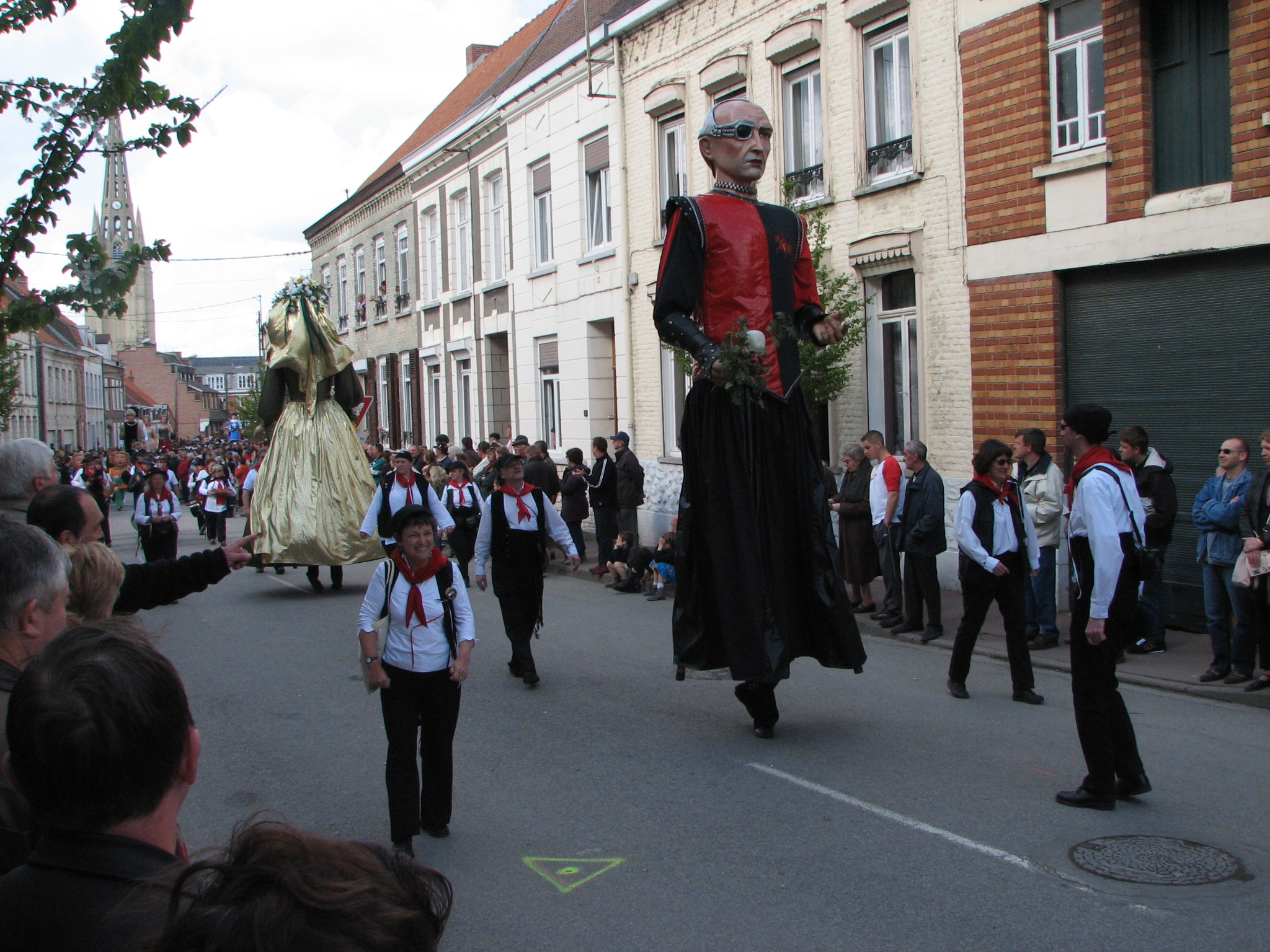
War (Sheffield)
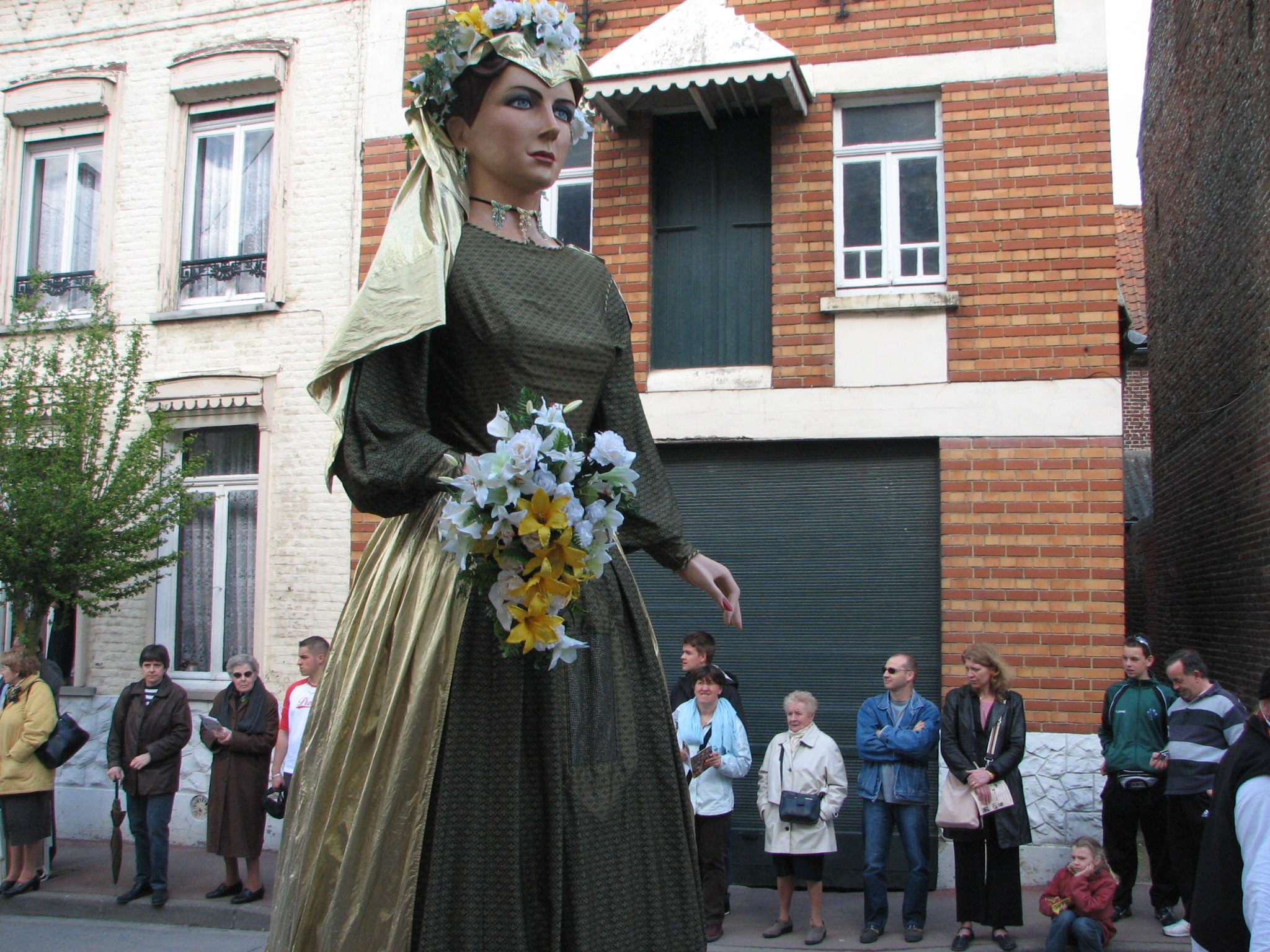
Peace (Sheffield)
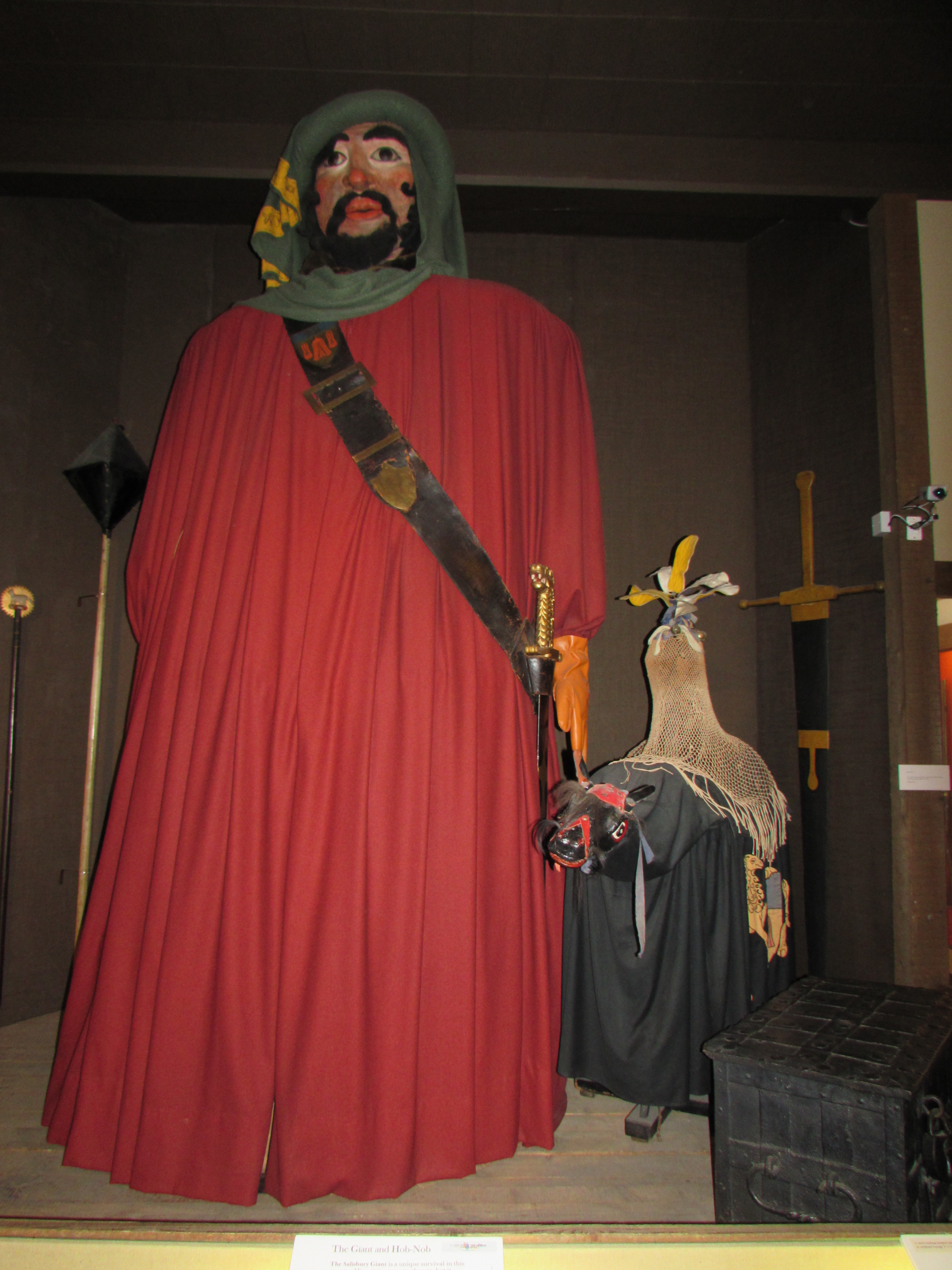
St-Christopher (Salisbury)

 Irlande
En Irlande, les géants relèvent plus de la tradition du théâtre de rue que d'une véritable tradition ancienne. Depuis quelque temps, ils prennent part aux cortèges de la Saint-Patrick, ce qui les fait entrer, d'une certaine façon, dans la grande famille des géants de procession.
Ils sont articulés pour une plus grande interaction avec le public qui appelle d'ailleurs plus volontiers "Giant Puppets".
- À Wexford, on peut rencontrer "Mother and Baby" et "Squire", personnages très caricaturaux représentatifs de la "Verte Erin". Ils mesurent environ 4 mètres.

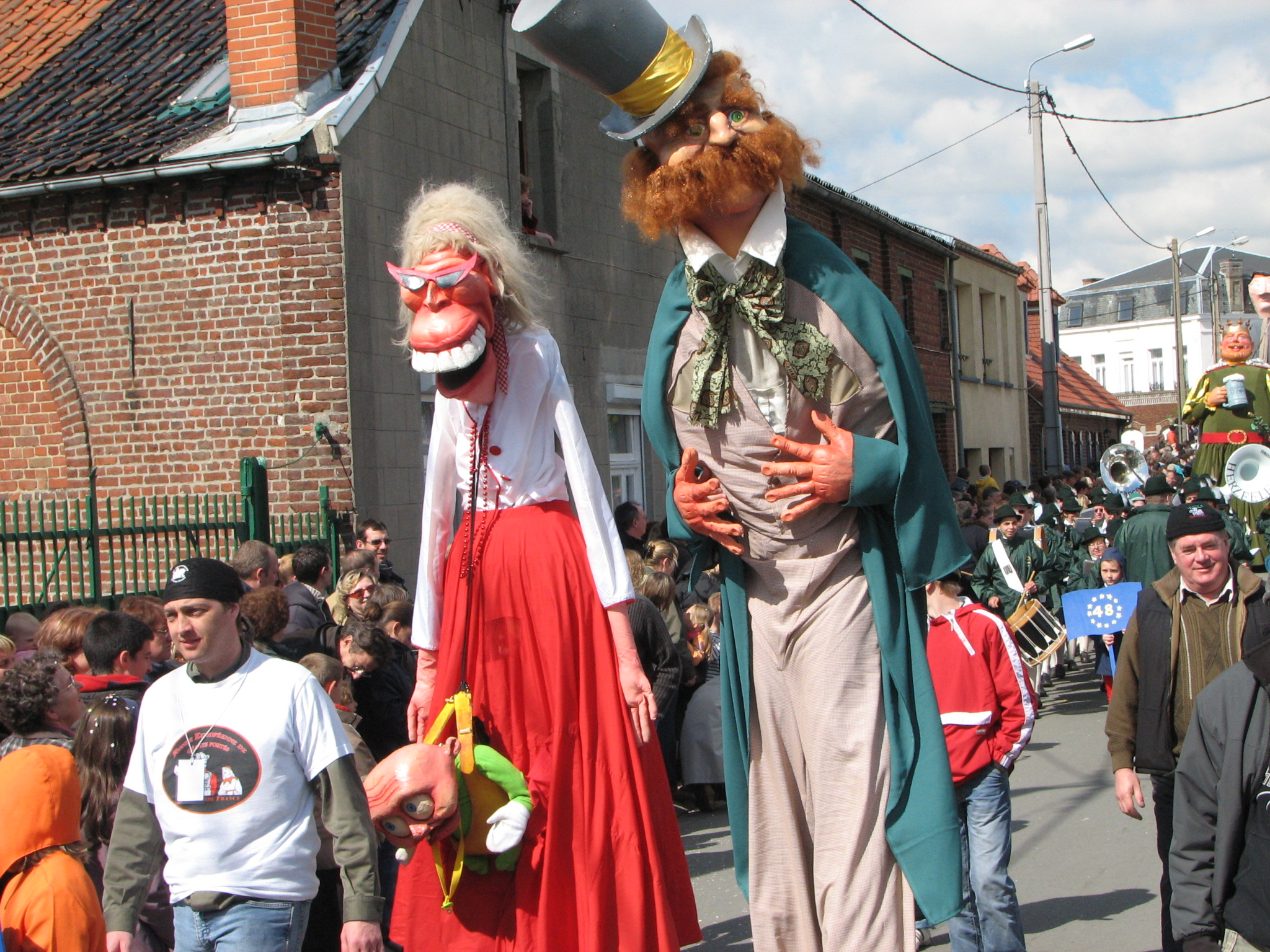
Mother and Baby et The Squire (Wexford)

### Italie
En Italie, la tradition des géants est surtout implantée dans le sud, en Calabre et en Sicile. Les deux personnages majoritaires sont Mata et Grifone. On les retrouve dans les villes de Palmi, Messine, Rombiolo, Seminara,... Il y existe néanmoins d'autres géants comme Hitia et Cronos de Mistretta.

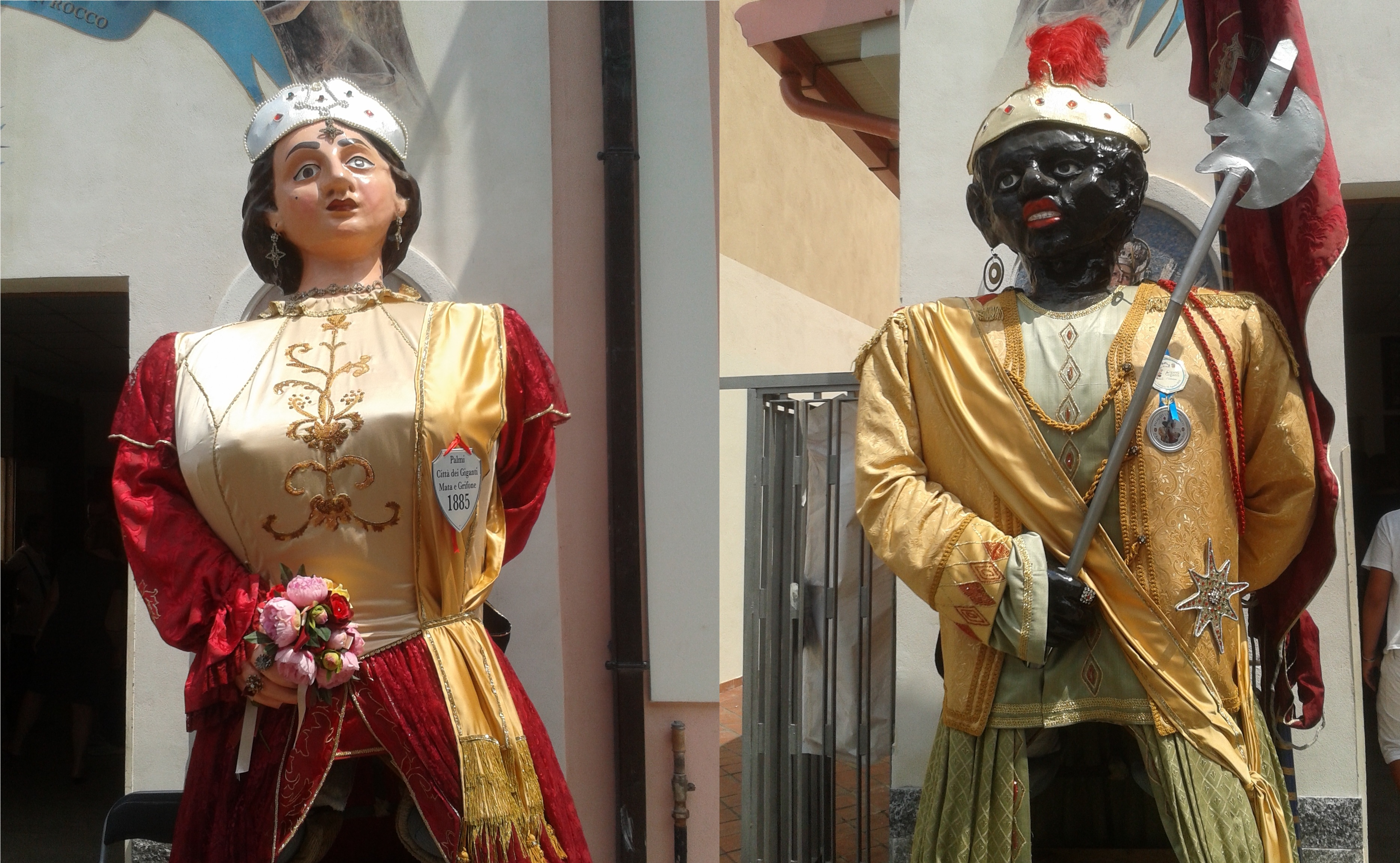
Mata et Grifone (Palmi)
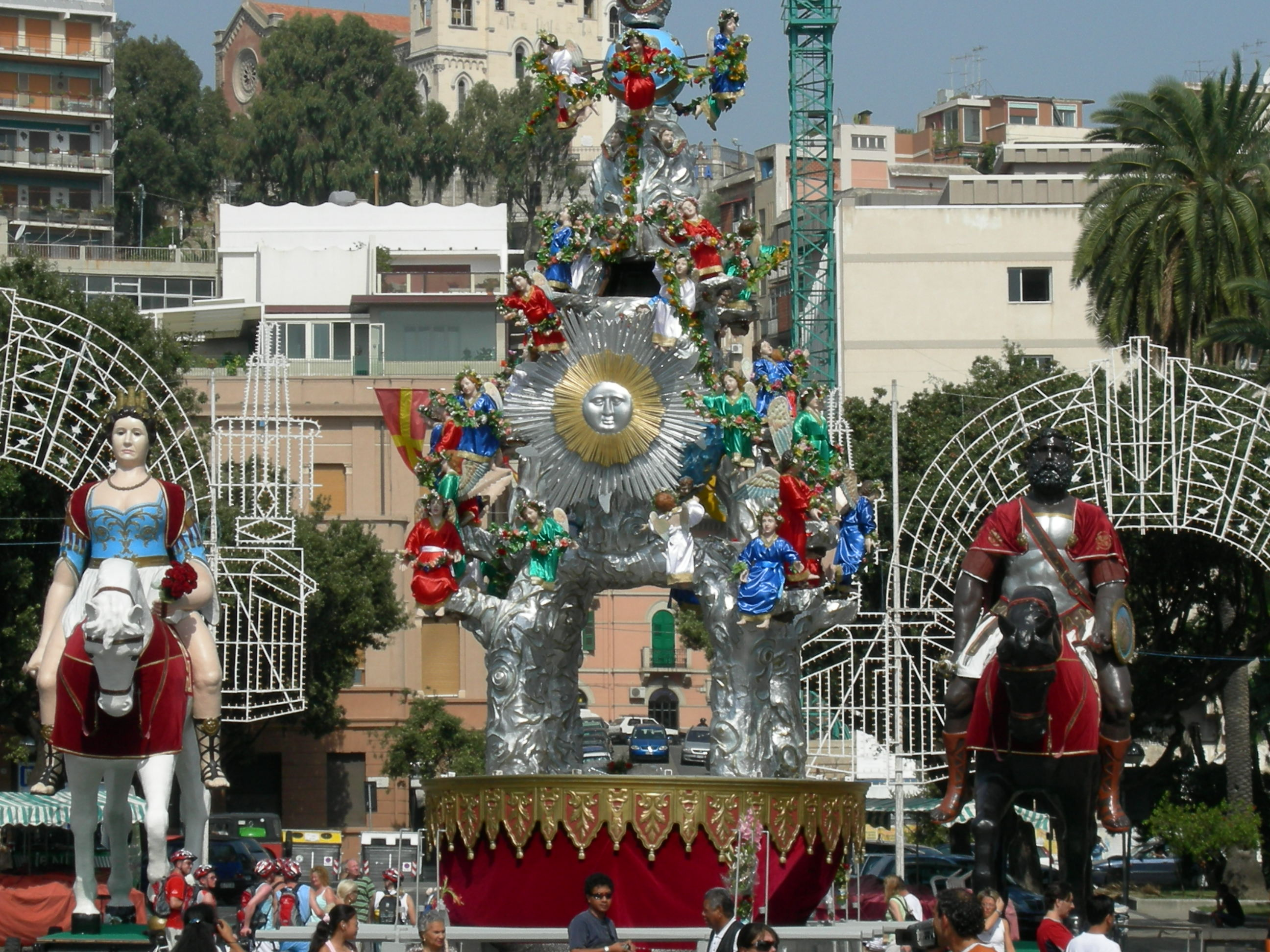
Mata et Grifone (Messines)
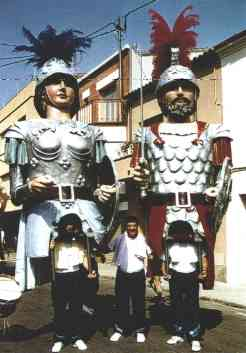
Hitia et Cronos (Mistretta)

### Pays-Bas
On y compte près d'une soixantaine de géants.
- Berg-op-Zoom
  - Jan Metten Lippen et Trui van de Toren, accompagnés des grosses têtes Toontje et Marieke
- Maastricht
  - Gigantius
- Venlo
  - Valuas et Guntrud
- Oisterwijk
  - Peer Paorel, Gèèselse Ermelindis et Heukelomse Mie, créés en 1999 pour célébrer le nouveau millénaire.

- Alkmaar
  - Willem van Oranje, Filips II, Jacob Cabeliau, Margaretha van Parma, Don Frederik, De Hertog Alva, Maerten Pietersz van der Mey et Trijn Rembrands, géants créés en 2023.

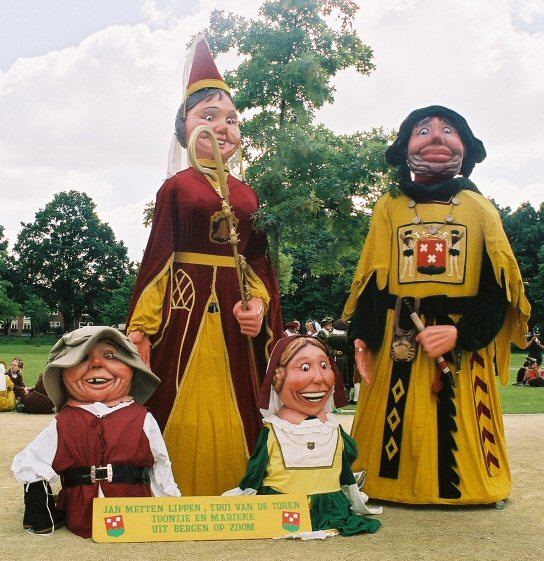
Jan Metten Lippen et Trui van de Toren (Berg-op-Zoom)
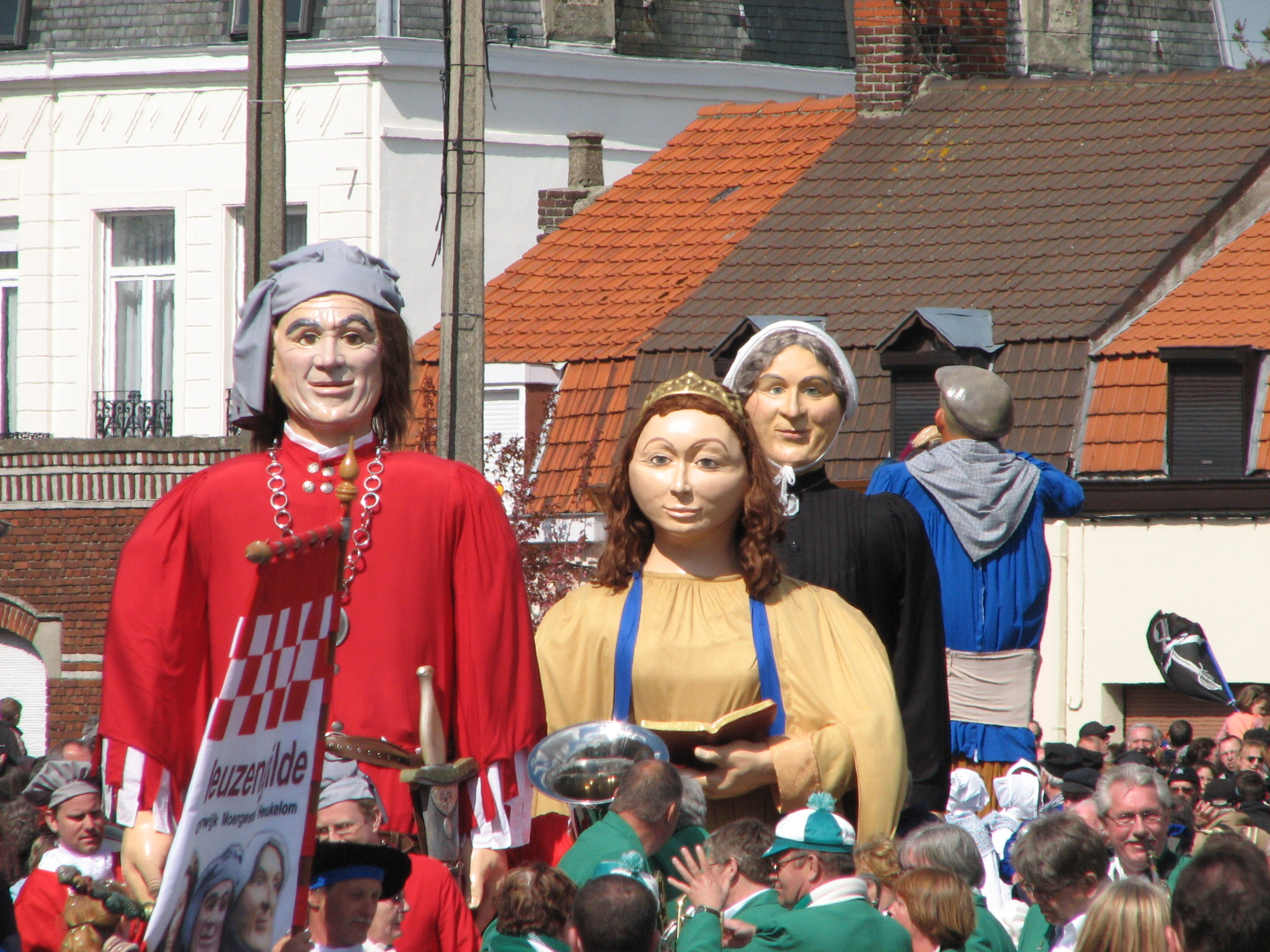
Peer Paorel, Gèèselse Ermelindis et Heukelomse Mie (Oisterwijk)

### Portugal
Les premiers géants attestés en Europe sont probablement portugais et datent du XIIIe siècle.[réf. nécessaire]
- Braga
  - "Zé Povinho" et "Maria Papoila"
- Viana do Castelo
  - Manuel, Maria, Docteur, Dame,...

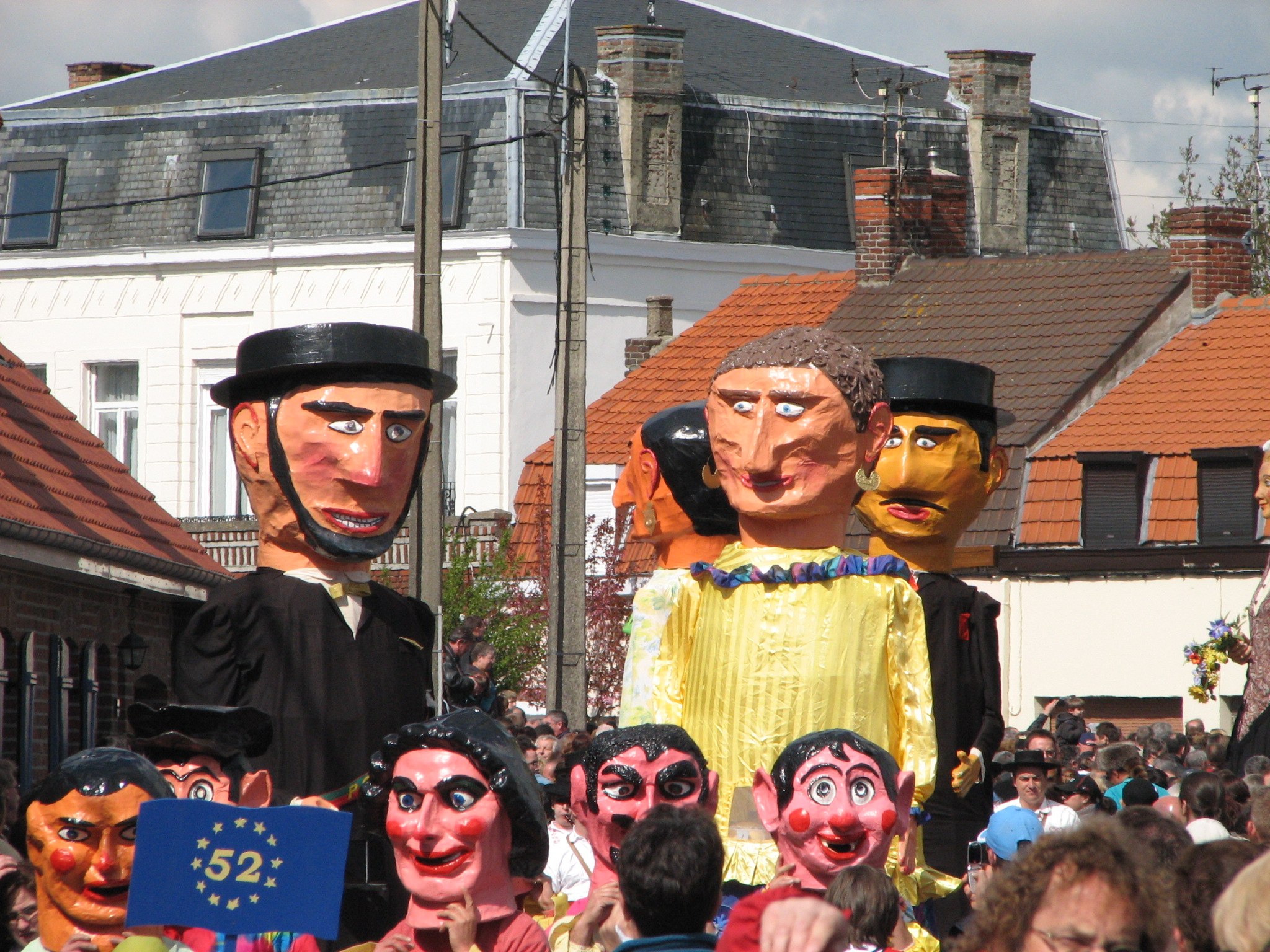
Géants de Viana do Castelo à Steenvoorde en 2006